# 転生したらスライムだった件
『転生したらスライムだった件』（てんせいしたらスライムだったけん）は、伏瀬による日本のなろう系ライトノベル。略称は「転スラ」。小説投稿サイト「小説家になろう」にて2013年2月20日から連載されていたWeb小説を大筋プロットとして大幅に改訂し、2014年5月よりGCノベルズ（マイクロマガジン社）から刊行されているほか、本作を原作とする漫画や外伝漫画、漫画版を元にしたアニメなどのメディアミックス展開が行われている。

## 概要
作者の伏瀬が「小説家になろう」で連載していたWEB小説が関連全作品のベースになっている。
その後、外伝執筆・公開の傍らでWEB小説を元として大幅に加筆・修正を加えた商業小説版の執筆が開始され、商業版第6巻発売と同時に川上泰樹の執筆によるコミカライズ版の『月刊少年シリウス』連載（メディアミックス）が決定し、連載開始後には単行本も発売されている。さらには、監修を伏瀬、作画を岡霧硝がそれぞれ担当したスピンオフ漫画『転生したらスライムだった件 魔物の国の歩き方』が、マイクロマガジン社のウェブコミック配信サイト「コミックライド」で連載開始された。
同じく「小説家になろう」で人気のあった作品「オーバーロード」から多大な影響を受けていることを、伏瀬は明かしている。また、主人公のスライムはゲーム「ドラゴンクエスト」ではなくテーブルトークRPGに登場する厄介な魔物のイメージから作られているほか、伏瀬の学生時代のTRPGプレイ体験に起因して「ソード・ワールド」「ウィザードリィRPG」「ガープス」などからの影響も受けている。このほかにもリムルの配下となった一部の悪魔はスーパーカーにちなんでつけられている。
書籍化の話は「なろうコン」に応募中の2013年11月で、評価ポイントは高くとも問題が山積みで練習のつもりで書いていた本作にオファーが来るとは思っていなかったことを、伏瀬は明かしている。また、書籍化にあたっては担当編集者から大幅な指摘を受けつつ改稿しており、巻が進むにつれてWEB連載版と整合性が取れなくなっていったため、WEB連載版はプロットとして考えるようになったことを明かしている。
「このライトノベルがすごい！」単行本・ノベルズ部門では、2017年版で8位、2018年版で6位、2019年版で5位、2020年版で7位、2024年版で6位、2025年版で9位を獲得している。
2024年4月時点で、全世界シリーズ累計発行部数4500万部を突破している。
第3回『次にくるマンガ大賞』コミックス部門では本作のコミカライズ『転生したらスライムだった件』が5位を獲得した。AnimaniA Award 2019にてBester Manga International（国際漫画賞）を受賞。第46回講談社漫画賞の少年部門を受賞した。「ピッコマAWARD 2021」ではTERRA賞を受賞した。

## あらすじ
以下に示すあらすじは書籍各巻の簡便な抜粋解説に留める。内容はWEB版を除く全ての派生媒体の元になっている書籍小説版に準拠し、他媒体との比較における細微な内容改変については別項にまとめる。
また登場キャラクターの背景設定や登場経緯、獲得能力などに関しても、特に物語進行上解説が不可欠でない限り全て別項に置き、ここでは省く。
1. 地位向上編
通り魔に刺されて死んだ三上悟は、異世界の洞窟でスライムとして転生する。異世界で「リムル＝テンペスト」の名を得た三上悟は暴風竜ヴェルドラを始めとする友達や仲間、配下を増やしつつ、魔物の町を作り始める。
そしてリムルは同郷日本からの先輩女性転移者シズと出会い、騒動の末に死に瀕したシズの願いを汲み、肉体を食べた。そしてリムルは生前のシズの姿へ変身する能力を得た。
2. 森の騒乱編
その後もリムルは町づくりを継続するが、魔王たちの妨害を受ける。魔王の工作行為を退けた結果、大鬼族（オーガ）6人と蜥蜴人族（リザードマン）勢力、およびオーク軍残党15万とジュラの大森林管理者たちがリムル配下に収まったことで魔物の町は急激に規模が大きくなり、結果としてリムルはジュラの森大同盟の盟主となった。
3. 魔王来襲編
魔王クレイマンはリムルに対する新しい謀略を発案、これに乗った魔王ミリム本人と魔王カリオンの部下らが町に訪れる。
リムルはドワーフ国と友好関係を締結し、魔王ミリムと親友となり、ミリムは魔物の町にそのまま居着く。またブルムンド王国から来たヨウムは実際には行っていないオーク軍撃退を実行した英雄として祀り上げられる。
その後到着したカリオン配下の部下らは町で諍いを起こす過程でミリムに憎悪を抱いた結果、魔人の陰謀で怪物に変身、町を襲うがミリムに一撃で葬られる。そしてリムルは黒幕クレイマンを敵として認識する。
4. 人魔交流編
国家として成立したテンペスト国は西方諸国と外交を行うようになる。
リムルはシズの心残りを果たすため、イングラシア王国でシズの教え子、自由組合総帥ユウキに会い、ユウキが保護していた余命のない5人の子どもたちを教師として導くことにする。そして子供らの短命の運命を変える方策を探っていたリムルは子供らを連れて精霊の棲家へ赴き、そこで子供の寿命問題を解決した。
5. 魔王覚醒編
リムルはイングラシア王国から単身自国へ帰還中、ユウキと同じくシズの教え子だった神聖法皇国ルベリオスの聖騎士ヒナタに襲われ意識が途絶える。
ファルムス王国が魔物の国テンペストに侵略を開始。
襲撃を生き延びたリムルは急ぎ帰国したが、既に仲間たちはファルムス王国の召喚異世界人3人によって殺害された後だった。その後リムルは魔王覚醒によって死んだ仲間たちを蘇生出来得ると考え、覚醒に必要な生贄を接近中のファルムス王国軍2万人に求め、それを一方的に虐殺し、また侵攻軍に同道していたファルムス王国重鎮3名のみを捕虜とした。
そして魔王進化を完了したリムルにより仲間の死者は全員蘇り、そして種族進化した。そのとき魔王ミリムに殲滅された獣王国ユーラザニアより避難民がテンペストへ到着し、同時期、リムルは暴風竜ヴェルドラを復活開放した。
6. 八星輝翔編
「中庸道化連」の一人ラプラスは「神聖法皇国ルベリオス」の奥の院で、そこにいるはずのない魔王ヴァレンタインと遭遇したことを「謎の少年」に報告する。謎の少年はラプラスらの主君呪術王カザリームを復活させていた。謎の少年たちは更なる謀略に十大魔王全員が集結し開催される「魔王達の宴」を利用する。
そのころ、リムルたちは国際大会議「人魔会談」で様々な国策を話し合っていたが、そこに魔王ラミリスが現れ、魔王達の宴を主催するクレイマンの思惑が魔王カリオンとリムルの抹殺であることを告げる。リムルたちは幹部らと戦の準備を開始しつつ、またリムル自身は魔王達の宴でクレイマンと直接対決することを決めた。
クレイマン軍との間の戦争は連合軍の一方的な勝利で終わり、また別働隊のテンペスト幹部らはクレイマン本拠地のジスターヴ城を手中に納めた。
リムル対クレイマン戦ではクレイマンが敗北、完全消滅した。そして魔王フレイと魔王カリオンの2者が魔王の座を退いたことで十大魔王の総数は8人に減じ、新総称はリムルが決定した（八星魔王）。
7. 聖魔対立編
合同会議で聖騎士ヒナタのテンペスト国派兵が決定する。テンペストに到着したヒナタはリムルと話し合いを試みつつも開戦、そしてリムルとの一騎討ちで敗れ、ヒナタはその戦闘の最後で「七曜の老師」の罠からリムルを庇い瀕死の重体となった。
そのヒナタらに対する陰謀の首謀者はグランベル・ロッゾ以下の五大老であり、また続く謀略の一環としてファルムス王国大司教レイヒムを殺害、テンペスト勢の仕業に見せかけた。
ファルムス王国でリムルから攻略を一任されていた悪魔ディアブロはこの謀略に対処し、また恐らく真犯人は七曜の老師であることに気づきリムルに報告し、その場へ現れた七曜の老師のうち3名も殺害した。そしてファルムス国新王エドワルドは英雄ヨウムに王位譲位を約束し、対ファルムス国戦後処理は終了した。
リムルとヒナタの元にも現れていた七曜の老師2名は聖騎士のひとりに化けていた1名ともども、その場に遅れて登場した魔王ルミナスにより粛清され、ヒナタはルミナスによって癒された。最後に残っていた七曜の老師のまとめ役、日曜師グランも別所で粛清、七曜の老師は7名全員が死亡した。
だが、日曜師グランはグランベル・ロッゾに憑依されていた存在であり、そのグランベルに、孫娘かつ転生者であるマリアベル・ロッゾは「魔物の町はロッゾ一族にとって危険な存在であり、潰さなければならない」と告げた。
8. 領土掌握編
リムル、ルミナス、ヒナタらは和解し今後について話し合った。
そして開国祭を行うことになり、またドワーフ王ガゼル率いる武装国家ドワルゴンは引き続きテンペストとの友好関係を継続することを宣言、ルミナス率いる神聖法皇国ルベリオスとの国交も正式に開かれ、また魔導王朝サリオンも皇帝自らがテンペストへ外遊することが決定した。
リムルがテンペストへ帰国すると魔王ラミリスがテンペスト移住しようとしている現場に遭遇、そのラミリスの持つ能力「迷宮創造」をリムルは利用し、冒険アトラクション迷宮を作成することに決めた。
そしてリムルはジュラ大森林のエルフを誘拐・売買していた奴隷商会が勇者マサユキによって滅ぼされ、彼が魔物の国へ向かう目的は魔王リムル討伐と聞いた。マサユキの名前から召喚日本人であることを予測したリムルは話し合い解決を望み、配下に手出しを禁じる。
9. 魔都開国編
マサユキは一般男子高校生の転移者であり、勇者「閃光のマサユキ」として知られていたが、それは転移直後に取得したスキル効果で周囲の人間が勝手に自分を過大評価し、かつ状況に最適な幸運を招くというハッタリ小僧だった。
マサユキは同郷の先輩転移者で心を許す自由組合総帥ユウキの要請により違法奴隷売買対策に参加した結果、紆余曲折の末に、保護した元奴隷エルフたちを魔国連邦テンペストへ護送することとなった。周囲はこれをマサユキの魔王討伐と勘違いし、マサユキもまた顛末を楽観視した。
そして開国祭は開始され、魔物たちによって武闘大会および迷宮開放など様々な出し物が行われ、またその合間に会談が行われた。そしてリムルはルミナスから、東の商人ダムラダの工作行為が発覚したことを聞く。
リムルはクレイマンとの諍いも含む一連の敵対行動の黒幕がユウキであることを確信したが、ユウキの暗躍の証拠が掴めないことから、今後始まるユウキと中庸道化連との戦いに備える。
この開国祭開催によって魔国連邦テンペストと周辺諸国は更に結びつきを強くしたが、その裏でロッゾ一族の妨害工作は失敗していた。そして、ロッゾ首領グランベル・ロッゾはその後の全てを孫娘である強欲のマリアベルに一任することを約束した。
10. 魔人暗躍編
11. 勇者覚醒編
12. 戦争前夜編
13. 帝国侵攻編
14. 竜魔激突編
15. 深淵開放編
16. 遊戯終了編
17. 時空断章編
18. 野望終焉編

## 登場人物

### 主人公
リムル＝テンペスト
声 - 岡咲美保
種族：妖魔族（スライム） → 魔粘性精神体（デモンスライム） → 竜魔粘性星神体（アルティメットスライム）
所属：ジュラ・テンペスト連邦国（魔国連邦）
本作の主人公。日本人サラリーマンの三上悟（みかみ・さとる、声 - 寺島拓篤）が通り魔に刺されて死亡し、魔物のスライムに転生した、という初期設定を持つ。作中でのリムルの「前世」とは、この三上悟の存命時代を指している。ちなみに大卒で大手のゼネコンの会社員だった。
転生した先の洞窟内で後に初めて出会った意志ある生物、暴風竜ヴェルドラと名前を交換することで「名持ちの魔物（ネームドモンスター）」となり、また転生後の世界で最初に縁を持った同郷人であるシズを吸収したことにより人間の姿に擬態する能力を身につけた。人間体の外見は女性寄りだが、生物学的には無性であり、精神性は前世のままなので口調などは男性的である。
基本的には剽軽で温厚な平和主義者であり、サラリーマン時代も含めて頼られると嫌と言えない性格をしている。名付けした配下の魔物たちを家族のように思っており、自分の仲間を傷つける者には容赦しないだけの非情さも身につけている。天才的な人たらしの才能を持ち、配下の者はどんな無茶な命令でも笑顔で実行するため、直ぐ調子に乗って失敗したり、熱くなると見境がなくなり、訂正しようとする人の話を聞かずに誤った結論を出したり、後先考えずに許可を出して後悔するという失敗を何度も繰り返すなどの欠点を自覚している。
「種族問わず楽しく快適に過ごせる国を作りたい」を基本的な行動理念としており、その理念のまま突き進んだ結果、リムルが建国した魔国連邦の衣食住は、最終的にほとんどの他国と比べても引けを取らないレベルにまで達する。一方で多様性を生み文化（娯楽）を発展させるためには思想・言論・表現の自由が保障されるべきだと考えているので、世界征服のような野望は持っていない。
交友関係として、暴風竜ヴェルドラとは初めての友、かつ互いに名を送り合い魂の回廊を繋いだ義兄弟にして最大の盟友、魔王ミリムとは親友、ドワーフ王ガゼルとは兄弟弟子、天帝エルメシアとは悪巧み仲間として親しくしている。
ゲームクリエイターの遠藤雅伸は本作のスライムについて、「スライム=最弱」のイメージを逆手に取ったというよりも作者独自の世界観だと感じたと述べている。

#### リムルの能力
以下に、リムルが転生時に獲得した能力を記す。
種族「スライム」
転生時に、リムルが血が足りなくなると人は死ぬ、と考えていたために「血液が不要な身体」であるスライムとなる。スライムは本作においては粘性生物、あるいは妖魔族とも表記される種族であり、普通は思考もせず吸収・分裂・再生を繰り返すだけで、生息領域から出ることも滅多にない最低位モンスター、と設定されている。
身体は脳細胞、神経、筋肉の機能を兼ね備えた細胞の集合体であり、また、本作においてスライム種族には生殖の必要が無いためその肉体がスライムであるリムル自身にも生物的な性別はなく、後に獲得する人間への変身能力実施の際にも、変身後の体は男性でも女性でもなく無性体になる。
真なる魔王覚醒後は”魔粘性精神体（デモンスライム）”へと進化し全身体能力が大幅に上昇、魔素量は10倍以上となった。
更に、書籍15巻ではルドラに操られるヴェルドラを捕食した後、それをシエルが解析したことで最上位聖魔霊である世界で5番目の“竜種”（亜種）となる”竜魔粘性星神体（アルティメットスライム）”に進化し、ヴェルドラと同等の魔素量を獲得するに至った。

各種耐性
転生時点で最初から環境耐性として「刺突耐性」「物理攻撃耐性」「電流耐性」「麻痺耐性」「耐熱耐性」「耐寒耐性」を、感覚耐性として「痛覚無効」を獲得している。
物語が進行するにつれこれらはより強力に進化し、順に：
1. 「熱変動耐性」
2. 「熱変動無効」
3. 「物理攻撃無効」「自然影響無効」「状態異常無効」「精神攻撃耐性」「聖魔攻撃耐性」
4. 「精神攻撃無効」

になっている。
また、真なる魔王覚醒後は各種耐性を獲得した。

#### リムルのスキル
スライムとなったリムルは転生直後から保持しているスキル「捕食者」によって生物を捕食し、その生物が持っていたスキルを獲得していく。ここでは、リムルが物語中で獲得したスキルのうち、特に物語中で重要度の高いもののみを抜粋し列挙する。
溶解、吸収、自己再生
転生直後の獲得スキルとは別に、三上悟の新しい肉体となったスライム種族が最初から持っている種族固有スキルである。
後に「自己再生」は「捕食者」の機能である「擬態」と統合されエクストラスキル「超速再生」となる。
魔力感知
スライム状態では五感のうち、触覚以外を持ち合わせていなかったため、外界を知覚するために洞窟の中でヴェルドラに教わったエクストラスキルである。
「大賢者」「捕食者」
転生直後にユニークスキルとして「大賢者」「捕食者」を獲得している。
真なる魔王覚醒後は
1. 「無限再生」
2. 「万能感知」
3. 「魔王覇気」
4. 「万能変化」

の固有スキルを獲得した。

捕食能力スキル
1. 捕食者（クラウモノ）
2. 暴食者（グラトニー）[111]
3. 暴食之王（ベルゼビュート）[112]

転生時に、リムルが「来世では（女性を性的に）喰いまくる」などと考えていたために獲得したユニークスキル。リムルにとって最も使いやすいスキルと設定されており、身体のどこからでも発動できるほか、視認するだけで空間に影響を及ぼすことができる。
このスキルは以下のスキルを内包している。
1. 「捕食」 - 対象を体内に取り込む
2. 「解析」 - 取り込んだ対象を解析、またアイテムを創造する。
3. 「胃袋」 - 捕食対象を収納したり、解析で作成したものを収納する。
4. 「擬態」 - 解析に成功した対象を再現する。
5. 「隔離」 - 解析の及ばない有害な効果を収納し、無害化の後に魔力に還元する。

「捕食者」は後に、豚頭魔王ゲルドを捕食した際に得たユニークスキル「飢餓者（ウエルモノ）」と統合したことで大罪系ユニークスキル「暴食者（グラトニー）」へ進化し、影響下にある魔物との能力の「受容」と「供給」、対象に腐食効果を付与する「腐食」が追加される。
また、覚醒魔王に進化した際、テンペストを襲撃したファルムス王国と西方聖教会の連合軍2万を惨殺する過程で獲得した、心が折れた相手の魂を掌握するユニークスキル「心無者（ムジヒナルモノ）」を「暴食者」に統合した事で、悪魔系究極能力の「暴食之王（ベルゼビュート）」へと進化。新たな権能として、「心無者」が変化した「魂喰（こんじき）」、「受容」「供給」を統合した「食物連鎖」を獲得する。

暴風之王（ヴェルドラ）
ヴェルドラとの魂の回廊が確立し、残滓を捕食したことで獲得した究極能力。ヴェルドラのバックアップになる代わりにヴェルドラの権能を扱える能力で、権能はリムルの記憶にある姿でヴェルドラを召喚する「暴風竜召喚」、ヴェルドラが復元される「暴風竜復元」、魔法書にも記されていない超絶魔法「暴風系魔法」の3つ。また、この究極能力により、リムルが無事である限りヴェルドラは完全に不死身となった。ヴェルドラの解放中は余剰魔素が自らに流れ込み循環効果で身体が活性化するというメリットもあるが、全魔素量の9割ほどを常時消費するので満タンにはならない。竜魔粘性星神体に進化した後は3割負担程度で呼び出せるようになった。 ヴェルグリンドを取り込み長期間かけて解析したことで究極能力「灼熱之王（ヴェルグリンド）」も獲得する。
最終的に「虚空之神」を完成させる生贄となって消失する。
誓約之王（ウリエル）
ヴェルドラを封印していたユニークスキル「無限牢獄」を基礎に、リムルがそれまでの活動で獲得してきた能力を統合し生まれた天使系究極能力。空間管理に特化した権能で、対象を虚数空間に閉じ込める「無限牢獄」、多重構成された複合結界と空間断絶による絶対防御「万能結界」、黒炎雷、魔力操作および熱量操作に加え慣性制御、自在に「胃袋」へと熱の出し入れをする「法則操作」、位置座標を認識した空間を自在に支配・移動する「空間支配」を獲得する。
かつてルドラが編み出した、彼の信念や世界を統一するという誓い、それに応える仲間たちの想いの結晶が発現した「破邪」と「守護」の権能を含んだ究極能力だったが、ヴェルダナーヴァの「正義之王」と交換していたため、ヴェルダナーヴァの消滅後は行方不明となる。
最終的に、シエルによって主要な権能は「豊穣之王」に統合され、残滓はヴェルグリンドへと譲渡され、消失する。

#### 大賢者
リムルの脳内にのみ存在するスキル「大賢者」は物語の進行に合わせて他スキルと同様進化し名称が変化するが、この節の名前は一貫して大賢者で統一する。
大賢者（エイチアルモノ） → 智慧之王（ラファエル）
声 - 豊口めぐみ
転生時点で三上悟は童貞であったため「30歳まで童貞だったら魔法使いになれる」という俗説を思い出し、その連想により40歳目前でもうすぐ賢者、大賢者も夢じゃないなどと考えていた結果、ユニークスキルとして大賢者を獲得した。
この大賢者スキルは物語中でも特異・特殊スキルとして設定されており、本来物語世界においてスキルは自意識が必須となる疑問を持つこと、会話応答などは出来ないが、リムルの疑問に答える必要性から、進化時などに全世界に響き惑星全住民が聞くことのできる本作特殊設定“世界の言葉”の機能の一部を流用することで大賢者スキル自身がスキルとしての自分に対し物語世界内の常識では有り得ない自己改造を行い、応答可能となった。

大賢者介在スキル
リムル内部に限定し、大賢者がリムルに対し様々に働きかけることで実現している機能が複数あり：
1. 「思考加速」 - 知覚速度1000倍加速
2. 「解析鑑定」 - 対象の解析・鑑定
3. 「並列演算」 - 自分の思考と切り離して対象を演算する
4. 「詠唱破棄」 - 呪文詠唱魔法などを無詠唱で行使する
5. 「森羅万象」 - 隠されていないあらゆる事象を網羅する

を内包している。

大賢者のスキル進化
大賢者もリムルが持つ他のスキルと同様に物語進行と同時に進化している。
1. 「智慧之王（ラファエル）」 - 天使系究極能力（アルティメットスキル）。サポート特化、思考加速100万倍、「統合分離」「能力改変」を加えた。「思考加速」「詠唱破棄」「森羅万象」を組み合わせればどんな大規模魔術でも0.1秒以下で構築できる。
2. 「神智核シエル」- 最終的にスキルへの名付けで神智核シエルが誕生し、「暴食之王」と統合され、「虚空之神」となり消失した。

シエル
リムルが「智慧之王」に名付けを行ったことで誕生した神智核で、由来は「教える」から。能力を統合し、主の補助を行う存在として、リムルの持つ全ての究極能力を支配下に置く。
同時に以下のスキルが使用可能となった。
1. 「思考加速」 - 光速まで対応可能
2. 「未来攻撃予測」 - 攻撃の確定予測

これらは「解析鑑定」「並列演算」「統合」「分離」「詠唱破棄」「森羅万象」「食物連鎖」「思念支配」「法則支配」「属性変換」といった演算系権能を全統合した。
また、この進化時点でリムルに許諾を得ない独断でのスキルの統廃合を行うようになった。
虚空之神（アザトース）
シエルが「智慧之王」と「暴食之王」を統合し、「暴風之王」「灼熱之王」を生贄にして完成させた究極能力。
内包する権能は：
1. 「魂暴食」 - 対象の魂ごと喰らい尽くす捕食・暴食の超強化版
2. 「虚無崩壊」 - 混沌世界を満たす究極的破壊エネルギー
3. 「虚数空間」 - 「胃袋」+「隔離」の超強化版で隔離すべき対象を閉じ込める牢獄
4. 「竜種解放」 - 「竜種召喚」の効果も付加された
5. 「竜種核化」 - 膨大なエネルギー体である“竜種”を凝縮して「刀の核（ブレードコア）」に変じる
6. 「時空間支配」 - 時間と空間を把握し意識するだけで瞬間移動が可能
7. 「多次元結界」 - 常時発動型の多重結界「次元断層防御領域」による絶対防御

の7つの能力から成る。
豊穣之王（シュブ・ニグラト）
ヴェルグリンドの「救恤之王」に統合された「誓約之王」の本質を受け継いだ究極能力。
内包する権能は：
1. 「能力創造」 - 「食物連鎖」「解析」によって得た情報から新たな能力を創り出す
2. 「能力複製」 - 得た能力の複製を作製する
3. 「能力贈与」 - 複製した能力を適応する対象者に贈与する
4. 「能力保存」 - 獲得した能力を情報化し瞬時に再現する

の4つである。
これらの権能は配下にも究極の権能を与えることが可能となっており、手助けだけで自力獲得できた場合は究極能力、適性のある者へ大きく力を貸し与えた場合は究極贈与になる。
リムルと配下の魔物達の絆の結晶といえる能力で、シエルが大量のスキルを解体して情報化するために創造した。

### ジュラ・テンペスト連邦国（魔国連邦）
以下、主要幹部とその他の幹部の節分けは編集都合上の構成であり、物語上で設定されている区別・分類ではない点についてあらかじめ了承されたい。

#### 主要幹部
ベニマル（紅丸）
声 - 古川慎 、 小市眞琴（幼少期）
元は大鬼族（オーガ）の里を治めていた族長の息子であり、シュナの兄にあたる。書籍2巻でリムルの配下となり、リムルの名付けにより鬼人族へ進化し、真紅の髪と瞳をした、漆黒の2本角を持つ身長180センチ程の美男子となる。リムルの魔王種への進化により妖鬼となり、書籍14巻でリムルから魂を与えられ、一族の長としての未練が晴れた後、鬼神である炎霊鬼へと覚醒進化して、聖魔十二守護王の一人として赫怒王（フレアロード）の称号を拝命する。
好戦的でやや短気な性格だが、他の同胞に比べれば自制が利く。リムルからの信頼が厚く、全軍の指揮権を与えられた侍大将を務める。リムルに名付けられた元子鬼族から成る紅炎衆（クレナイ）と緑色軍団（グリーンナンバーズ）の指揮官となる。魔国連邦開国後の軍事再編により、緑色軍団を含む第一軍団の指揮権をゴブタに譲り、代わりに赤色軍団（レッドナンバーズ）から成る第四軍団の将軍を兼任する。純情な性格ゆえに結婚にはあまり乗り気ではなかったが、モミジとアルビスの熱意と覚悟を認めて2人と結婚し、一族の後継者となる子を持つ。
戦闘では、リムル配下の三頂点の一角を担う強さとなり、炎熱と組み合わせた太刀による剣技が特徴で、限定空間を超高熱で焼き尽くす黒炎獄（ヘルフレア）を使用する。修行を重ねて師匠のハクロウやアルベルトをも超える剣士へと成長し、神速の剣閃を放つ朧黒炎・百華繚乱を編み出す。優れた空間認識力と高い精度で勝敗を読み解けるユニークスキル「大元帥（スベルモノ）」を保有し、覚醒後にヴェルグリンドの権能を元にした光と熱を支配して加速させる究極能力「陽炎之王（アマテラス）」を獲得する。
ソウエイ（蒼影）
声 - 江口拓也
元は大鬼族の家臣。書籍2巻でリムルの配下となり、リムルの名付けにより鬼人族へ進化し、浅黒い肌に青黒い髪で紺碧の瞳をした身長190センチ程の美青年となる。リムルの魔王種への進化により妖鬼となり、書籍14巻でベニマルが炎霊鬼へと覚醒進化したときにギフトを受けたことで自らも鬼神である闇霊鬼へと進化して、闇の盟主（ダークネス）の称号が与えられる。
常に冷静沈着だが、怒りが頂点に達すると自然と笑みが浮かぶという危ない性格。基本的にリムルと自国の仲間以外には興味がなく、特に、リムルを貶すものには容赦がない。魔国連邦における御庭番の頭領として藍闇衆（クラヤミ）を率いて諜報活動全般を請け負う。部下のソーカや聖騎士のリティスなど多くの異性から好意を寄せられている。ベニマルと同年代であり大鬼族のころからのライバルであり、覚醒進化によりベニマルの対として神性を得る。
戦闘では二刀流の忍者刀と「粘鋼糸」を使用し、冷酷非情であり、情報収集能力に長ける。意識外からの攻撃が致命的な攻撃となるユニークスキル「隠密者（シノブモノ）」を保有し、覚醒後に意識まで完全に分割した別身体を作り、町一つ分の広範囲に渡って別身体を直接転移させ、世界各地の様子を映像と音声で監視できる究極贈与「月影之王（ツクヨミ）」を獲得する。
シオン（紫苑）
声 - M・A・O
元は大鬼族の家臣。書籍2巻でリムルの配下となり、リムルの名付けにより鬼人族へ進化して紫の瞳に黒曜石のような一本角が生え、長い紫髪をポニーテールにした身長170センチ程の巨乳なモデル体型となる。リムルの魔王種への進化により悪鬼となり、書籍14巻でリムルから魂を譲渡されて闘神である闘霊鬼へと覚醒進化して、聖魔十二守護王の一人として闘神王（ウォーロード）の称号を拝命する。
外見はクールビューティーという印象だが、何でも力づくで解決したがる悪癖を持つ。料理の腕は壊滅的。リムルの筆頭秘書であり、護衛も任されているが、秘書の実務能力はシュナに劣る。過激な言動が多く、秘書の座を争うディアブロと共にリムルから問題児扱いされている。ファルムス王国による襲撃で住民と共に一度は死亡し、リムルが魔王種へ進化するための切っ掛けとなる。リムルの意を受けた「智慧之王」により蘇生され、ほぼ不死身の半精神生命体として復活し、共に蘇生された不死身の者から成る紫克衆（ヨミガエリ）の長となる。蘇生時に消費された悪魔の魂の影響で残虐性が宿り、しばらくは周囲に嫉妬して精神的に不安定になるが、リムルから諭されて自分自身を超える方向へと意識が変化する。
戦闘では剛力丸と名付けた大太刀を愛用し、規格外の怪力を駆使して豪快でシンプルな技を使用する。魔素量ではベニマルを凌駕しており、大鬼族の仲間の中では2番目に強くなるまでに成長する。過程を省いて確定した結果を導き出すユニークスキル「料理人（サバクモノ）」を保有する。16巻時点ではリムルを殺しうる危険性があるとシエルに判断されたため、究極能力の獲得は見送られている。書籍21巻にてダグリュールとの戦闘中にリムルがフェルドウェイによって時空の彼方に飛ばされたことを察知し、その怒りからシエルにかけられた封印を解き、敵のエネルギーを自身のものへと変換する究極能力「暴虐之王（スサノオ）」を獲得する。
シュナ（朱菜）
声 - 千本木彩花
元は大鬼族の姫であり、ベニマルの妹にあたる。書籍2巻でリムルの配下となり、リムルの名付けにより鬼人族へ進化し、薄桃色の髪に真紅の瞳をした、白磁の二本角が生えた身長155センチ程の小柄な美少女となる。リムルの魔王種への進化により妖鬼へ進化する。
心優しく控え目な性格の持ち主だが怒ると怖く、笑顔のまま怒気を発するタイプ。リムルの秘書業務を全て管理し、シオンとリムルの取り合いになる。リムルの外遊には常に同行し、気品と礼儀が備わっているので外交面で頼りになる。薬草に詳しく、裁縫や料理が得意であり、魔国連邦の絹織物や調理研究などの生産事業の指揮を執る才女である。
非戦闘員ではあるが、扇子を武器として使用し、ハクロウから実戦形式の柔術も学んでいるため近接戦闘の実力は高く、効率的な魔法スキルの運用も得意であり、アダルマンと共にリムルから信仰と恩寵の秘奥を授けられ、神聖魔法を習得する。物や魔法などを目視だけで解析して直ぐに自ら使用できるユニークスキル「解析者（サトルモノ）」を保有し、物質の変換・融合・分離によって別の素材を生み出すユニークスキル「創作者（ウミダスモノ）」を保有する。書籍21巻において、ラミリスの想いを察知したことでフェルドウェイに支配されたディーノを救う決意をし、その決意によって解析者と創作者を統合した究極能力「導之巫女（ヤオヨロズ）」を獲得する。
ハクロウ（白老）
声 - 大塚芳忠
元は大鬼族の家臣。黒目で伸びた白髪を総髪とした男性。書籍2巻でリムルの配下となり、リムルの名付けにより鬼人族へ進化し、老人から初老くらいの年齢まで若返る。リムルの魔王種への進化により妖鬼へ進化する。
人間と大鬼族の混血であり、朧流の剣豪で異世界人である荒木白夜の孫にあたり、テング族のカエデとの間に実子であるモミジを授かっている。剣鬼の異名を持つ剣の達人であり、料理にも造詣が深い。大鬼族のころから里の同胞やガゼルをはじめとする様々な人物に剣技を指南する。魔国連邦でも戦闘の指南役を務め、リムルや幹部たち、戦闘員を鍛えている。魔国連邦開国後の軍事再編では、第一軍団の軍事顧問も任され、指揮官のゴブタが現場に出る際には緑色軍団の指揮を代行する。
戦闘では仕込み刀を使用し、卓越した気闘法で身体能力を底上げして剣技や術を駆使し、少ない魔素量を全く問題にしない。千差万別の組み合わせて瞬時に8回敵を斬る朧流の最高奥義・八重桜－八華閃－を会得し、魔素の流れや力の大きさが正確に読み取れるユニークスキル「武芸者（キワメルモノ）」を保有する。
リグルド
声 - 山本兼平
リムルが転生後に初めて接触した子鬼族（ゴブリン）村の村長。書籍1巻でリムルに名付けされて人鬼族（ホブゴブリン）へ進化し、大柄な壮年の大男へ若返る。リムルからゴブリン・ロードの地位を授けられ、後に近隣のゴブリンもリムルの下へ合流したことでゴブリン・キングへ昇格する。
宴会が大好きで、何かと理由を付けては宴会を開きたがる。リムルの配下の中では最古参であり、名付けによってよぼよぼの老人から姿形が激しく変化したので、リムルは劇的な変化に驚くとリグルド・ショックと言うようになる。魔国連邦の内政を担う中心人物であり、同じく最古参である司法を担当するルグルド、立法を担当するレグルド、行政を担当するログルド、生産事業を担当するリリナ（声 - 近藤玲奈）と共に魔国連邦をまとめている。
文官なので戦場に出る機会は殆どないが、常に鍛えており武闘派な面もある。書籍2巻時点ではBランク相当だった強さも、書籍13巻時点ではAランクを超える。
ゴブタ
声 - 泊明日菜
リムルが転生後に初めて接触したゴブリンの村に住んでいたゴブリン。書籍1巻でリムルに名付けされてホブゴブリンへ進化したが、外見はほとんど変化していない。
脳天気で褒められるとすぐに調子づくお調子者だが、憎めない性格で周囲からはムードメーカーとして可愛がられている。しかし、考えなしの発言や、詰めの甘さで、しばしば失敗し痛い目を見る。後にランガとコンビを組み、狼鬼兵部隊（ゴブリンライダー）の隊長を務める。
戦闘では器用で機転が利く天才肌であり、牙狼族の召喚もいち早く習得する。ハクロウとの修行で戦闘方法を学び、武闘大会においてランガと合体して魔狼形態となるユニークスキル「魔狼召喚（オレニチカラヲ）」を獲得するが、自身のパワーとスピードを制御できない未熟さが露呈する。
ランガと共にミリムの特訓を受けて戦闘感覚や技術を磨き上げ、元ゴブリンの中では最強クラスに成長する。
ランガ（嵐牙）
声 - 小林親弘
元はゴブリンの村に攻め込んだ牙狼族の長の息子であり、父の死後、一族の長となる。書籍1巻で一族と共にリムルの配下となり、リムルの名付けにより嵐牙狼族（テンペストウルフ）へ進化し、額の星型の痣から角が生えた巨体の狼となる。リムルの魔王種への進化により黒嵐星狼となり、書籍14巻でリムルから魂を譲渡されて神狼の風霊狼へと覚醒進化して、聖魔十二守護王の一人として星狼王（スターロード）の称号を拝命する。
戦闘では、単独でも強いが他者とのコンビで戦う場面が多い。放電する竜巻を生み出す黒雷嵐(デスストーム)、ゴブタと魔狼形態となって超音速衝撃波を生み出す疾風魔狼演舞（ダンス・ウィズ・ウルブス）という攻撃を使用する。一族を完全に統率した連撃を可能とするユニークスキル「魔狼王」を保有し、覚醒後にリムルとヴェルドラの能力を継承した天候すらも支配する究極能力「星風之王（ハストゥール）」を獲得する。
父の死について思うところはあるものの、リムルへの恨みはなく、むしろ恩義を抱いており、彼を名前ではなく「我が主（あるじ）」もしくは「主」と呼ぶ。
普段はリムルの影の中に潜んで護衛し、表に出る場合はリムルの指示で本来よりも小さいサイズで現れる。リムルから毛並みを撫でてもらうのが好きで、ペット扱いされることもある。開国祭の武闘大会ではリムルの指示で出場を見合わせたはずが、ゴブタの召喚に勝手に応えて参戦する。
ゲルド
声 - 山口太郎
元はジュラの大森林に攻め込んだ豚頭帝ゲルド配下の猪人族（ハイ・オーク）の豚頭将軍。書籍2巻において豚頭帝ゲルドの思いを託すために、リムルからゲルドと名付けられて猪人王へ進化し、一族の長となる。書籍14巻でリムルから魂を譲渡されて猪神の地霊猪へと覚醒進化して、聖魔十二守護王の一人として守征王（バリアロード）の称号を拝命する。
真面目で義理堅く職人肌で、器が大きく男気があるが、順序立てて物事を説明するのは苦手。豚頭帝ゲルドの配下であった猪人族から成る黄色軍団（イエローナンバーズ）を率い、魔国連邦開国後の軍事再編により、橙色軍団（オレンジナンバーズ）を加えた、常備軍の防衛と後方支援や工作の主力となる第二軍団の将軍となる。土木建築部門の幹部でもあり、魔国連邦の都市建設、各国へ伸びる道路や魔導列車の軌道を敷設する役割を担う。
戦闘では、妖気で触れた相手の精神体と物質体を同時に腐らせる攻撃を行い、第二軍団の猪人族と一体化したかのような集団的な防御力を発揮する。物資の収納・保管が可能な胃袋を仲間と共有する「美食者（ミタスモノ）」と仲間のダメージを引き受ける「守護者（マモルモノ）」というユニークスキルを保有し、覚醒進化の後にこれらの能力を合一して強化した究極贈与「美食之王（ベルゼバブ）」を獲得する。
ガビル
声 - 福島潤
元はリザードマン族の首領の息子。書籍2巻で内乱の責任を取って王国から追放され、ガビルを慕う部下たちと共にリムルの下に身を寄せる。正式にリムルの配下となり、リムルに名前を上書きされ龍人族（ドラゴニュート）へ進化する。書籍14巻でリムルから魂を譲渡されて真・龍人族の水霊龍へと覚醒進化して、聖魔十二守護王の一人として天龍王（ドラグロード）の称号を拝命する。
褒めると調子に乗って失敗するタイプだが、任された仕事は責任をもって成し遂げる。部下が太鼓持ちのようにガビルを褒めるために、調子に乗ったり、自信過剰な部分があるが、実は謙虚で、部下に褒められても一度は謙遜する。戦略的な思考は苦手だが、指揮能力は高く、戦術面での判断は的確で部下からの人望も厚い。当初は自尊心が強すぎる故に他種族を見下す傾向が目立ち、オークロード率いる豚頭軍との戦いに備えて協力を要請する使者としてリムルたちを訪ねた際には、スライムである彼を侮蔑する言動を連発してリムルや彼の部下（特にシオンとランガ）を激怒させていたが、ジュラの大森林におけるリムルたちと豚頭軍の戦いの最中に、本性を現した名付け人のゲルミュッドの攻撃で窮地に陥ったところを救われて以降は態度を改めている。リザードマン族から成る飛竜衆（ヒリュウ）の指揮官を務め、魔国連邦開国後の軍事再編により、青色軍団（ブルーナンバーズ）と飛空龍（ワイバーン）も統率し、空からの遊撃を担当する第三軍団の将軍に任命される。また、ヒポクテ草の栽培も担当し、ベスターと共に回復薬の研究開発に携わる。
戦闘では、父から託された水渦槍（ボルテクス・スピア）を操り、 龍人族への進化により1日あたり1回に限り運命を改変可能なユニークスキル「調子者（ミダスモノ）」と攻撃力と防御力を高め、傷を即座に回復出来る固有スキル「竜戦士化（ドラゴンボディ）」を獲得する。覚醒進化の後に「竜戦士化」は周囲の魔素を取り込み自己修復する装甲を身に纏う「竜鱗鎧化（ドラゴンスキン）」へ強化され、「調子者（ミダスモノ）」も究極贈与「心理之王（ムードメーカー）」へと強化される。
ディアブロ
声 - 櫻井孝宏
元は原初の黒（ノワール）の異名を持つ悪魔族の上位魔将（アーク・デーモン）であり、赤と金のメッシュが入った黒髪が特徴の男性型悪魔。書籍5巻のファルムス王国戦においてリムルに召喚され、その後に正式にリムルの配下となり、名付けをされて悪魔公へ進化する。書籍14巻でリムルから魂を譲渡されて魔神の悪魔王へと覚醒進化して、聖魔十二守護王の一人として魔神王（デーモンロード）の称号を拝命する。名前の由来はスーパーカーのランボルギーニ社製ディアブロ。
狡猾で計算高いが野心はなく、冷酷で気まぐれな性格。誰に対しても敬語でしゃべる。かつてギィと渡り合った悪魔族の最上位の一人だが、悪魔族の中において強さに執着がないという珍しい気質を持つ。シズとの因縁があり、召喚される前からリムルに興味を抱き、自身の前に召喚されたベレッタを妬むほどリムルに心酔している。リムルの役に立つことを至上の喜びとし、リムルと敵対する者は迷わず排除しようとする。この点ではシオンと意気投合するが、秘書の座を巡っては大人げなく張り合う。所構わずリムル自慢をするので、リムルは辟易としており、ギィからは苦手意識を持たれている。仕事を押しつけてリムルの側にいるために勧誘した悪魔族から成る黒色軍団（ブラックナンバーズ）を率る。
戦闘では、リムル配下の三頂点の一角を担い、その中でも最強とされる。リムルの「大賢者」に似た「大賢人（モトムモノ）」と自分に屈した相手の生殺与奪を握って半強制的に従属させる「誘惑者（オトスモノ）」」というユニークスキルを保有し、覚醒進化により魔素量はリムルが魔粘性精神体だったころのリムルと同等になり、「誘惑者」は究極能力「誘惑之王（アザゼル）」へと強化される。
ヴェノム
ディアブロ配下の悪魔族。誕生してからそれほど年月が経ってないが、生まれながらにしてユニークスキルを持つ特殊個体。反骨精神が旺盛で何度もディアブロに歯向かったため、ディアブロから気に入られて強制的に配下にさせられる。常にディアブロから無理難題を押し付けられる苦労人。主人の覚醒進化により男爵級の悪魔公に進化する。明確な記憶はないが転生者であり、パンクファッションを身に着ける。
ディアブロの命令でマサユキの護衛を担当し、自分の意思を持ち続けているマサユキを心の奥底では尊敬する。マサユキの即位に伴い、テスタロッサと共に帝国へ随行する。

#### その他の幹部
テスタロッサ
声 - 内山夕実（コリウスの夢）
元は原初の白（ブラン）の異名を持つ悪魔族の上位魔将であり、白銀の髪と赤い瞳を特徴とする女性型悪魔。ディアブロが雑用を担う者として勧誘し、書籍11巻で正式にリムルの配下となり、名付けされて悪魔公へ進化する。書籍14巻において聖魔十二守護王の一人として虐殺王（キラーロード）の称号を拝命し、書籍15巻でリムルから魂を譲渡されて魔神の悪魔王へと覚醒進化する。名前の由来はスーパーカーのフェラーリ社製テスタロッサ。
頭がよく、誇り高く優雅に完璧な自信家であるが、他者を見下す悪癖がある。可憐な見た目に反して性格は好戦的かつ残虐的で、数年前に東の帝国配下のシルベリア王国を全滅させた”紅に染まる湖畔事変”を起こす。リムルを一目見て臣従を決め、副官のモスとシエンを従えて西方諸国評議会に出向して外交武官となり、評議会が諸国から集めた支援兵から成る西方配備軍の軍団長を兼任する。東の帝国との戦争後は、元々東方に縁があるため評議会をシエンに任せ、マサユキが新皇帝に即位した帝国へ出向する。
戦闘では精密な魔力操作を得意とし、遺伝子配列を強制的に書き換えて魂をも破壊する核撃魔法である死の祝福（デスストリーク）を使用し、ディアブロと並んで厄介と言われるほどの技量を持つ。ヴェルグリンドとの戦いでの経験や、ディアブロからの話で自らの内面と向き合った結果、より死の側に傾倒した生と死を司る究極能力である「死界之王（ベリアル）」を獲得する。
モス
テスタロッサ配下の悪魔族。原初に次ぐ実力と数万年の時を生きた悪魔界の大公爵（先史種）。主人の覚醒進化により大公級の悪魔公に進化し、称号に女帝の腹心を持つ。外見は普段は小学5、6年生の少年のような姿だが、これは偵察用に常に分身体を各地に飛ばしているためであり、全ての分身体を取り込んだ後は銀髪に蒼い目の美男子の姿となる。小さく分離させた「分身体」を各地に飛ばす能力があり、これを利用した情報収集が得意であり、ディアブロやソウエイからも重宝される。
シエン
テスタロッサ配下の悪魔族。300年無敗の男爵級だが、その発生は古く原初の本流に限りなく近い。主人の覚醒進化により子爵級の悪魔公に進化し、称号に女帝の書記官を持つ。書類仕事が得意なので主人から代理を任される事も多く、帝国に出向くテスタロッサの代わりに西方評議会の外交武官を任される。

ウルティマ
声 - 富田美憂（劇場版）
元は原初の紫（ヴィオレ）の異名を持つ悪魔族の上位魔将であり、紫色の髪をサイドポニーテールにした女性型悪魔。ディアブロが雑用を担う者として勧誘し、書籍11巻で正式にリムルの配下となり、名付けされて悪魔公へ進化する。書籍14巻において聖魔十二守護王の一人として残虐王（ペインロード）の称号を拝命し、書籍15巻でリムルから魂を譲渡されて魔神の悪魔王へと覚醒進化する。名前の由来はスーパーカーのアルティマ・スポーツ（Ultima Sports）社製ウルティマ・GTR。
一見可愛げのある明るい少女であり、お嬢ちゃんと呼ばれて可愛がられているが、実際は陰気で陰湿、残虐非道で感情の起伏も激しい。副官のヴェイロンとゾンダを従えて魔国連邦の検察庁検事総長に就き、ログルドをおっちゃんと呼び懐いている。カレラとは職務内容から食事のメニューまで何かと張り合ってケンカになり、賭けの対象とされるなど町の名物となる。自分が原初の7柱の中で一番未熟だと自覚しているが、一番伸び代があるとも思っている。かつて、コリウス王国やラージャ小亜国にて、自身の依代となる人間の身体を手に入れるべく配下を使い暗躍していたが、リムルやルミナスの介入や部下の暴走等によってことごとく失敗していた。
戦闘では、熱核爆発を引き起こす破滅の炎（ニュークリアフレイム）という核撃魔法を使用する。覚醒進化により即死と致死毒の効果を与えて対象を死に至らしめる究極能力「死毒之王（サマエル）」を獲得し、ダムラダとの戦いを経て貫手技紅蛇死毒手（ブラッディーバイト）を編み出し、ダムラダからその技の全てを託される。
ヴェイロン
声 - 麦人（劇場版）
ウルティマ配下の悪魔族。四千年以上の時を生きる老獪な侯爵（先史種）で、過去に何度かモスに敗れ転生を繰り返している。主人の覚醒進化により公爵級の悪魔公に進化し、毒姫の執事の称号を持つ。常に背筋をピンと張った姿勢でウルティマに付き従い、戦場でも紅茶を用意し完璧にサーブする。書籍15巻の八門堅陣におけるマルコ戦の中で、究極贈与「真贋作家（アーティスト）」を獲得し、荒木白夜の剣技を再現して討ち取る。
ゾンダ
声 - 中島ヨシキ（劇場版）
ウルティマ配下の悪魔族。300年無敗の男爵級だが、その発生は古く原初の本流に限りなく近い。主人の覚醒進化により子爵級の悪魔公に進化し、毒姫の料理人の称号を持つ。コックコートを着用し、戦場でも極上の料理を提供する。状況把握と支援に特化した権能を有し、回復魔法が得意。

カレラ
声 - 長谷川育美（コリウスの夢）
元は原初の黄（ジョーヌ）の異名を持つ悪魔族の上位魔将であり、金髪の女性型悪魔。ディアブロが雑用を担う者として勧誘し、書籍11巻で正式にリムルの配下となり、名付けされて悪魔公へ進化する。書籍14巻において聖魔十二守護王の一人として破滅王（メナスロード）の称号を拝命し、書籍15巻でリムルから魂を譲渡されて魔神の悪魔王へと覚醒進化する。名前の由来はスーパーカーのポルシェ社製カレラGT。
武人のような考えの持ち主だが、傲岸不遜で大雑把な性格をしている上、刹那的な享楽を求める傾向がある。かつてエルドラドがある大陸を拠点としており、レオンに対し遊び半分で核撃魔法を打ち込む挑発をしては彼を困らせていた。リムルに忠誠を誓った後、副官のアゲーラとエスプリを従えて最高裁判所長官に就く。
戦闘では、リムル配下の悪魔族の中で最大の魔力を有し、局地的に人工的なブラックホールを生み出す重力崩壊（グラビティコラプス）という核撃魔法を使用する。趣味としてアゲーラから剣術を習うようになり、その腕前は免許皆伝となる。覚醒進化により破壊力に特化した究極能力「死滅之王（アバドン）」を獲得する。近藤との戦いを経て、近藤の神話級武器黄金銃を譲られて神滅弾をはじめ断罪之王の権能も使用可能になる。
まおりゅうで配信された「インタビュー・ウィズ・ジョーヌ」ではかつてレオンによって失敗に終わった依り代の作成計画について語っており、魔導王朝サリオンのホムンクルスの技術に加え、混沌竜（カオスドラゴン）の遺物を利用した魂を持たない肉体を作り出し、受肉一歩手前まで成功していたことを明かしていた。
アゲーラ
カレラ配下の悪魔族。下記の事情より誕生してから300年ほどしか経ってない近世種にもかかわらず子爵級となっている。主人の覚醒進化により侯爵級の悪魔公に進化し、暴君の師匠の称号を持つ。外見は金色のまだら模様が入った白髪の老人。悪魔にしては珍しく魔法ではなく刀を武器とし、カレラに剣術を教える。悪魔になる前の前世は朧流の開祖にしてハクロウの祖父である荒木白夜。書籍15巻の八門堅陣におけるガルシア戦の中で、究極贈与「刀身変化（とうしんへんげ）」を獲得し、エスプリに刀となった自身を取らせて朧流の最高奥義にて討ち取り、カレラと近藤との対決でも刀となってカレラを補助する。戦争後は頭を冷やしたいと願い、ドワルゴンに派遣されてガゼルの訓練に付き合う。
まおりゅうで配信された「インタビュー・ウィズ・ジョーヌ」では「剣魔」のあだ名で呼ばれており、当初は魔法を使わないことで弱いと軽んじられていたが、剣技のみで支配者級の悪魔を超える実力を見せつけ、その功績を認められてジョーヌ（受肉前のカレラ）の最側近に抜擢されたことが明かされている。
エスプリ
カレラ配下の悪魔族。500年無敗の子爵級だが、その発生は古く原初の本流に限りなく近い。主人の覚醒進化により伯爵級の悪魔公に進化し、暴君のズッ友の称号を持つ。外見は愛らしい顔だちの少女であるが、性格は悪く、自分はカレラの太鼓持ちに徹し、彼女への諫言はアゲーラに押し付ける。時間と空間を隔てた相手でも連絡を取り合うことが出来る能力を持つ。

ガルド・ミョルマイル
声 - 青山穣
元はブルムンド王国王都の大商人。ブルムンド商店街の元締めであり、暗黒街のドンを自称する。書籍4巻において、フューズの仲介でリムルが作った回復薬の商談を引き受けてリムルと出会い、その縁で様々な新商売に手を広げるが、開国祭を機にリムルから誘われて首都リムルへの移住を決意する。
怪我人を助けるために利益を度外視して奔走し、自分以外の者を魔物から逃がすことを優先するなど、根は善良である。意外にミーハーで、マサユキの大ファン。魔国連邦では財務統括部門と広報宣伝責任者を務める。人間の初の幹部であり初の文官であるため、さまざまなトラブルが心配されたが、人心掌握にも長けており杞憂となる。リムルとエルメシアと共に悪巧み三人衆を結成し、西側諸国の表社会と裏社会を競争・牽制し合うための組織を設立し、国家間で商業活動を行う四ヶ国通商連盟の代表者となる一方、裏社会を統一するための秘密結社である三賢酔（リエガ）の代表の一人を務める。

#### 配下・国民
リグル
声 - 石谷春貴
種族：子鬼族 → 人鬼族
リグルドの息子で警備隊長。リムルの名付けにより、牙狼族との戦いで戦死した兄がゲルミュッドから授かった名を引き継ぐ。街づくりの黎明期には食糧調達の為の狩猟も担当し、後に狼鬼兵部隊の隊長をゴブタに任せ、父であるリグルドの補佐に回る。獣王国への第1回使節団でベニマルの補佐をし、以降は喧嘩っ早いベニマルの代わりに団長を任される。その事もあってベニマルからは信頼されており、第四軍団の軍団長にも候補として名前が挙がる。
クロベエ（黒兵衛）
声 - 柳田淳一
元は異世界人から受け継いだ鍛冶技術を家業とする大鬼族の里の武器番。書籍2巻でベニマルらと共にリムルの配下となり、リムルの進化に伴い鬼人族から 妖鬼へと進化する。
リムルから刀鍛冶の職業を与えられて鍛冶の腕はカイジンを越し、作品は最低でも希少級、最高で特質級になる。書籍14巻の時点では伝説級武器の製造にも成功し、遂に自力で神話級を創り出せるまでに至る。
カイジン
声 - 斧アツシ
元はドワルゴン国のドワーフで庶民出身。人間の国でも有名な鍛冶職人だが、元々は研究者。かつて王宮騎士団工作部隊の団長を務めていた。書籍1巻(アニメでは4話)でリムルがドワルゴン国を訪れた際に縁ができ、ベスターとの揉め事を機に職人を探していたリムルの元に身を寄せ、幼馴染であるガルム、ドルド、ミルド三兄弟も同行する。魔国連邦への移住後、カイジンは武器を中心に鍛冶を担当、ガルムは衣類生産を担当、ドルドは道具生産を担当、ミルドは建築・芸術の他に都市計画を担当し、魔国連邦の技術力向上と生産物の価値向上に重要な役割を果たす。
カイジンは、書籍2巻において武器の製造生産をクロベエに任せて生産関係の取り纏めと研究に専念し、書籍3巻では魔国連邦を身を寄せたベスターと和解し、2人で力を合わせ精霊魔導核の開発に着手する。書籍7巻ではミルドと共にミリム領の新都市建設のために現地へ出向する。
ベスター
声 - 津田健次郎
元はドワルゴン国のドワーフで貴族出身。元々は精霊工学を専門とした研究者だが、王宮騎士団工作部隊の副団長を務め、庶民出身のカイジンに嫉妬して魔装兵計画で暴走して失敗し、その責任を団長であるカイジンに擦り付けた。軍を去ったカイジンへの嫌がらせを続けていたが、書籍1巻でリムルをドワルゴン国から追放した責任を問われて免職され、王宮へ立入禁止となる。書籍3巻でベスターの才能を惜しんだガゼルにより相互技術提供の人材として魔国連邦へ派遣され、これまでの全てを反省してリムルとカイジンに謝罪し、和解する。
魔国連邦へ移住後、研究開発職に就き、文官時代とは見違えるように生き生きとしており、リムルのアイデアを元に開発した品々は魔国連邦の発展に欠かせないものとなる。また、ドワルゴン国への連絡役も務め、貴族としての教養を活かして読み書きそろばんや接客マナーなどの教育役も任される。公爵の地位が維持されたため、公爵家を総動員して人材確保なども実施する。
ソーカ（蒼華）
声 - 大久保瑠美
元はリザードマン王国の首領親衛隊長。ガビルの妹。リムルの名付けにより龍人族に進化し、4人の部下も人間寄りの姿に進化する。ソウエイが率いる藍闇衆に所属し、その頭領となる。ソウエイを慕っているが、その想いは中々届かない。ガビルと会えば必ず言い争う様子を見せるが、実際は兄妹仲は良く、周囲にも気付かれている。ガビルの覚醒進化の祝福により上位魔将に匹敵する魔素量を獲得し、直属の部下4名も上位魔人並みに強化される。
モミジ（紅葉）
声 - 佳原萌枝
長鼻族の長老であるカエデの娘で、長老の代理を務める。父はハクロウ。気性が激しく、プライドの高い自信家。戦闘では、幻覚や幻術を無効化するエクストラスキル「天狼覚」を持ち、その強さはアルビスを上回る。
書籍8巻において、街道敷設のためにリムルの名代として里へ訪れたベニマルと出会い、カエデが街道敷設の条件としてベニマルとモミジとの結婚を要求するものの、モミジは自分の力でベニマルを振り向かせたいと宣言する。首都リムルでハクロウと初めて対面し、弟子入りを果たすと同時にベニマルの妻となる決意を表明し、妻の座を巡ってアルビスと争うようになる。その後、シュナに料理を習ったり、「妻」としてベニマルの代わりに第四軍団の指揮官を担当するなどして外堀を埋めてゆく。アルビスとは何度も拳を交えたことで友情が生まれ、2人でベニマルの嫁になるために知恵を絞り、書籍14巻でついにベニマルの第一夫人の座を射止める。
三崎 剣也（ケンヤ・ミサキ）、関口 良太（リョウタ・セキグチ）、アリス・ロンド、ゲイル・ギブスン
声 - 朝井彩加（ケンヤ）、石上静香（リョウタ）、白石晴香（アリス）、佐藤元（ゲイル）
西方諸国で不完全召喚された子供達。リムルと出会った時点で、ケンヤとリョウタが10歳、アリスが9歳、ゲイルが11歳。魂に融合された魔素量をコントロール出来ずに、大人になる前に死んでしまう身体だった。シズが学園を去った後は死期が近いせいもあって自暴自棄となり、手の付けられない問題児になっていた。
リムルがクロエを含めた5人の教師役を務め、ラミリスの支配する精霊迷宮で上位精霊を宿らせることに成功し、魔素の制御が可能となり死期の問題が解決される。ケンヤは光の上位精霊が宿り、将来“勇者”になれる資格を獲得し、他の3名はリムルの「変質者」によって統合された擬似上位精霊（リョウタが水風、アリスが空、ゲイルが地）が宿る。
その後リムルにより魔国連邦に引き取られ、ハクロウやヒナタに指導を受け、ケンヤは光の精霊と変幻自在の剣技のコンビネーション、リョウタは水と風の精霊魔法を使い分ける器用な戦い方、ゲイルは盾と剣に土の精霊魔法を駆使した鉄壁の守り、人形使役者（ゴーレムマスター）のアリスは魔鋼製の人形や大量の剣の操作といった戦法を身に付ける。ケンヤは現状で並みの聖騎士より強く、アリスも数年後には聖騎士の隊長格と互角になると考えられている。
クロエ・オベール
声 - 田所あずさ
不完全に召喚された子供たちの一人であり、おとなしい性格の10歳の少女。不完全な召喚による弊害で死期が迫る中、書籍4巻でイングラシア王国を訪れたリムルと出会い、先生と呼び慕って好意を抱くようになり、リムルと共に精霊の棲家を訪れてクロノアの魂を宿すことで救われる。リムルからシズの抗魔の仮面を譲り受け、その後、書籍9巻で魔国連邦の開国祭に参加し、ケンヤたちと共に魔国連邦に保護される。
書籍11巻でリムルと共にルベリオス国を訪れ、グランベルの攻撃から自身を庇ったヒナタの死に際に立ち合い、ヒナタの魂と共に過去に時間遡行してこの世から消失する。時間遡行後にこれまでの輪廻の記憶を取り戻し、未来でユウキによって引き起こされる自身とリムルの死を回避するために、ルミナスの協力を得て勇者として活動した後、ルミナスにより聖櫃に封印される。ユウキにより封印が解かれてクロノアとして復活した後、リムルとルミナスの力によりクロエの意識を取り戻す。その後、リムルやケンヤたちの居る魔国連邦に留まり、書籍16巻ではジウらによるリムルの暗殺を防ぐものの、フェルドウェイに一時的に精神支配され、戦えなくなってしまう。天通閣にて精神支配を克服し、シエルから秘密裡にリムルの護衛を依頼されてミカエルの時間停止からリムルを守り、ミカエルの並列存在を一騎討ちにて撃破する。これ以降、クロノアの性質も併せ持つようになり、リムルに不意打ちでキスをしたり、その際シエルに対して賄賂として希望之王の残滓を提供した。
時間に干渉するユニークスキル「時間旅行（トキノタビビト）」を保有し、リムルの干渉により究極能力「時空之王（ヨグ・ソートス）」を獲得して時を止める力を得て、グランベルから究極能力「希望之王」も受け継ぎ、自身の“勇者の卵”にヒナタの“卵”が融合して孵化した結果、真の勇者として覚醒し、規格外の存在となる。一時的にフェルドウェイに希望之王を支配されるが、ミカエルの並列存在から正義之王の権能を取り込み、時空之王が「時空之神（ヨグ＝ソトホート）」へと進化する。
クロノア
クロエの別人格。時間遡行したクロエが勇者として活動するために名乗った変名であり、名付け主はヒナタ。名付けによりヒナタの「簒奪者」を吸収し、「リムルが死んだ」という記憶を元に悪徳の化身として「簒奪者」に自我が宿る。クロエとヒナタの人格が眠りについた後は、主人格となり破壊衝動のままに行動するものの、リムルと再会したことで破壊衝動が鎮静化し、「簒奪者」は「時空之王」に統合され、自身は神智核に最適化される。一つの肉体にクロエとクロノアの双方の自我がある状態となり、クロノアの意識が出ている時は大人の姿になる。書籍16巻では、フェルドウェイに支配された「希望之王」の制御に集中しており、クロエとも話せない状態になる。天通閣でリムルの代わりにミカエルと戦った際にはクロエと本当の意味で一体となる。

マサユキ・ホンジョウ（本条 正幸）
声 - 松岡禎丞
元はロシア系の血を引く日本人の転生者。1年ほど前の高校入学直後、青い髪の美女に気を取られた瞬間に転生し、自由組合に所属する冒険者となり、勇者マサユキまたは閃光のマサユキと呼ばれる西側諸国の人気者へ成長する。書籍9巻で魔国連邦を訪れてリムルと出会い、仲間と共に魔国連邦の滞在を許される。
開国祭の武闘大会に参加して準優勝した後、周囲から受ける実力以上の過剰な好評価に閉口する思いと自身の実力を暴露してリムルに庇護を申し入れる。これ以降、広告塔として迷宮攻略を行い、迷宮運営にも携わる。その後皇帝ルドラと瓜二つであると分かるが、東の帝国軍に備えて義勇団の軍団長を任される。書籍16巻において、コルヌにより迷宮内で暗殺されかけるが、最後にはヴェルグリンドに助けられる。彼女から自身が永く生きる内に欠落していったルドラの魂の欠片が集まった転生体であると告げられ、皇帝を失った帝国においてマサユキ・ルドラ・ナム・ウル・ナスカとして即位する決意を固める。書籍19巻の天魔対戦では、自らに前世の自分自身である勇者ルドラの人格を再現し、フェルドウェイの王宮城塞を打ち破る。
戦闘では特段の実力はない。自身の好評価は全てユニークスキル「英雄覇道（エラバレシモノ）」に因る結果であり、何をしても、何もしなくても周囲から都合よく解釈され、とにかく良い結果を導く権能が常時発動している。転生時に見かけた青い髪の美女に煩悩を抱いた瞬間にヴェルグリンドへの真実の愛が確認されたと世界から解釈されて、何もしていないが究極能力「英雄之王（シンナルエイユウ）」に覚醒し、自身の奉者に対して幸運と究極能力に対抗出来る加護を付与する権能を獲得する。その権能の一つである「英魂道導（ハシャノヨルベ）」は死亡した過去の英雄たちを情報生命体（デジタルネイチャー）と同質の存在として全盛期の状態で再現できる。

#### 迷宮（ラビリンス）
ラミリス
声 - 春野杏
元はヴェルダナーヴァが生み出した精霊女王（エレメント）であり、かつてギィとミリムの争いを仲裁した際に力の大半を失い妖精族へ堕天する。迷宮妖精（ラビリンス）の異名を持つ最も古い魔王の一人であり、年齢は数千歳以上。外見は金に緑と黒のメッシュが入った髪で身長30センチくらいの身体に羽が生えた女の子。勇者に聖霊の加護を与える役目があり、書籍4巻でウルグレイシア共和国の精霊の棲家を訪れたリムルと出会い、書籍8巻で魔国連邦に押し掛けて、その地下に迷宮を生成して移住する。
魔素量が限界に近づくと子供を生んで転生を繰り返すため、その容姿に精神が引きずられて言動が幼い。好奇心旺盛で臆病だが、大口を叩くのでリムルには「口だけ番長」と評され、自分に何が出来て何が出来ないのかを理解していない面もある。「精霊工学」に詳しく、精霊の棲家にて聖霊の守護巨像（エレメンタルコロッサス）を完成させていたが、書籍4巻でリムルに破壊され、その代わりにベレッタが配下となる。書籍6巻ではリムルの味方となる決意を示し、リムルが魔王達の宴に参加する手助けを行う。これまで独りぼっちでニートだったが、ヴェルドラを師匠と呼んで仲良くなり、魔国連邦に移住後は、トレイニーたちも配下に加わり、迷宮によるビジネスが確立してからは職務と報酬を得るようになる。書籍13巻では、魔国連邦の戦力としてリムルと共に迷宮十傑を束ねる立場として、70万もの帝国軍を迎え撃つ。
成長途上なので本人の戦闘能力は低いが、固有能力「迷宮創造（チイサナセカイ）」により迷宮を創造する能力を有し、迷宮中では魂を持つものであれば生死すらも自由自在にできるなど、自らの領域において万能な力を発揮する。ヴェルダナーヴァが神ではなくなった時に失った権能の一部が宿ったものらしく、天使系にも悪魔系にも分類されない別枠のスキルである。

##### 迷宮の職員
ベレッタ
声 - 川澄綾子
書籍4巻において、ラミリスの護衛として、リムルが造形した魔鋼製の人形に召喚した黒（ディアブロ）（声 - 櫻井孝宏）の系統の上位悪魔を宿らせ、名を与えて誕生した魔将人形（アークドール）。外見は長い銀髪で紅い目をした仮面を被った風貌の人型。リムルの魔王種への進化により聖魔人形（カオスドール）となり、ラミリスと共に魔国連邦に押し掛けて移住する。書籍16巻でリムルから魂を与えられて上位聖魔霊の金属生命体である聖魔金属生命体（カオスメタロイド）へと覚醒進化する。
悪魔には珍しい落ち着いた性格で研究者肌、強さには興味がない。ラミリスを諫める役を1人で引き受ける苦労人。リムルの命でラミリスに仕えていたが、魔王達の宴の際にギィに半ば強要される形でラミリスにのみ忠誠を誓い、正式にラミリスの配下となる。迷宮統括者（ダンジョンマスター）と迷宮十傑の筆頭を兼任していたが、面倒だと思っていた迷宮十傑を、東の帝国による迷宮侵攻を前に辞任してガドラに譲る。
正反対の属性を自動で獲得するユニークスキル「天邪鬼（ウラガエルモノ）」を保有し、悪魔族と天使族の双方の性質を持つ。覚醒進化により金属ならどんな形状でも自由自在に変形可能となる究極能力「機神之王（デウス・エクス・マキナ）」を獲得する。
人形であるため本来は性別は無いのだが、アニメ版では女湯に入っている。
トレイニー
声 - 田中理恵
樹妖精（ドライアド）の三姉妹の長姉。次女はトライア（声 - 阿澄佳奈）、三女はドリス（声 - 前田佳織里）。外見はうっすら透き通る神秘的な美人。かつてラミリスが妖精に堕ちた時に自分たちも精霊から妖精へ変化し、ラミリスと離れ離れになってからヴェルドラに保護され、ジュラの大森林の管理を任されていた。書籍2巻において、豚頭帝ゲルドの武力蜂起をリムルに伝え、事件解決後、ジュラの森大同盟の議長にリムルを指名し、樹人族共々リムルに忠誠を誓う。ラミリスの魔国連邦への移住に伴い樹妖精たちも迷宮に移住し、リムルの許可を得て正式にラミリスの配下となる。
頼れる人物ではあるが、敬愛するラミリスに対してだけは激甘である。森の中では圧倒的な強さを誇り、植物を介した瞬間移動や情報共有、上位精霊と同一化して能力を高めることができる。分身体として活動できるが、本体は大霊樹（ドリュアス）にあるため短時間に制約される。書籍6巻で、リムルの手により、霊体を精霊魔導核に移されて大霊樹製の人形に宿り、霊樹人形妖精へ進化して能力が強化され、制約から解放される。迷宮では樹妖精たちは管制室のオペレータを務める傍ら、トレイニーは戦闘でも活躍しており、ラプラスとは二度対戦し、ザラリオとも戦っている。
シンジ・タニムラ（谷村 真治）
元は東の帝国軍の混成軍団に所属する23歳の異世界人。書籍12巻において異世界人であるマーク・ローレン、シン・リュウセイと共に、東の帝国との戦争前にユウキの命令で迷宮の調査に向かうが、60階層でアダルマンたちに敗北する。師匠であるガドラと共にリムルと面会して東の帝国からの亡命を決意し、マーク、シンと共にラミリスの配下として迷宮で働く。
書籍13巻では、迷宮に侵攻してきた精鋭部隊に組み込まれた異世界人のルキウスとレイモンドをガドラと一緒に説得し、降伏して迷宮の見習いとなった2人の世話をする。書籍16巻では、シュナの可憐さを想像していた折りに、ディーノの怪しげな行動に気が付いて偶然に声をかけたことが、ディーノの裏切りを失敗に導く。
ゴズール、メズール
ジュラの大森林で100年以上も戦争を続けていた種族の長。魔王となったリムルに忠誠を誓い、名付けられてゴズールは牛頭族（ゴズ）から牛鬼族へ、メズールは馬頭族（メズ）から馬鬼族へ進化し、ゴズールは物理攻撃特化、メズールは魔法攻撃特化となる。武装大会での勝負を経て、50階層の階層守護者を交代で担当する。迷宮内で頂点の存在を知り、少し謙虚になる。
ディーノ
“八星魔王”の1人。

##### 迷宮のボス
迷宮十傑
ガドラ
元は東の帝国軍に所属する大魔法使い。同じ迷宮の守護者であるアダルマンとは千年来の親友で、彼が謀殺された一件からルミナス教に恨みを抱き、帝国に渡った。書籍12巻で弟子であるシンジたちと共に魔国連邦へ亡命し、親友のアダルマンと再会する。書籍13巻で魔王の守護巨像（デモンコロッサス）の操縦と60階層の階層守護者を任され、魔導王（ルーンマスター）の二つ名が与えられる。書籍15巻のゴウザリン戦において自爆魔法を発動した後、ディアブロに気に入られていたために黒の眷属に転生する。これにより、魔王の守護巨像の残骸と融合した上位聖魔霊の金属性悪魔族（メタルデーモン）へと進化し、外見も白髪長髭の姿から若造に変化する。
公には尊大に振る舞うが、根は優しくノリが軽い。身内には優しく、弟子のシンジやルキウスの身を案じて帝国から亡命を勧めたり、亡命後もユウキとの個人的な繋がりを大事にしたりする。また、国に対する帰属心のない自分勝手な性格であり、帝国に義理はないと言った直後にリムルへ忠誠を誓うが、その態度についてリムルから嫌いでないと評される。東の帝国による迷宮への侵攻が始まっても普段通りの態度のラミリスやヴェルドラの態度に感心し、それを従えるリムルに対して畏怖の念を抱く。
正確な鑑定眼を持ち、相手の実力を推し量る力に長け、戦闘では元三武仙のサーレやグレゴリーを簡単に退ける実力がある。金属性悪魔族への進化により力が増し、リムルが管理する魔法の数々を記し、それを使用することができる究極贈与「魔道之書（グリモワール）」を獲得する
アダルマン
声 - 杉田智和
髑髏の姿の死霊。元はクレイマン配下の五本指の一人。生前は神聖魔法の使い手だったが、書籍6巻で神聖魔法に関する自身の思い込みを利用されてシュナに敗れ、部下の死霊と共に魔国連邦に加わる。書籍8巻でシュナから推薦され、当初、60階層の階層守護者を司る。魔国連邦に参画した直後は死霊（ワイト）に退化するが、迷宮の膨大な魔素を吸収して死霊の王へ再進化する。書籍14巻でリムルから魂を譲渡されて光属性の中位聖魔霊である光霊骨に覚醒進化し、聖魔十二守護王の一人として冥霊王（ゲヘナロード） の称号を拝命する。
リムルとシュナを大袈裟な態度と言葉で敬うので、シュナからは暑苦しいと評され、慣れたとはいえリムルから苦手意識を持たれている。弱体化により神聖魔法を失っていたが、書籍10巻でリムルにより信仰と恩寵の秘奥を授けられ、リムルを信仰対象して力と神聖魔法を取り戻す。書籍12巻においてシンジたちを倒した急成長が認められて70階層の階層守護者へ格上げされ、また、生前からの親友であるガドラと再会を果たす。
ルミナスから詫びとして贈られたスキルをもとにベレッタの協力で生み出したエクストラスキル「聖魔反転」により、自らとその配下を聖属性とすることで弱点である神聖魔法を克服する。また、覚醒進化により、敵兵を含む死者たちを配下とする支配力と死者たちへの加護が強化され、究極贈与「魔道之書（ネクロノミコン）」を獲得し、多数の死者から成る軍勢の勢力も拡大する。
アルベルト
元はクレイマン配下の死霊騎士。生前は西方聖教会の聖堂騎士としてアダルマンの警護を務め、死霊となっても忠誠を尽くすアダルマンの副官。魔国連邦に参画した直後は骸骨剣士（スケルトン）まで退化したが、迷宮に移住した後に死霊聖騎士（デス・パラディン）へ進化し、骸骨の姿から青年の姿となる。書籍14巻において東の帝国から鹵獲した神話級の霊剣をリムルから授与され、アダルマンの覚醒進化により彼に隷属する従者として中位聖魔霊である炎霊人へと覚醒進化し、冥霊聖騎士（ゲヘナ・パラディン）の称号を得る。
アダルマンと同様にリムルを過剰に敬う面がある。ハクロウと互角に斬り合える剣の達人であり、アダルマンが「聖魔反転」を獲得した後は、その加護を受けて弱点もなくなる。その後、アダルマンの前衛として70階層の階層守護者を務める傍ら、修行のために迷宮を訪れる聖騎士たちに剣術を指導する。覚醒進化により究極贈与「不老不死（イモータル）」を獲得し、魂をアダルマンに預け、彼が死なない限り肉体が消滅しない不老不滅の存在となる。
ウェンティ
死せる魔物の頂点に位置する巨軀の死霊竜（デス・ドラゴン）であり、生前のアダルマンと対峙して相打ちとなり、アダルマンと主従関係を結び、彼のペットになる。書籍6巻ではシュナにアダルマンが敗北した影響で消滅するが、書籍10巻で力を取り戻したアダルマンにより迷宮へ召喚される。書籍14巻においてリムルによって名付けされて闇色の衣を纏う美女へ変身できるようになり、アダルマンの覚醒進化により彼に隷属する従者として冥霊竜王（ゲヘナ・ドラゴン）へと覚醒進化し、冥獄竜王の称号を得る。
身に纏う妖気に触れるだけで精神を破壊され、腐食吐息（ゾンビブレス）を放ち、その瘴気で精神汚染された者はアダルマンの命令に従う腐肉者（ゾンビ）となる。魂への直接攻撃しか有効ではないが、覚醒進化により究極贈与「不朽不死（エターナル）」を獲得して、アルベルトと同様に魂をアダルマンに預けているため、アダルマンが死なない限り肉体が消滅しない存在となる。
アピト
声 - 上田麗奈
元はリムルがジュラの大森林で保護した体長30センチほどの蜂の蟲型魔獣。リムルから名付けされた後、樹人族の集落で希少花の花蜜を集める仕事を任されていたが、書籍8巻でトレイニーから推薦され、79階層を担う領域守護者となる。書籍10巻時点で完全変態が完了して蟲型魔人（インセクター）へ進化して全魔物の中で最速の素早さを持つ女王麗蜂（クイーンワスプ）となり、蟲女王（インセクトクイーン）を名乗る。外見は漆黒の生体魔鋼の外骨格と2対4枚の翅を持つ女性型に変化する。
リムルから見てゼギオンの系譜となる二次的眷属にあたり、書籍14巻で覚醒進化したゼギオンの祝福を受け、天星麗蜂（スターワスプ）の中位聖魔霊・風霊蜂に覚醒進化する。また、リムルからの褒美としてミニッツ戦で失った軍団蜂（アーミーワスプ）の魂を集めてもらい、9体の蟲型魔人を新たに生み出す。書籍16巻のリムルとの個人面談において9体の眷属たちに名付けしてもらい、シエルにより本人が希望する前線で戦う英雄型へと能力改変され、究極贈与「女王崇拝（プロセルピナ）」を獲得する。
負けん気が強く、戦闘では毒針や羽の振動で放つ衝撃の刃を武器とする。戦闘経験が足りなかったものの、訓練を引き受けたヒナタを相手に経験を積み、未来予測に近い直感力を身に付ける。書籍13巻では迷宮に侵攻したミニッツを仕留めきれなかったが、書籍16巻ではディーノの裏切りを止めるための時間稼ぎに貢献する。
ゼギオン
声 - 梅原裕一郎
元はリムルがジュラの大森林で保護した体長50センチほどの兜虫と鍬形虫を折衷したような蟲型魔獣。リムルから名付けされた後、樹人族の集落を護衛する仕事を任されていたが、書籍8巻でトレイニーから推薦され、80階層の階層守護者となる。書籍12巻時点で蟲型魔人へ完全変態が完了し、漆黒の外骨格に紅玉に輝く一本角を持つ細身の人型に進化する。書籍14巻でリムルから魂を譲渡されて蟲神（コガミ）の上位聖魔霊・水霊蟲へと覚醒進化し、聖魔十二守護王”の一人として幽幻王（ミストロード）の称号を拝命する。
リムルへの忠誠以外では強さにしか興味を持たない寡黙な男。リムルの細胞と魔鋼が馴染んだ外骨格と、桁違いの肉体性能を持つ。これを「智慧之王」が存分に超最適化して、ヴェルドラが訓練を施した結果、書籍13巻時点のリムルに近い能力を獲得して、ヴェルドラに次ぐ迷宮最強の戦士と評される。書籍13巻では迷宮に侵攻した帝国軍の精鋭部隊の強者を圧倒的な力で瞬殺しており、書籍16巻では裏切ったディーノも余裕で対処する。
戦闘では近接戦闘に特化しており、リムル配下の三頂点の一角を担う強さを持ち、ディアブロでも敗北しそうになり、ベニマルよりも強いと示唆される。刻印（ノロイ）を刻んだ対象が術者の意に沿わない行動を取った瞬間に心核を破壊する夢の終わり（ドリームエンド）という技を編み出しており、覚醒進化により外骨格は神話級となり、自身がほぼ無敵となる幻想世界を生み出す究極能力「幻想之王（メフィスト）」を保有する。
クマラ（九魔羅）
複数の尾を持つ妖狐。元はクレイマン配下の五本指の一人・ナインヘッド。魔国連邦に保護された後に四尾まで成長し、書籍8巻でランガから階層守護者に推薦され、リムルに名付けられて九尾まで進化する。9本の尾のうち8本を尾獣として従えており、迷宮では尾獣が81階層から89階層の領域守護者を担い、自身は90階層の階層守護者を務める。書籍14巻でリムルから魂を譲渡されて天星九尾（ナインテイル）の上位聖魔霊・地霊獣へと覚醒進化し、聖魔十二守護王の一人として幻獣王（キメラロード） の称号を拝命する。
元の外見は子狐で人に変身した姿は少女であり、魔国連邦に移住してから学校に通い、ケンヤたちと友達になる。外見や廓言葉を喋る印象からは想像できない腹黒さと計算高い面があり、実直なアピトとは相性がかなり悪い。大人の姿にも変身でき、その姿は傾国の美女となり、書籍13巻では、この姿で母の仇であるカンザスを討ち取り復讐を果たす。覚醒進化により美しさと魅力が増しており、髪が茶褐色から黄金色へ変化する。
覚醒進化前にリムルに八尾の名を呼んでもらって名付けに似た効果を得ており、戦闘では八尾を合体した合成獣形態で最強の力を発揮する。自身の覚醒進化により八尾にもその効果が及び、その恩恵の全てが自身にも還元され、自らの意思で完全に八尾を統率できるようになり、広範囲の重力操作も可能となる究極贈与「幻獣之王（バハムート）」を獲得する。戦闘経験が少ないので実力は聖魔十二守護王でも下位の方だが、スペックだけを見れば上位に食い込む。
エウロス / ゼピュロス / ノトス / ボレアス
迷宮の階層に地形効果を付与する目的で、ミリムに捕獲され迷宮に連行され、それぞれ99階層から96階層の階層守護者を任され4匹の竜(ドラゴン)。当初は家畜並みの知能しかなかったが、迷宮内の魔素を摂取したことで竜王へと進化を遂げ、それぞれ火炎竜王（ファイアドラゴンロード）、氷雪竜王（アイスドラゴンロード）、烈風竜王（ウィンドドラゴンロード）、地砕竜王（アースドラゴンロード）となり、迷宮十傑に加わる。
東の帝国軍による迷宮侵攻では押し寄せる軍隊を相手に善戦したものの、戦闘経験の不足から敗北する。書籍14巻において、リムルがギリシア神話の東西南北の風を司る神から考え、ラミリスから名と称号を与えられ、エウロスは炎獄竜王、ゼピュロスは氷獄竜王、ノトスは天雷竜王、ボレアスは地滅竜王の名となる。また、種族は変わらなかったが魔素量が数倍に上昇して人に近い姿へ変化できるようになり、エウロスは赤髪の美女、ゼピュロスは細身の美男子、ノトスは小柄な幼女、ボレアスは筋肉質な大男の姿となる。
ヴェルドラ＝テンペスト
100階層の階層守護者を務める迷宮のラスボス。
カリス
元はシズに憑依した炎の巨人（イフリート）。助手を欲したヴェルドラがリムルへ頼み込み、リムルの「胃袋」から復活する。ヴェルドラから名を与えられ、炎の聖魔霊王（フレイムロード）へと進化する。これにより、ヴェルドラに仕える形で迷宮の仲間となり、また、炎だけではなく風の系統も使えるようになる。書籍16巻ではトレイニーと共に迷宮に侵攻したザラリオと戦う。

### ミリム領

#### 忘れられた竜の都
ミリム・ナーヴァ
声 - 日高里菜
最古の魔王の一人であり、破壊の暴君（デストロイ）の称号を持つ世界で唯一の竜魔人（ドラゴノイド）。遙か昔、ヴェルダナーヴァとルドラの妹ルシアの子供として産まれ、父の力の大半を受け継いでいる。外見は長い桜金髪をツインテールにした14、5歳くらいの少女である。数千年前にペットのガイアを失った悲しみから狂化暴走して古代魔道王国を滅ぼし、世界が崩壊しかけた七日七晩続いたギィとの戦いの後、覚醒魔王へ進化する。忘れられた竜の都に居城を持ち、民から信仰の対象として崇められている。
性格は無邪気で天真爛漫。短気で単純な子供っぽい言動が多いものの、これは道理を弁え順序立った思考の上で過程を飛ばした結果であり、魔王の中でも1、2を争う天才である。書籍3巻で退屈凌ぎに協力したクレイマンの謀略で知ったリムルに興味を抱き、自ら魔国連邦を訪れてリムルと親友（マブダチ）となる。クレイマンによる魔国連邦への干渉を良しとせず、フレイと協力して彼を欺き、リムルによるクレイマン討伐を後押しする。魔法達の宴の後、カリオンとフレイの領地と死亡したクレイマンの領土も統治する予定となり、人類を管理する仕事に真面目に取り組むが、稀に仕事を抜け出してはリムルの下へ遊びに訪れ、魔国連邦の迷宮の起ち上げにも関わる。書籍10巻では迷宮で遊んだ後、リムルに同行して古代遺跡を訪れ、リムルの協力によりガイアの魂を封じた卵を得て大喜びする。
ギィと並んで作品世界における最強の人物の一人とされ、書籍3巻では手加減した竜星拡散爆（ドラゴ・バスター）でカリュブディスを一撃で仕留め、書籍5巻では竜星爆炎覇（ドラゴ・ノヴァ）でユーラザニア国の首都を吹き飛ばす。全ての情報を見抜くユニークスキル「竜眼（ミリムアイ）」を持ち、何らかの究極能力も保有する。常に多重結界に守られており、精神支配などの攻撃も一切通用しない。最強の天使系の究極能力「正義之王（ミカエル）」と対になる悪魔系の究極能力「憤怒之王（サタナエル）」を保有する。
ミッドレイ
声 - 伊丸岡篤
真・龍人族（ドラゴニュート）であり、竜の都を統治する神官戦士団の神官長。普段は気闘法で実力を隠しているが、存在値は覚醒したガビルの二倍に達している。ミリムの組手相手が出来るほどの実力者であり、書籍6巻のユーザラニア国における戦闘ではスフィアとガビルを同時に相手取って圧倒する。豪放磊落だが固定観念に凝り固まった部分も強く、ミリムから避けられている。特に御馳走として出される生の野菜盛りはミリムにとって苦痛でしかなかったが、魔国連邦の開国祭でシュナに諭され自らの過ちを認める。ガビルとは仲が良く、青色軍団に配備する飛空龍の捕獲や、飛竜衆の「竜戦士化」の訓練に協力する。
書籍18巻ではミリムに一番詳しいということで、ミリムの四天王筆頭の地位を与えられる。
ヘルメス
声 - 小林大紀
龍人族（ドラゴニュート）であり、神官戦士団の神官の龍人族でミッドレイと同等の実力者。他国を旅した経験から、ミッドレイと異なり、自国が停滞していること、ミリムが自分たちに「我慢して付き合っていること」に気づいているが、国内では異端扱いされている。
ガイア
元はヴェルダナーヴァがミリムにペットとして与えた精霊竜（エレメンタルドラゴン）。かつて古代魔導王国のエルフに殺されるものの、これを切っ掛けとしてミリムが覚醒魔王へ進化し、その影響で邪悪な混沌竜として蘇生したためにミリムにより封印された。書籍10巻では、封印を解いたマリアベルの「強欲者」で操られ、古代遺跡アムリタを訪れたリムルやミリムと対峙する。ミリムが精神体と星幽体を砕いて摘出した心核を、リムルが擬似魂に宿らせてミリムが名付けをしたことで転生に成功する。書籍11巻で全長50センチほどの小竜として復活するが、ミリムが直接鍛えるには幼すぎるので、リムルが迷宮で預かり育てている。

#### 獣王国ユーラザニア
カリオン
声 - 内匠靖明
数百年前にミリムとカザリームの推薦により魔王となった新世代の魔王であり、獅子王（ビースト・マスター）の異名を持つ獅子の獣人族である。前王を弑逆した異母兄のグラディムを、当時の三獣士と共に追放してユーラザニア国の王となる。
素直で実直だが、直情的な性格で本能的に強さを求める。物語開始時点、自身の勢力拡大を狙い、自分たちの傀儡にできる魔王誕生を企むクレイマンに賛同しており、書籍3巻で豚頭締を討伐した勢力を調査するためにフォビオをジュラの大森林へ派遣する。暴走したフォビオを引き取る際にリムルと出会い、彼の救出に感謝して魔国連邦を友好国として認めて交易を図る。書籍5巻でミリムとの一騎打ちに敗北してフレイに連れ去られるが、ミリムとフレイによる謀に協力して死んだ振りをする。書籍6巻の魔王達の宴において、魔王としての力量が自分にないと認め、自ら魔王の座を降りてミリムの配下となる。
ミリムの配下となった後、ミリムの指示で「獅子仮面（ライオンマスク）」として魔国連邦の武闘大会に出場するが、2回戦のゴブタ戦で棄権し、その後、ゴブタの修行に付き合う。書籍14巻ではミリムを信じて、互いに上を目指そうとフレイと語り合い、良い雰囲気になる。書籍15巻では、フレイと共に東の帝国の迎撃戦に出陣してグラディムを撃破し、グラディム配下の者の魂を得て覚醒魔王へ進化し、光属性の上位聖魔霊である光霊獣となる。書籍18巻にてラミリスの迷宮で覚醒した力を己のものとし、書籍19巻ではミリム勢の総大将として大将軍の地位に就任し、全軍の指揮を任されている。
三獣士
アルビス
声 - 加隈亜衣
黄蛇角（オウダカク）の二つ名を持つ三獣士のまとめ役で最強の戦士。金と黒のまだら髪の妖艶なる獣人の美女。書籍4巻で使節団の代表として魔国連邦を訪れ、魔国連邦の酒と魔絹の織物と、自国の果実と金との交易を決定し、従者を技術習得のために残してスフィアと共に国へ戻る。
ミリムによるユーラザニアへの宣戦布告により、カリオンの命で先行して住人を連れて魔国連邦へ避難し、他の三獣士と共に国とカリオンを取り戻すためにリムルに共闘の意志を示す。クレイマン軍の迎撃のために国へ戻りヤムザと対峙して圧倒するが、ヤムザのカリュブディス化により死を覚悟するものの、危機を察して現れたベニマルに助けられる。戦後、スフィアと共に魔国連邦に戻り、ベニマルと共にテング族の里を訪れ、モミジとベニマルの嫁の座を巡る争いが勃発する。書籍14巻で魔国連邦の婚姻のルールを逆手に取り、一時的に未亡人となった後、ベニマルの第二夫人の座を獲得する。
各種状態異常を付与するエクストラスキル「天蛇目（ヘビノメ）」と空間系のユニークスキル「制圧者（アッスルモノ）」を保有し、獣身化により黄金の二本の角を持つ全身が龍麟に覆われた半人半蛇となり、毒や石化などの状態異常を駆使する特殊な近距離戦闘を得意とする。
フォビオ
声 - 山下誠一郎
黒豹牙（コクヒョウガ）の二つ名を持つ黒豹の獣人で、三獣士の中で唯一の男性獣人。書籍3巻においてカリオンの命により調査と強い者をスカウトするために、エンリオらと共に魔国連邦を訪れる。
書籍3巻ではミリムへの復讐心を利用され、ティアとフットマンの甘言に乗りカリュブディスの依り代となって魔国連邦で暴れるが、無事に解放される。カリオンとミリムの戦いを見届けた後に魔国連邦に身を寄せ、書籍6巻でクレイマン軍を迎撃するために国に戻り、ティアと再戦する。戦後、国の再建と捕虜としたクレイマン軍の魔人を監視するためにゲルドと共に国に残る。その後、アルビスとベニマルが結婚するための作戦を手伝わされ、勝てたら本当に結婚できるという条件で迷宮内で殺し合いを行うが敗北し、書籍14巻では同じく失恋したゴブアと急接近する。書籍19巻ではカリオンの覚醒後に再編された「飛獣騎士団」の副団長を務めている。
実力は確かだが、直情的な性格で相手の実力を見抜く視点に欠けるため、カリュブディスの事件後、冷静さを身につけようと努力している。
スフィア
声 - 大地葉
白虎爪（ビャッコソウ）の二つ名を持つ獣人で、白髪長髪の猫の瞳を持つ美人。書籍4巻で交易のための使節団として魔国連邦を訪れて、力試しのためにシオンと勝負する。その後の宴会でアルビスと共に魔国連邦の酒を気に入り、我も忘れて呑みまくる。書籍5巻で魔国連邦に身を寄せ、書籍6巻で他の三獣士と共にクレイマン軍と戦い、戦後、魔国連邦の開国祭まではアルビスらと共に魔国連邦に滞在する。
血気盛んで怖いもの知らず。雷を操る能力を持ち、爪に電気を宿して戦い、獣身化により白い大虎となる。
書籍19巻では三獣士筆頭のアルビスが魔国連邦のベニマルに嫁いだため、カリオンの覚醒後に再編された「飛獣騎士団」の団長を務めている。

グルーシス

#### 天翼国フルブロジア
フレイ
声 - 大原さやか
500年前に誕生した新生代の魔王であり、天空女王（スカイクイーン）の異名を持つ有翼族（ハーピィ）である。有翼族の掟に従って母である先代女王を倒してフルブロジア国の女王となる。
自国の制空権に拘りがあり、カリュブディスの復活を危惧したり、サリオン国の首都を獲得する足掛かりとして長鼻族の支配を志向したりするが、ミリムの力には敵わないと自覚もしていた。書籍3巻でカリュブディスの討伐にクレイマンを利用し、その代償としてミリムの精神支配を手伝う。これはミリムを信じたフレイの賭けであり、精神支配の抵抗に成功したミリムに協力してクレイマンの謀略の阻止に動く。書籍6巻の魔王達の宴において、魔王としての力量が自分にないと認め、自ら魔王の座を降りてミリムの配下となる。
ミリムの配下となった後、ミリムのお目付役として国王としての教育と仕事の管理を担い、ミリムにとって頭の上がらない相手となる。魔国連邦の技術協力で建造予定の摩天楼に執心し、他国への関心も無くなる。書籍14巻ではカリオンと良い雰囲気となり、書籍15巻においてカリオンと共に東の帝国の迎撃戦に出陣し、双子の姉妹であるナジムを討ち取り、魔獣軍団の魂を得て覚醒魔王へ進化し、上位聖魔霊の空霊鳥となる。

### 武装国家ドワルゴン
ガゼル・ドワルゴ
声 - 土師孝也
ドワルゴン国の国王であり、剣聖と称される剣の達人。ドワーフらしからぬ外見で170センチの長身に、鎧のようながっしりした体付きをしている。初代国王の祖父に似て自由奔放な性格だが、それで苦労した父を見て育ったために普段は厳格な王を演じる。
書籍3巻でリムルと直接対面した後に、魔国連邦と最初に国交を結び、技術交流や街道敷設を承認する。その後、かつてハクロウを指南役として朧流の剣技を学んだ経緯から、リムルを事ある毎に「弟弟子」と呼んで便宜を図り、為政者として助言したり、リムルの無茶を諫めたりする、リムルの個人的な相談役となる。
書籍6巻の人魔会議では、リムルが人間社会と敵対しないために、ファルムス王国軍の全滅をヴェルドラの復活に因るとする筋書きの知恵を出し、ヨウムによる新王国設立の方向を決定付ける。書籍8巻では、臣下がリムルの急成長に危惧を示すが、リムルを信用して継続的に味方になる決断を示す。書籍15巻で朧流の同門にあたる帝国軍の近藤と一騎打ちに臨むが、最後には剣での勝負への拘りを捨てた近藤に敗北する。戦後は、自分を鍛え直したいとリムルに相談し、ドワルゴンへ派遣されるアゲーラを相手に鍛錬を開始する。

### ブルムンド王国
ドラム・ブルムンド
声 - 蓮岳大
ブルムンド王国の国王。王妃とはおしどり夫婦であり、国民から親しまれている。一見すると温厚で無害な印象だが、計算高く強かで、信じ難いほどのギャンブラー。小国の生き残りを賭けて、打算と長期的な視点を合わせてリムルやミョルマイルと相対する。
書籍4巻においてリムルと直接対面し、魔国連邦と正式に国交を結ぶ。書籍6巻の人魔会議では、人間社会の西方聖教会よりも魔物の国との共存共栄を決断し、人魔共栄圏への参画をフューズに指示する。開国祭前夜に魔国連邦を訪れ、リムルに国の命運を賭けたと明言し、リムルの人魔共栄圏構想におけるブルムンド王国への要望を聞き、その意義に直ぐに気が付いて興奮する。その後、土地の国有化、農業の廃止、貴族の名誉職化などの政策を進め、その支援を得るためにミョルマイルと交渉し、四ヶ国通商連盟への全力投資を決断する。
ベルヤード
声 - 山本格
ブルムンド王国の貴族。頭脳明晰なやり手であり、先見の明に長けた大臣として王からの信頼も厚い。フューズとは長らく親交がある。
書籍4巻においてフューズの紹介でリムルと交渉し、言葉巧みに東の帝国に対する防衛をも魔国連邦に担わせる安全保障条約を締結させ、一本取られた形のリムルから素直に称賛される。魔導列車の中継地（世界中央駅）をブルムンド王国に設置する経済的利益を正確に予想してリムルを驚かせる。書籍17巻では、四ヶ国通商連盟の本部設置と国民の雇用、魔国連邦への永代借地契約についてミョルマイルと交渉する。また、貴族が名誉職となる政策が決定したため、無職になる前にミョルマイルの下で働く約束を取り付ける。
フューズ
声 - 成田剣
自由組合に所属するブルムンド王国の支部長（ギルドマスター）。元冒険者で、現役時代はA-ランクの実力者。書籍6巻時点で、ブルムンド王国の情報局統括補佐の席を与えられる。
書籍1巻でヴェルドラの消失を確認するために、エレンたちをジュラの森へ派遣し、魔物の町を作ったリムルを警戒しつつ自分の目で確かめるために魔国連邦を訪れ、リムルと出会う。滞在するうちにリムルを信用するようになり、個人的な信頼関係を結び、それが後に国家間の関係へ発展する。書籍3巻では魔国連邦と友誼を結ぶように国王に働き掛け、書籍4巻で魔国連邦との国交樹立を仲介する。書籍6巻の人魔会議では国の全権を託され、ブルムンド国の人魔共栄圏への参画を図り、ヨウムを王とする新国家設立に同意し、付き合いのあるファルムス王国の貴族らを懐柔する役割を引き受ける。
エレン（エリューン・グリムワルト）
声 - 熊田茜音
フューズを直属の上司とする冒険者。法術師のエレン、重戦士のカバル（声 - 高梨謙吾）と盗賊のギド（声 - 木島隆一）から成る3人組で活動しており、気のいい前向きな気質だが軽率な行動も多いのでフューズから三馬鹿と呼ばれる。3人ともサリオン国の出身。エレンは自由な冒険者に憧れて国を飛び出したお嬢様であり、国の幹部エラルドの娘である。耳長族（エルフ）だが、普段は薬で外見を人間に変えている。ガバルとギドはエレンの護衛であり、本来はサリオン国の魔法士団（メイガス）の一員だが、普段は魔法の指輪で能力を制限している。冒険者としてのリーダーはカバルだが、本来の立場を越えて仲間意識は強く、最後にはエレンの意向を組む。
書籍1巻において、フューズの依頼で調査に訪れた封印の洞窟でリムルから目撃され、洞窟の周辺を再調査するためにジュラの大森林を冒険中に同行を申し出たシズと共にモンスターに襲われるが、リムルの仲間たちに救われてリムルとの出会いを果たす。リムルが初めて出会った人間社会の人物であり、魔物の国と人間社会を結ぶ最初の理解者である。書籍5巻では、シオンたちを生き返らせるために、エレンは自分や人間社会に対するリスクを覚悟の上で死者が蘇生するお伽噺を伝えて、リムルに魔王種への進化を促す。
ガルド・ミョルマイル

### ファルムス王国 ⇒ ファルメナス王国
エドマリス
声 - 家中宏
ファルムス王国を治める強欲で有名な国王。書籍5巻において、ルミナス教の教義を大義名分に利権を狙って、2万人もの軍勢を率いて魔国連邦に侵攻するが、リムルの魔法により軍勢を全て失う。自身は捕虜として生き残るものの、復活したシオンにより生きた肉塊に改造され、その状態で国へ送還されて臣下の前に晒され、肉塊状態を治療したディアブロの傀儡となる。
戦後は、欲に目が眩んで国の舵取りを間違ったことを心から猛省し、国と民を思って王座を降り、幼い自身の長男（エドガー）では国難を乗り切れないと判断して、弟のエドワルドを次の王に指名する。退位後は正体を隠してファルメナス王国の顧問となり、ヨウムを支える。
ラーゼン
声 - 花輪英司
ファルムス王国へ仕えている宮廷魔術師長である魔導師。他人の体に憑依する精神系魔法の秘術により何百年も生き長らえており、ファムルスの守護者にして、魔法を極めた英雄、叡智の魔人とも呼ばれる。魔国連邦との戦争では、ショウゴの肉体を乗っ取って若い身体を得るものの、ディアブロに手も足も出ず、エドマリスとレイヒムと共に捕虜となる。シオンに肉塊にされるが国への送還の道中でディアブロに解除され、エドマリスの命を救うために彼に恭順する。
戦後は新たな王として擁立されたヨウムを助けており、書籍12巻では師であるガドラと再会し、リムルと魔国連邦の脅威を伝え、敵対せぬよう強く忠告する。
レイヒム
声 - 藤井隼
西方聖教会のファルムス王国支部の最高司祭。魔国連邦との戦争で生き残った3人の一人。エドマリスらと共に捕虜となり、ディアブロの傀儡となる。書籍7巻において、西方聖教会との協調を願うリムルの伝言を携えてルベリオス国を訪れるが、ディアブロの計画を邪魔するために七曜の老師に利用され、最期には暗殺される。
ショウゴ・タグチ（田口 省吾）
声 - 小林千晃
数年前にラーゼンによって召喚された日本人の異世界人。我が強く自己中心的で、凶暴であり、対人欠陥を持つ快楽殺人者。書籍5巻でキョウヤ・タチバナ（橘 恭弥）（声 - 野上翔）、キララ・ミズタニ（水谷 希星）（声 - 河野ひより）と共に先遣隊として魔国連邦へ侵攻し、シオンや住人たちを殺害する。後にキョウヤはハクロウに敗れて死亡し、ショウゴはゲルドと対峙するものの圧倒され、キララを殺害して新たなスキルを得たが、全く歯が立たずに追い詰められる。ラーゼンに救われて逃げ延びたが、ラーゼンに用無しと判断され、精神を破壊されて死亡する。
エドワルド
声 - 樫井笙人
エドマリスの実弟である公爵。魔国連邦との戦争の責任を取るべく、退位した兄から王位を継承する。
書籍7巻において、王座を求める野心を七曜の老師のグラン、三巨頭のダムラダに利用され、一度は王座に着いて再び魔国連邦と対立するためにルベリオス国の法皇直属近衛師団に協力を仰ぐものの、ディアブロと実際に対峙してその恐怖を実感し、ヨウムへの譲位を承認する。
ヨウム（ヨウム・ファルメナス）
声 - 細谷佳正
ジュラの大森林と接する領地を持つニドル・マイガム伯爵が組織した辺境調査団の団長。元は小悪党だが、人を惹きつける魅力と統率力を持つ。書籍3巻では「豚頭帝の軍勢に見つかり全滅した」という体裁でメンバー全員が姿をくらまし、他国へ渡ろうとしていたが、人間との対立を避けたいリムルによって豚頭帝を倒した英雄へなるように言いくるめられ、ハクロウとの訓練を通じて相応しい強さを身につけ、上位魔人であるグルーシス並の実力を得る。魔国連邦とファルムス国の都市や村々を巡って魔物退治を行い、豚頭帝ゲルド討伐の噂が貴族に伝わるまでの英雄へと登り詰める
書籍5巻でミュウランに愛を告白し、生涯の親友となるグルーシスとも知り合う。書籍6巻の人魔会議においてファルムス国の新王となるリムルたちの計画を受け入れ、ガゼルやエラルドからも認められる。書籍9巻でディアブロによって篭絡されたエドワルド王から王権を禅譲され、即位と共に国名をファルメナスへと改め、自身もヨウム・ファルメナスと名乗る。
ミュウ・ファルメナス
ファルメナス国王の王妃。書籍9巻で王となったヨウムと結婚して名を改めたミュウラン。クレイマンにいろいろと仕込まれた経験を活かし、礼儀に疎く学のないヨウムの代わりに公的な場での挨拶や交渉を担い、魔国連邦の開国祭最終夜の会議において、リムルの構想を端的に表した人魔共栄圏という言葉を最初に用いる。その後、ヨウムの子を身籠り、女児ミームを出産する。
グルーシス
声 - 日野聡
書籍4巻でユーラザニア国の使節団の一人としてアルビスらと共に魔国連邦を訪れ、力試しのためにヨウムと勝負する。魔国連邦に滞在して警備隊で働く中、書籍5巻でミュウランに惚れ、ヨウムとも親友の間柄になる。
ヨウムが王位に就いた後、ヨウムに請われて、魔国連邦との戦争で死んだフォルゲンの欠員を埋めるべく、騎士団長に就任する。ミュウランの懐妊を知って落ち込むが、出産後には父性が芽生えてミームを勝手に自分の娘と呼んでいる。

### イングラシア王国
シズ / シズエ・イザワ（井沢 静江）
声 - 花守ゆみり
元日本人の異世界人の魔人。外見は火傷の痕がある16、17歳前後の黒髪の儚げな美少女だが、実年齢は70歳前後。転生したリムルが初めて出会った異世界人であり、人型時のリムルの姿の原型となる人物。かつて爆炎の支配者と呼ばれた有名な英雄。
書籍1巻で、唯一の心残りを果たすために、レオンの居城へ向かう途中、エレンと共にリムルの村に保護されてリムルと出会うが、自身に宿るイフリートが暴走して意識を失う。リムルが「捕食者」でイフリートを捕食して暴走を止めるが、シズの肉体は急速に老化する。最期のとき、シズは自分から願い出てリムルに捕食されることを希望し、レオンへの憎しみと自身のスキル「変質者（ウツロウモノ）」をリムルに引き継ぎ、リムルの中で安らかに眠る。その後、リムルの心象の中に登場し、書籍4巻ではクロエたちへの心残りをリムルに伝え、書籍11巻ではヒナタやクロエと再会する。
書籍1巻ではシズの過去が描かれている。60年程前、8歳のシズは全身に大火傷を負った状態でレオンにより召喚され、イフリートを憑依させられる。当初はイフリートを完全に制御できず、友達を焼き殺す悲劇を経験するが、レオンの城を訪れた女勇者から“抗魔の仮面”を贈られ、イフリートの力を制御できるようになる。勇者に保護されて共に冒険者として活動し、初老の域に冒険者を引退してイングラシア王国で教導官となる。ユウキとヒナタはシズの教え子であり、最期の生徒がクロエやケンヤたちである。寿命を悟り、レオンに対する憎しみとも付かない複雑な思いをレオンに質すために、最期の旅に出立する。
炎の巨人（イフリート）
声 - 八代拓
シズに憑依した上位精霊。リムルに取り込まれた後、書籍11巻でヴェルドラの従者として受肉する。『ヴェルドラのスライム観察日記』では、自我に目覚めた後、シズとの和解を試みなかった過去を反省し、その最大の要因となったシズの友ピリノの殺害について深く後悔する様が描かれる。また、ヴェルドラによると、レオンを崇拝するイフリートとレオンを憎むシズとの相性は最悪で、もし共に心が通っていれば、力は数倍になり、寿命もここで尽きることなく、違う道もあっただろうと語られる。

神楽坂 優樹（ユウキ・カグラザカ）
声 - 花江夏樹
種族：人間
元日本人の“異世界人”で加齢しない肉体を得ており、高校生の外観を保っている。
元の世界では念動力などの超能力を扱う格別の才能を有していたが、中学生になったころに両親が事故死し、社会の理不尽に対し怒りを覚える。報復として社会の破壊を検討するものの、大勢の人間を不幸にするために割り切れず、社会を改善するために政治家になるか悩んでいた時、体を奪い取る目的で魔王カザリームによりこの世界に召喚される。召喚時に得たユニークスキルによりカザリームを倒し、自分がこの世界を支配し、正しい方向に導くという思想のもと、世界征服を志す。
物語の当初、イングラシア王国を訪れたリムルに、自由組合総帥（グランド・マスター）として、元の世界への帰還方法が生涯の課題であると語り、師匠に当たるシズが残した子供たちを助けるためにリムルを教員として採用するなどの便宜を図り、それ以降、魔国連邦の開国祭までは友好的な関係を構築している。その裏では、東の犯罪組織“三巨頭”のリーダーとして活動し、魔導王朝サリオンで作成されたホムンクルスの身体を入手し、カザリームを自身の副官である「カガリ」として復活させ、その過程で中庸道化連のボスにもなり、クレイマンの魔王としての立場も利用して勢力の拡大を図っている。
テンペストの開国祭の折にリムルからクレイマンの黒幕であると看破され、自身もリムルから疑われたことに勘付く。マリアベルの起こした事件を利用し、これまでの悪行をロッゾ一族になすり付けようとするものの、グランベルの策略に嵌って勇者クロノアの解放に利用され、リムルやその場に居合わせたレオン、ルミナスに正体が露見する。東の帝国に逃亡を図るが、それを快く思わなかった魔王ギィの襲撃を受け、「封殺能力」や“聖人”の力でも全く歯が立たず、大きな挫折を味わう。それでも折れずにギィに取引を持ち掛け、東の帝国を内側から崩壊させ、力を蓄えてギィに再挑戦するという宣告をし、これに興味を持ったギィを含む魔王勢と一時的に休戦協定を結ぶ。
ギィに宣言した通り、1年足らずで帝国軍の“大将”となって「混成軍団」を率いる軍団長に任命される。魔国連邦とは一時休戦し、カリギュリオを唆して機甲軍団と魔獣軍団を西方に出兵させる事で、手薄になった本国にてクーデターを起こそうと画策するが、実行前に近藤に計画が露呈し、自らはルドラに精神支配を受け、ドワルゴンの東部都市に待機していた混成軍団はヴェルグリンドに粛清されて、配下のカガリは妖死冥産の材料にされる。ルドラがミカエルに完全に乗っ取られた際にはフェルドウェイたちと共に天星宮に連れられており、強欲之王の力を支配下に置く目的でミカエルに支配されていたが、実はミカエルに支配された際に強欲之王に宿っていた意思を自身の身代わりとしており、支配された強欲之王を解析し、その支配を脱していた。エルドラドへの侵攻作戦に参加した際に交戦したラプラスに戦いながら信号を送り、ラプラスと協力して天使長の支配に支配されたカガリを彼女に付与された支配之王を奪うことで目覚めさせたが、そのことでフェルドウェイの危機感を抱かせてしまい、フットマンに植え付けられていた魔導大帝ジャヒルに不意打ちを受けてダメージを負い、窮地に陥る。
当初、リムルには転移時に能力を獲得できなかったと語るが、スキルを隠し持っている。ユニークスキルを生み出すユニークスキル「創造者（ツクルモノ）」で作り出した、能力や魔法を攻撃・防御問わずすべて無効化する「封殺能力（アンチスキル）」により、近接戦においては魔王となったリムルと互角に戦う。また、対象の能力を奪う能力を持ち、マリアベルから特殊能力「強欲者」を奪っている。ユウキ本人も例外的な能力であると発言しており、発動には制限がある。さらに「強欲者」を進化させた悪魔系究極能力「強欲之王（マモン）」を獲得し、触れた相手からエネルギーを奪う力や、感情を刺激して記憶にまで影響を及ぼす権能を有する。また、触れた相手のスキルを奪う力も有しており、魂に完全に刻まれているものは奪えないが、究極付与のように与えられた不安定のものであればスキルを強奪できる。
三崎 剣也（ケンヤ・ミサキ）、関口 良太（リョウタ・セキグチ）、アリス・ロンド、ゲイル・ギブスン、クロエ・オベール

エルリック・フォン・イングラシア
イングラシア王国の国王であるエーギルの息子であり同国の王子。自信過剰な面があり、書籍10巻でヒナタの忠告を聞かず、リムルが参加した西方諸国評議会の場に乱入し、強引にリムル討伐の決議を図るものの失敗し、事態を把握しきれない中、グレンダにより暗殺されかけるが、狙撃を察知したリムルに命を救われる。この時点でギャバンに騙されたことに気づき、王になるだけが人生ではないとリムルにも諭され、大人しく父の元での再教育を受け入れる。しかし、天魔大戦にてフェルドウェイ側についたライナーと共に父親を弑逆し、その罪をヒナタに擦り付けようとする。しかしライナーが死亡しフェルドウェイたちが撤退し、マサユキがヒナタに味方したことで自らの破滅を悟る。
ライナー
イングラシア騎士団の総団長。マリアベルの精神支配の影響下にあり、自分こそが最強であると信じ切っており、他者への礼儀にも欠ける人物。評議会の場において武力行使を試みるが、ヒナタにあっさり投げ飛ばされ、ヒナタのプレッシャーに追い詰められ、泣き喚いて失禁する。国王と共にその場に現れた魔法審問官に傲慢な態度をとるものの、呆気なく取り抑えられて連行される。その後は死刑囚としてイングラシア王国の地下で魔法審問官の実験材料にされたが、フェルドウェイ率いる天軍の侵入により、参謀級の妖魔族を宿してヴェガの配下となる。ヴェガと共謀してエーギル国王を弑逆してヒナタに罪を擦り付けるが、マサユキとヴェルグリンドの介入により好機を取り逃し、ヴェガにより邪龍獣の素材として取り込まれ、勇者として覚醒したヒナタの超絶聖剣技により消滅する。
ガイ
声 - 峯田大夢
流麗なる剣闘士の異名を持つAランク冒険者。マリアベルの精神支配の影響下にあり、自己中心的な欲望が肥大化されている。書籍9巻の魔国連邦の開国祭では、武闘大会に参加して1回戦でゴブタとランガのペアに敗退する。地下迷宮のお披露目にも参加するが、迷宮のルールに反したために樹妖精に罰せられ、獲得したアイテムも没収される。書籍10巻ではエルリック王子と共に評議会に乱入するが、シュナの霊子崩壊により鎧だけを消失させられて戦意を喪失し、ライナーと共に魔法審問官に拘束される。ロッゾ一族の力で釈放された後、マリアベルにより残りの寿命と引き替えに力が強化され、彼女と共にリムルの襲撃に参加するが、リムルにより瞬殺される。
パウロ
声 - 岡本信彦
昇格試験を受けている最中のAマイナスランクの冒険者。リムルと共にコリウス王国へと赴き、事件解決に貢献した。その後、アスラン王子に騎士団長へとスカウトされ就任する。
ティス
声 - 小松未可子
自由学園のSクラス教師。
ジェフ·シーガル伯爵
声 - 木下浩之
自由学園のAクラス教師。

### コリウス王国
ゼノビア
声 - 日岡なつみ
コリウス王国の王女。
アスラン
声 - 松風雅也
コリウス王国の王子、Aランク冒険者でもある。事件解決後は、国王に即位したサウザーを支えるべく軍務卿に就任する。その際に、パウロを騎士団長へとスカウトした。
サウザー
声 - 田丸篤志 
コリウス王国の王太子。事件解決後は、国王へと即位する。
グスタフ
声 - 加藤将之
ゼノビアの診察を任されている侍医長。その正体は、原初の紫(ヴィオレ)の配下である上位魔将（アークデーモン）。ゼノビアをヴィオレの依代にするべく暗躍していたが、リムル達の調査と活躍により正体がバレてしまい、証拠隠滅とヴィオレの顕現のために戦うが、ルミナスにより阻止され、ヴィオレによって用無しと判断され始末された。
バラク
声 - 小松史法
コリウス王国の侯爵にして、サウザー王太子の腹心。
シフォン
声 - 名塚佳織
自由学園のジェフ先生の妹であり、バラクの第一の妻。
カール
声 - 興津和幸
アスランの古い友人で協力者。その正体は、グスタフと同じく原初の紫（ヴィオレ）の配下である上位魔将（アークデーモン）。アスランとサウザーを゙争わせるべく暗躍するが、リムル達の活躍により失敗し、グスタフと共に証拠隠滅のために戦うが、彼により目的を果たすべく魂ごと吸収されてしまう。

### 神聖法皇国ルベリオス
ルミナス・バレンタイン
声 - Lynn
5番目の魔王であり、夜魔の女王（クイーン・オブ・ナイトメア）の異名を持つ吸血鬼族の女王。高貴な出身で品が良く、外見は銀髪に金銀妖瞳の美少女。かつて、自らを生み出した吸血鬼族の神祖を始末して一族の長となり、2000年程前に、ヴェルドラに当時の国の首都を壊滅させられた後、吸血鬼族の生存のために人間を保護するシステムとして宗教を軸としたルベリオス国を興し、1500年程前からその信仰の対象である神ルミナスとなり、見た目がヤバそうなロイを表の魔王に立て、国の管理はルイなどの配下が行い、自身は隠遁していた。
1000年もの間、時間遡行したクロエと友として過ごし、リムルの存在と未来を知らされていた。ヒナタがこの世界に転生した後、クロエの身体とクロノアを封印し、リムルの動向を注視するものの、リムルとヒナタの衝突やリムルが魔王を名乗るなど、未来の話と違う展開に内心で焦りを抱く。書籍6巻では万が一のためにリムルを保護するつもりで正体を隠して魔王達の宴に参加するが、ミリムやヴェルドラの不注意で自身の正体が暴露される。書籍7巻で七曜の老師の陰謀に自ら始末を付け、書籍8巻でヴェルドラにお仕置きをした後、リムルと手打ちを行い、魔国連邦と100年の不可侵条約を結ぶ。魔国連邦の開国祭に参加した後、信仰と恩寵の秘奥をリムルに授け、文化や技術の交流を望み、書籍11巻で音楽交流のためにリムルらを国に招いた際に、クランベルとユウキらの襲撃を受けてクロエとヒナタを失いかけるが、リムルとの協力により彼女らの復活を果たす。
大罪系ユニークスキル「色欲者（ラスト）」を所持し、生と死を司る権能を所持する。書籍11巻でグランベルにより一度ヒナタが殺害された無念と怒りから悪魔系究極能力「色欲之王（アスモデウス）」に覚醒し、クロエの「無限牢獄」に取り込まれていたヒナタの魂を掬い上げる。
三公
神ルミナスの正体を知る、ルミナスに直接仕える三人の吸血鬼。
ルイ・ヴァレンタイン
声 - 水中雅章
ルベリオスの最高指導者である法皇として1500年に渡って神ルミナスの威光を支える上位の吸血鬼。魔王ロイの双子の兄であり、ロイの死後、元々狂暴過ぎたためにルミナスの力で2人に分けられていた力が復活し、往年の力を取り戻した完全体になる。書籍11巻では、ルベリオスに再び進入したラプラスと対峙する。
ロイ・ヴァレンタイン
声 - 水中雅章
鮮血の覇王（ブラッディーロード）として魔王ルミナスの代役として魔王を演じる上位の吸血鬼にして、法皇ルイの双子の弟。1500年の間、ロイが魔王として君臨し、兄ルイが法皇として人間を守るというマッチポンプ的な支配体制を兄弟で維持していた。書籍6巻では代役として魔王達の宴に参加するものの、ミリムとヴェルドラのせいで正体が露顕する。魔王達の宴の後ルミナスの命でルベリオスに帰還するが、奥の院に侵入したラプラスと再び対峙しクレイマンの死を告げるが、自信過剰な性格が祟って彼の実力を見誤り、あっけなく心臓を奪われ殺される。
ギュンター
声 - 片山公輔
ルミナスの執事。ルミナスの雑事と夜想宮廷（ナイトガーデン）の仕切りを任される。遥か古の時代は敵対勢力の王だったが、ルミナスの配下となってからはその支配体制の構築に協力する。書籍11巻では、ルベリオスに進入したフットマンと対峙する。

ニコラウス・シュペルタス
声 - 保村真
ルベリオス法皇庁の執政官であり、西方聖教会の実質的な最高位でもある枢機卿。法皇ルイの懐刀であり、冷酷な知恵者として知られるが、ヒナタには懐いている。神ルミナスの正体について気付いているが興味はなく、ヒナタと繋がるためにグランと同様に神を利用する異端の者である。その信仰心と忠誠心はヒナタにだけへ向けられており、書籍7巻では、リムルの伝言について改竄の証拠を発見し、ヒナタを殺害しようとしたグランをトリガー式の霊子崩壊で抹殺する。
七曜の老師
声 - （月曜師ディナ）前田弘喜、（火曜師アーズ）佐々健太、（金曜師ヴィナ）杉崎亮
西方聖教会の最高顧問であり、ルベリオスの大幹部。日曜師グランを長として、月曜師から土曜師までの7名の仙人で構成される。数百年に渡り神ルミナスに仕えており、人類の守護者、偉大なる英雄と呼ばれて尊敬されている。グランは、ルミナスの寵愛を失うことを恐れる他の七曜の感情を利用してヒナタを嫉妬するように誘導し、強大に成り過ぎたヒナタの暗殺を画策する。
書籍7巻において、ヒナタの暗殺とファルムス国を陥れようとする悪魔（ディアブロ）の排除を目的として、リムルがレイヒムに託した伝言を改竄してヒナタらを騙し、ファルムス国へ法皇直属近衛師団を派遣し、謝罪のために1人で出立したヒナタの意向を無視して魔国連邦へ聖騎士団を派遣する。
ヒナタとリムルの再戦が決着した後、月、火、金の七曜はヒナタの謀殺を図るものの失敗し、ルミナスに粛正される。水、木、土の七曜はファルムス王国の地でレイヒムの死の罪をディアブロに被せようとするが、ディアブロに始末されて失敗に終わる。ルベリオスに残ったグランもニコラウスにより始末され計画は失敗に終わるが、グランの精神体はグランベルの元へ戻り生き残る。
ヒナタ・サカグチ（坂口 日向）
声 - 沼倉愛美
法皇直属近衛団の筆頭騎士と聖騎士の団長を兼任する十大聖人の一人。神の右手と称される西方世界最強の剣士。日本人の異世界人であり、外見は20代の黒髪を肩口に届かない長さに切りそろえた冷徹な印象を際立たせる美貌をもつ女性。母親のために暴力的な父親を殺害した過去を持つ。異世界に転移後、ユウキと共にシズの教え子となるが、シズやユウキの考えでは自分の目的を実現できないと判断して彼女のもとを去る。聖騎士の団長となってルミナス教の真実を知るが、争いのない平等で公平な社会、皆が幸福に生きることが許される世界の実現を生きる目的として、ルミナスの存在を重視するようになる。理想を実現するために、不断の努力と覚悟で自身に試練を与え続けており、頑固で冷徹な面はあるが、聖騎士団の部下からは慕われており、世話好きな面もあって子供からも慕われる。
リムルとは二度対戦しており、一度目は勝利するが、二度目は魔王種へ進化したリムルに敗北し、七曜の老師の陰謀により死にかける。最初の対戦では誤情報に騙されてリムルをシズの仇と見なしていたが、二度目の対戦の後に誤解が解る。その後の交流を経て、全力で日本食を再現するリムルの姿を見て呆れたり、デリカシーのない彼に対して辛辣な態度を取るものの、そのお人好しさに心を救われており、リムルに父の面影を求めるようになる。書籍11巻ではグランベルと対峙してクロエを庇って死亡するが、リムルとルミナスが協力して、時間遡行を経たクロエの中に宿るヒナタの魂を分離し、この魂を過去に跳んで魂の抜けた元の身体へ定着させることに成功し、無事に生き返る。
自動で魔素を分解して影響を無効化する体質であり、魔素を介在しない神聖魔法以外の魔法が通用しない。論理的思考を支え戦闘時に常に最適解を選び取るユニークスキル「数学者（カワラヌモノ）」と、格上の相手から力を奪い取る「簒奪者（コエルモノ）」を持つ。書籍11巻後のヒナタは、クロエにクロノアと名付けをした影響で「簒奪者」を失っており、自身の勇者の卵もクロエの卵と融合して喪失する。天魔大戦にて、マサユキの権能によって召喚されたグランベルと再会し、彼から「真意の長剣（トゥルース）」と超絶聖剣技「真意霊覇斬（トゥルースラッシュ）」を託され、さらに勇者の資格である光の聖霊を譲られたことで、勇者として再び覚醒を果たす。その影響で、ユニークスキル「数学者（カワラヌモノ）」が究極能力「数奇之王（フォルトゥーナ）」へと進化し、ほぼ完全なる未来予知が可能となる。
法皇直属近衛師団（ルークジーニアス）
サーレ
声 - 千葉翔也
蒼穹のサーレと呼ばれる三武仙のトップであり、外見はエルフの特徴を持つ少年だが十大聖人の最年長。ヒナタの前に団長を務めていた。書籍7巻において、七曜の指示により近衛師団を率いてファルムス王国へ向い、グレンダと共にディアブロと対峙するが、グレンダが裏切ったためにディアブロと単身で交戦する羽目になる。その戦いの中、七曜の裏切りに気付くが、圧倒的な実力差の前に完敗する。その後、この敗北が原因で法皇庁へは戻れず、グレゴリーと共にラーゼンに拾われて将来的にはファルメナス王国の裏方の仕事を任される予定である。
グレゴリー
声 - 山根雅史
巨岩のグレゴリーと呼ばれる三武仙かつ十大聖人の一人。血の気の多い性格で、両翼会議にてヒナタがリムルと敵対しない方針を語った時は、真っ向から反論した。書籍7巻において、ファルムス王国でヨウムと退位したエドマリスの制圧に向かう中、ハクロウ、ランガ、ガビルと対峙するものの、ランガによって味方を全滅させられてしまい、自身も痛めつけられてしまう。その後、この失態が原因で法皇庁へは戻れず、サーレと共にラーゼンに拾われて将来的にはファルメナス王国の裏方の仕事を任される予定である。
グレンダ・アトリー
声 - 日野まり
荒海のグレンダと呼ばれる三武仙かつ十大聖人の一人。傭兵あがりの異世界人であり、最近頭角を現した野性的な美女。五大老から金で雇われたスパイであり、東の商人について偽情報を流しており、書籍7巻において、サーレと共にファルムス王国でディアブロと対峙するものの、サーレにディアブロを押しつけて逃亡する。その後、書籍10巻でイングラシア王国の評議会でエルリック王子の暗殺を試みるが、ソウエイに阻止されて捕らえられる。魂を縛っていたマリアベルの術式を解除したリムルに忠誠を誓ってソウエイの部下として藍闇衆(クラヤミ)所属となる。書籍14巻では三賢酔のボスの役割を演じていることが明かされる。

聖騎士団（クルセイダーズ）
西方聖教会本部に所属する聖騎士団の六大隊長は、それぞれが十大聖人であり、光のレナード、空のアルノー、地のバッカス、水のリティス、火のギャルド、風のフリッツと呼ばれる。
レナード・ジェスター
声 - 野島健児
聖騎士団の副団長。光の精霊と契約する聖魔道師。学生のころからヒナタに憧れており、聖騎士になる。書籍7巻において、魔国連邦に出立したヒナタの後を追わず、副団長として国に残るが、後に七曜の指示に従って別働隊として聖騎士団を率いて魔国連邦へ向かう。その道中で七曜の指示に疑問をもつものの、ギャルドに煽られてシオンと対決する。裏切ったギャルドに刺されて重傷を負うが、ヒナタにより治癒される。
ギャルド
声 - 駒田航
炎槍を使う長身の騎士。くじ引きに負けため、レナードと共に国に残るが、後に七曜に指示に従って別働隊として魔国連邦へ向かい、シオンと対決する。本物のギャルドは既に行方不明になっており、彼に成り代わった火曜師がヒナタを炎の精霊魔法で撃ち抜き、レナードを剣で刺して重傷を負わせるが、ルミナスによって粛正される。
アルノー・バウマン
声 - 竹本英史
ヒナタに次ぐ最強の戦士。書籍7巻においてヒナタの後を追い掛けて道中で合流し、彼女と共に魔国連邦へ向かい、ベニマルと対決する。書籍8巻におけるルミナスとの手打ちの会議の結果、国家間交流のために魔国連邦に滞在する。
バッカス
声 - 飯島肇
神聖戦棍を使う大柄で寡黙な男。ヒナタと共に魔国連邦へ向かい、三獣士と対決する。書籍8巻において、アルノーと共に国家間交流のために魔国連邦に滞在する。
リティス
声 - 相川遥花
聖騎士団の紅一点。水の精霊を使う美女。ヒナタと共に魔国連邦へ向かい、ソウエイと対決して敗れるものの、その後、紳士的だったとして彼に好意を抱く。
フリッツ
声 - 村田太志
風魔法と双剣術を使いであり、ヒナタを誰よりも崇拝する自由人。ヒナタと共に魔国連邦へ向かい、三獣士と対決する。

### 魔導王朝サリオン
エルメシア・エルリュ・サリオン
声 - 金元寿子
魔導王朝サリオン皇帝の風精人（ハイエルフ）。国も自身が興したもので自らを天帝と定めており、絶大な権力を有する。利権に聡い慧眼の持ち主であり、多くの権益を持つ大金持ち。見た目は美少女だが、年齢は2000歳以上。臣下の前では冷徹な無表情で接するが、親しい者には普通に感情を見せ、祖父の代から知るガゼル王を子供扱いしてガゼル坊と呼んだり、友である魔王レオンを茶化してレオン君と呼んだりする。戦士としての実力は魔王級と推定される。
対外的には会うだけでも半年を要する大物だが、書籍9巻で自らの身体で魔国連邦の開国祭に出向いてリムルと初めて対面し、その技術や文化、リムルの大物ぶりを気に入り、正式に魔国連邦との盟友関係を宣言してリムルの相談役となり、技術協力と魔道列車の軌道敷設を申し入れる。また、王族は民の奴隷ではなく自由に生きて良いという考えを語り、リムルとミョルマイルとで悪巧み三人衆を結成し、直ぐに遊びに行けるように転移魔法陣が設置された別荘を購入する。
書籍14巻では、悪巧み三人衆が酔った勢いで決めた計略が語られ、エルメシアは裏の秘密結社である三賢酔と、ロッゾ一族の生き残りを集めた表の組織である西方総合商社のトップを務めていることが明かされる。また、東の帝国と戦争中に多数の配下を覚醒進化させたリムルに危惧を抱き、緊急でその真意を問い詰めている。
エラルド・グリムワルト
声 - 浜田賢二
エルフの貴族で、皇帝エルメシアの叔父にあたる大公爵で十三王家の一人。実子のエレン（エリューン）を溺愛しており、国の魔法士団を護衛に付けている。エルメシアより遙かに年下で子供扱いされるが、公私共に重用される。ガゼル王とは親友であり、罵り合える間柄。
書籍6巻では、国の全権を預かり、自身を憑依させた人造人間（ホムンクルス）を魔国連邦へ派遣し、リムルを信用に足る人物と認め、人魔会議においてサリオンと魔国連邦との友誼を確約する。後に、魔国連邦との街道設置を全て相手負担とした交渉を、エルメシアから長期的利権の観点で悪手であると叱責され、魔道列車の軌道設置の交渉では自国の分担を申し出る。
エリューン・グリムワルト
エラルドの娘であり、エレンの正体。エルメシアは従姉妹にあたる。エルメシアとは友達でもあり、皇帝を「エルちゃん」と呼び、父を焦らせる。
シルビア・エル・リュ
エルメシアの母親。真なるエルフである風精人にして、『魔導科学』の基礎理論を提唱した天才研究家、そして“神祖”トワイライト・バレンタインの手で生み出された高弟の一人。魔王どころか勇者にすらなる前のレオンの師匠でもあり、彼に剣技と魔法を教授した。娘と瓜二つの容貌を利用し、天帝役を交互に演じる事で自由時間を確保している。“雷帝”と呼ばれたサリオン最高戦力で、隠密行動も得意としているので、隠れると居場所を特定するのも困難。覚醒魔王級の強さと神話級の金剛杵（ヴァジュラ）を持ち、“雷”を支配して自身の身体をも神速の雷霆に変える天候系最上位の究極能力「雷霆之王（インドラ）」まで所有している。

### 傀儡国ジスターヴ
クレイマン
声 - 子安武人
種族：妖死族（デスマン）
中庸道化連の一人、喜狂の道化（クレイジーピエロ）であり、十大魔王の元魔王の一人人形傀儡師（マリオネットマスター）。カザリームと同郷の出身であり、故郷が滅んだ屈辱を忘れないためカザリームによって死体から作り出され、妖死族として生まれ変わる。300年程前に魔王となり、200年前にカザリームが殺された後はその地盤を引き継ぐ。他人を一切信用せず、「五本指」と呼ばれる配下にも冷酷に接するが、本来の仲間である中庸道化連の面々に対しては親しく接していて、特に親代わりであるカザリームに心酔している。
策謀や軍団の指揮を得意とする一方、戦闘は不得意である。精神魔法を得意とし、ユニークスキル「操演者（アヤツルモノ）」を使い、派遣した自分の配下の目と耳を通じて情報を得ている。十大魔王の中でもっとも財力を持ち、金の使い方を知っている魔王であり、東の帝国やドワーフ王国と貿易を行い、最新式の武器と防具を揃え、過去の遺物や魔法装置で配下の戦力を増強する。また、貿易で得た利益をばら撒き、調略を駆使している。
「あの方」から渡された支配の宝珠（オーブ・オブ・ドミネイト）によりミリムを支配しようと考えるが、ミリムが操られたフリをしたことで、彼女の力を手に入れたと思い込むあまり増長し、今までの慎重さを失う。真なる魔王への覚醒のために、ファルムス王国の扇動とミュウランを暗躍させテンペストへの被害を拡大させたことでリムルの怒りを買い、ミリムを操りユーラザニアを滅ぼしたこと、その片棒を担がせ弱みを握り、高圧的な態度に出たことでカリオンとフレイも敵に回す。度重なる失敗により焦り、仲間たちの忠告を無視して”魔王達の宴”を開催する裏で再度ユーラザニアとテンペストへの侵攻を秘密裏に実行するものの、ベニマル率いるテンペストとユーラザニアの連合軍により軍勢を壊滅させられ、拠点もシュナたちによって陥落する。”魔王達の宴”において嘘の証言でリムルを始末しようとするが、精神攻撃効果を持つ武器を所有し精神攻撃を無効化できるシオンに圧倒され、ミリムたちに欺かれていた事を知って追い詰められる。そして、”魔王達の宴”の場で不完全覚醒による起死回生を図るが、リムルの「暴食之王」で魂も残さず吸収され消滅する。
実は数十年前から近藤に精神支配を受けており、時折暴走するようになったのもその影響だった。その近藤もミカエルやフェルドウェイに支配されていたため、カガリたちはミカエルとフェルドウェイをクレイマンの仇と認識している。
スピンオフ漫画「転生したらスライムだった件 クレイマンREVENGE」では主人公となっており、リムルに敗れて消滅した瞬間から、70年前へとタイムリープしている所から物語が始まる。タイムリープの影響でミカエルの支配が無くなったためかタイムリープ前の自分の行動を客観的に分析できるようになっており、特にミュウランに対しては当初役目を果たしたら心臓を返すつもりだったようで、彼女への自分の残酷な仕打ちに対して何故こんなことができたのかと疑問を抱いた。この過去の失敗を教訓に、配下との関係の構築を見直すようになり、前と違い配下から慕われるようになるも、自由すぎる行動を取るようになった配下たちに頭を抱えるようになった。
五本指
ヤムザ
声 - 広瀬裕也
幹部筆頭の魔人。中指のヤムザ。卑怯で残忍で、悪徳を極めたような性格で、氷結魔剣士の異名を持つ、五本指で最強の戦士。五本指の中で唯一自らクレイマンの配下となったが、命を捧げるほどの忠誠心は無い。書籍6巻において、ユーラザニア国へ侵攻したもののアルビスに敗れる。クレイマンの仕掛けた策によりカリュブディスの欠片に魂を取り込まれ、カリュブディスと化した本体もベニマルによって焼き尽くされて死亡する。
アダルマン
示指のアダルマン。元々は西方聖教会の枢機卿だったが、七曜の老師に嵌められてジスターヴの地で死亡する。友人ガドラの輪廻転生の魔法により仲間と共に死霊として蘇るが、ジスターヴを支配するカザリームにより、この地に束縛される。その後、千年もの間、この地の防御を担う死霊の王（ワイトキング）として過ごしてきた。書籍6巻において、クレイマンの拠点に侵攻したシュナに敗れるが、シュナの神聖魔法により束縛から解放され、彼女の「神」に興味を持ち、その手下となる。
九頭獣（ナインヘッド）
声 - 鈴代紗弓
母指の九頭獣。超稀少な最高位の妖狐だが、300歳と非常に幼い個体。20年前に帝国軍の妖魔郷殲滅作戦で故郷を失い、クレイマンに引き渡されて配下となる。書籍6巻において、魔王達の宴にクレイマンの護衛として随行してランガと対峙するものの、助けを求める自分の声に気が付いたリムルによりクレイマンの呪縛が解除され、魔国連邦へ移住する。
ミュウラン
声 - 種﨑敦美
薬指のミュウランと呼ばれる女性。元々は300年を生きる魔女であり、クレイマンの秘術により、人間から魔人となって若さと永遠の寿命を得た代償に、クレイマンに生殺与奪を握られる。
書籍5巻において、クレイマンに命じられて魔国連邦に潜入し、当初はただのバカと見ていたヨウムを愛するようになる。クレイマンからヨウムの身の危険を仄めかされたために、魔法不能領域の結界で首都リムルを覆い、ショウゴたちがシオンらを惨殺する手助けを行う。リムルに全てを告げた後、リムルから許され、リムルの手術によりクレイマンの呪縛からも解放される。シュナと協力して死者の魂が拡散しないように結界の維持に協力し、リムル（ラファエル）による反魂の秘術の目撃者となり、ヨウムをリムルと敵対させないように導くと心に誓う。書籍9巻において、 ファルメナス国王として即位したヨウムと結婚して王妃となり、ミュウ・ファルメナスと改名する。
ピローネ
小指のピローネと呼ばれる魔人。クレイマンに忠誠を誓っており、主に偵察任務を担う。魔国連邦とファルムス王国の戦争の偵察中に、ディアブロに見つかってしまい、ラーゼンの核撃魔法を自身に誘導されて抹殺される。
スピンオフ漫画「転生したらスライムだった件 クレイマンREVENGE」では詳細が描かれており、魔王レオンへの襲撃に利用した魔人ケーニッヒの姉貴分であり、ケーニッヒたちと共にクレイマンに拾われたことを恩義に感じて忠誠を誓っている。

ゲルミュッド
声 - 河西健吾
クレイマンの魔王種誕生計画のために雇われた魔人。傲慢な性格で自分より弱いと判断した者には横柄な態度を取る。自身が操られているとは気が付かずにリグルの兄、ガビル、豚頭帝ゲルドに名付けを行い、自身が魔王となることを目論んでいた。書籍2巻において、リムルたちの加勢により計画が大きく狂い、やむを得ず自ら前線に出向くが、最期は自身が育てた豚頭帝ゲルドに喰われて死亡する。

### 中庸道化連
神楽坂 優樹（ユウキ・カグラザカ）
中庸道化連の会長カザリームを復活させたことで、中庸道化連を率いる存在となった少年。東の帝国にある“三巨頭”の総帥でもある。

カザリーム / カガリ
声 - ボルケーノ太田（カザリーム）、石川由依（カガリ）
中庸道化連の会長。呪術王（カースロード）と称される1500年ほど生き延びた古き元魔王。生前は長耳族の超魔導大国の美しい姫だったが、狂った父王ジャヒルに殺害され、呪いで醜い男の妖死族として甦り、強力な妖死族を生み出す禁忌呪法を使用できるようになる。魔王になる前のミリムの怒りにより滅んだ国の復興を試みるが、混沌竜の襲来によって国は汚染され、国民は黒妖長耳族（ダークエルフ）へと変質する。再び放浪して安住の地を発見した後、同郷の者を死体に宿らせて妖死族として復活させて、魔王となるが、200年前に魔王を名乗ったレオンを襲撃して返り討ちとなり死亡する。星幽体として生き延びて、自身の復活のために10年前にユウキを召喚するが、ユウキに敗北して彼の肉体に憑依していた。
書籍6巻でユウキによりホムンクルスの身体に星幽体を移されて復活を果たし、ユウキをボスと認めて従い、表向きは自由組合の副総帥（サブマスター）を務める。肉体が脆弱な耳長族の女性だったため女言葉を使い、かつての能力を十全に使用できない。クレイマンの死を受け、レオンへの復讐を遂げるまでカザリームの名を封印して「カガリ」と名乗る。東の帝国に拠点を移した後、近藤に精神支配され、書籍15巻で妖死族を生み出すために自身の能力が利用されるが、近藤の死亡によりその支配から解除される。書籍18巻で生き残りを賭けミカエル陣営に留まり、妖死族の肉体に生まれ変わり、熾天使を自らに受肉させて妖天となる。書籍18巻でミカエルの指示でレオンと対峙するが、レオンの人柄に触れて言葉を交わしたことで、過去の自分を反省して和解する。フェルドウェイの策略によりかつての父王ジャヒルと再会することとなり、自身は生き延びるもティア以外の仲間を失い、自分を守ったティアも重症となったことで、魔国連邦に身を寄せることとなった。さらにギィとシルビアの証言からジャヒルがフットマンと同様に父親の肉体を乗っ取っていたのであり、自らの父親が狂っていたわけではなかったことを知り、呆然となるも、事実を受け止めた。
ラプラス
声 - 中井和哉
カザリームによって妖死族として生まれ変わった同郷の仲間の一人。前世はエルメシアの父であり、シルビアの夫である勇者サリオン・グリムワルトだが、その記憶をほぼ失っている。中庸道化連の副会長で享楽の道化（ワンダーピエロ）の異名を持つ、左右非対称の人を舐めたような仮面を被った道化。同族への仲間意識が高く、狡猾で用心深い性格。中庸道化連ではカザリームに次ぐ実力者で、精神魔法の使い手。自身曰く、特別製の妖死族であり、カザリームの命令を無視できる。関西弁で喋り、普段から胡散臭い言動が多いので、真面目な話でもなかなか他人に信用してもらえない。
作品の初期に、クレイマンの覚醒魔王への進化のために、仲間と共にジュラの大森林で裏工作を行う。書籍6巻では魔王達の宴と同時刻にルベリオス国へ潜入し、クレイマンの死を知り、友達である彼を侮辱したロイを瞬殺する。事前にクレイマンに忠告し、彼のらしくない行動に疑念を抱いていたが、書籍7巻では、悲しむ仲間の怒りが自分に向くように、態と「調子にのったクレイマンが悪い」と語る。書籍10巻のルベリオス国への襲撃では完全体となったルイに苦戦し、重傷のフットマンを連れて逃走する。書籍14巻では、魔国連邦との同盟のために連絡員を任され、東の帝国には不在だったためルドラや近藤による粛清を免れ、近藤に支配されてしまった仲間を救うためにリムルたちに心から協力を依頼する。ユウキたちがフェルドウェイたちに連れ去られた後はリムルたちと別行動を取っていたが、天使軍のエルドラドへの侵攻作戦の際にカガリによって呼び出され仲間と合流。かつての妻のシルビアとの再会や支配を脱したユウキとの連携で仲間たちを取り戻すことに成功するも、フェルドウェイによって目覚めさせられたジャヒルにフットマンを奪われ彼の攻撃から仲間たちを守り、ユウキと共に消滅する。しかし、ユウキと同様にしぶといので完全に死んだという確証はない。
クレイマン

フットマン
声 - 川田紳司
カザリームによって妖死族として生まれ変わった同郷の仲間の一人。中庸道化連の一員で、怒った道化（アングリーピエロ）の異名を持つ。当時のカザリームが未熟だっため、魂と力の配分に失敗してしまい、強大な力に呑まれて精神が未熟なままとなっている。波動や質量を意のままに増幅でき、莫大な運動エネルギーをぶつける攻撃を得意とし、戦闘での技量が高い。
作品の初期では、豚頭帝ゲルドの事件で暗躍して大鬼族の里を滅ぼしたりするなど、ティアらと共にジュラの大森林を混乱に導く実行役として動く。書籍6巻では、クレイマンの要請でユーラザニア国の戦場を監視していたが、因縁のあるゲルドらに発見されて戦闘となり、彼を圧倒する。書籍10巻のルベリオス国への襲撃ではギュンターと戦い、死にかける。カガリには逆らえない制約があることから、書籍15巻では、近藤に精神支配されたカガリの命令で東の帝国に致し方なく協力し、本気を出せないように敢えて理性を飛ばしてフォビオやバーンと戦う。
実はフェルドウェイの手でミリムに滅ぼされた超魔導大国の魔導大帝ジャヒルの“魂”が植え付けられており、エルドラドでの戦いの最中にフェルドウェイの合図でジャヒルに肉体を乗っ取られる。
ティア
声 - 本渡楓
カザリームによって妖死族として生まれ変わった同郷の仲間の一人。中庸道化連の一員で、涙目の道化（ティアドロップ） の異名を持つ女性。素早い動きを得意とし、特定条件下で全ての身体能力を3倍に引き上げるユニークスキル「楽天家（ムチナルモノ）」を持つ。フットマンと同様の理由で、精神は未熟である。
作品の初期、フットマンらと共にフォビオを扇動してカリュブディスを復活させたりするなど、ジュラの大森林に混乱を起こす。書籍6巻では、フットマンと共にユーラザニア国の戦場を監視していたが、カリュブディスの事件で騙したフォビオらに見つかり、彼を相手に戦い、接戦となるが仕止め切れないまま撤退する。書籍10巻のルベリオス国への襲撃では、隙を突いてクロノアを攻撃し、クロノアの注意をレオンに向けさせて両者を争わせる事に成功する。書籍15巻では、近藤に逆らえなかったため、極限まで本気を出さずにアンリエッタやゴブアと戦う。エルドラドでの戦いで、フットマンの肉体を乗っ取った魔導大帝ジャヒルによって重症を負わされてしまい、療養のためにカガリと主に魔国連邦に移った。また、治療のためにリムルに吸収されたクレイマンの情報子を移植される。
前世は姫だった頃のカザリームの侍女であったが、元々の名前も含め記憶はほとんど残っていない。

### シルトロッゾ王国 / ロッゾ一族
グランベル・ロッゾ
声 - 小野大輔
シルトロッゾ王国を束ねるロッゾ一族の長。西方諸国評議会の創設者かつ評議会を牛耳る五大老のまとめ役でもあり、自由組合にも影響力を有する人物。かつては、勇者の卵が孵った者にして光の勇者だった男であり、人の生存圏を守り抜くために1000年もの間戦った伝説的な人物であり、七曜の老師の長グランとなり人間社会を真に支配するためにルミナス教をも利用していた。
マリアベルの意を受けて経済による人間社会の支配を目指しており、目的が競合するリムルと強大になったヒナタの排除を目論み、ユウキやダムラダと共に裏工作を行うが、書籍9巻においてルミナスの介入により阻止され、七曜の老師としての立場を失う。書籍10巻では評議会の権力と一族の次世代を担うマリアベルを失い、将来に絶望する。書籍11巻において、人間社会を守る役割に疲れ果て、一時の社会的混乱の先にある不確かな希望に縋り、一族の総力を挙げて最後の賭けに出る。自身はユウキを利用したクロノアの復活とルミナスの討伐を試み、妻マリアの死霊蘇生（レイズデッド）に貯えたエネルギーで最盛期の若さを取り戻し、戦いの中で究極能力に覚醒するもののルミナスに敗北する。最期の時、最愛のマリアが死亡して以来綻んでいた健全な精神を取り戻し、ルミナスに看取られて希望を抱きながら消滅する。天魔大戦にてマサユキに宿ったルドラの権能によって生前の全盛期の姿で弟子のヒナタの前に現れ、また、ダムラダとも邂逅してかつてルドラの下にいたときの笑って語り合える関係を取り戻す。
ユニークスキル「不屈者（アキラメヌモノ）」を所持しており、ルミナスとの闘いの中でマリアとラズルの魂の力が昇華された結果、生命の根源、輪廻の輪を管理する為の天使系の究極能力「希望之王（サリエル）」へ進化する。最期には自身に宿った究極能力を世界の守護者であるクロノアに託す。
マリアベル・ロッゾ
声 - 水瀬いのり
元は欧州の支配者として君臨した異世界人であり、シルトロッゾ国の姫として生まれた十歳にも満たない少女。多数の者を精神支配して操り、かつて金融市場を操った知識と技術を用いてこの世界の支配を志向する、ロッゾ一族のNo.2の地位を占める人物。グランベルの妻であるマリア・ロッゾの転生体でもあるが、人格は別物である。
魔国連邦の開国祭でリムルや街を観察した後、リムルの狙いと強大な力を確信し、経済社会のルールを決める唯一の立場になれないという観点から、リムルとの協力と敵対を否定し、五大老やユウキを操りリムルの排除または無害化を検討する。書籍9巻ではミューゼを利用したリムルに恩を売る企みが失敗し、書籍10巻ではギャバンを利用したリムルの政治的失脚を狙う企みも失敗する。ついに一族の切り札である混沌竜を繰り出し、自ら出向いてリムルの支配を試みるが、ユウキに裏切られて殺害される。
ユニークスキル「強欲者（グリード）」を所持し、相手の欲望に干渉して精神支配する能力を持ち、生者の本能を反転させて死に至らしめる攻撃能力も有する。精神支配の強度は相手の欲望の強さと接触の頻度が関係し、欲望が小さく頻繁に会えない相手への支配は弱い。
ミューゼ
ガストン王国の公爵。書籍9巻の魔国連邦の開国祭において、グランベルに唆されて、小売商たちを操り魔国連邦に現金不足を起こし、これに助け舟を出してリムルに恩を売る企てを実行するが、リムルがガゼルやエルメシアの協力を得て現金の調達に成功したために計画は失敗する。その後、取引の場に集められた記者によりこの顛末を記事に書かれて失脚し、グレンダにより暗殺される。
ラズル
グランベルが名付けをした蟲型魔人。グランベルが全盛期だったころの相棒で、彼の1000年頼の友人。魔法と物理の両方に耐性を持つ強固な外骨格を持ち、大陸北方から来襲する悪魔への備えとしてイングラシア王国のシードルが治める領地を守護する。
書籍11巻でグランベルと共にルベリオス国の襲撃に参加し、単独でシオンとランガを同時に相手取り、当初は圧倒したが、戦いの中で成長したシオンに敗れて死亡し、その魂のエネルギーはグランベルに究極能力を覚醒させる。
五大老
ギャバン
イングラシア王国の伯爵。書籍10巻のリムルが参加する西方諸国評議会において、買収による多数派工作を行い、自国のエルリック王子を唆してリムル討伐の決議を強引に図るものの、マリアベルの精神支配が解除されて良識を取り戻した議員たちの賛同を得られずに失敗に終わる。エルリック王子の暗殺が防がれた後、王子により主犯であることが評議会議員の眼前で暴露され、イングラシア王国の魔法審問官に拘束されて、密やかに処分される。
ヨハン・ロスティア
ロスティア王国の公爵。書籍10巻では評議会におけるギャバンの暴挙を非難する側に回り、彼の言い逃れを封じる。これは、魔法審問官の実力把握とリムルの信用を得ることを目的とした、ギャバンたちを犠牲とするマリアベルの企みだったが、エルリック王子の暗殺失敗とグレンダの捕縛により、その思惑は破綻する。書籍11巻でグランベルの覚悟を知り、これが最後となる覚悟の上で、自身はイングラシア王国の防衛結界を破壊して評議会の中枢を皆殺しにする役割を引き受ける。評議会の場においてテスタロッサに魔法通話が探知されたが、願いに応じたミザリーにより防衛結界の破壊には成功する。しかし、テスタロッサとの戦いを避けたミザリーがそのまま帰還したため計画は失敗し、最期は、グランベルの最後の頼みを果たせなかった失意の中、魔法審問官に連行され密やかに処分される。
シードル
イングラシア王国の辺境伯。書籍11巻においてグランベルの覚悟を知り、自身は大陸北方の防衛を破棄し、ラズルをグランベルの下に向かわせると共に北の悪魔たちを西方諸国に引き入れる役割を担う。
ドラン
ドラン将王国の国王。書籍11巻においてグランベルの覚悟を知り、世界の混乱が収まった後に人間社会を復興させ、ロッゾ一族を絶やさないために生き残る選択をし、グランベルと仲間の今生の別れを察して涙する。
その後、この世の覇者となるであろうリムルと世界へ絶大なる影響力を有するエルメシアが手を組んだことを知り、一族の生き残りのために彼等に与することを決意、エルメシアが筆頭株主の西方総合商社に一族と共に参画し、代表取締役として息子のフィガロが務める体制が構築される。

### 黄金郷エルドラド
レオン・クロムウェル
声 - 福山潤
新興勢力の魔王であり、白金の剣士（プラチナムセイバー）の二つ名を持つ。300年前に異世界からクロエと共に転生した元人間であり、勇者として活動していたころにエルメシアと知り合い、200年前にカザリームを打倒して魔王に就任し、黄金郷（エルドラド）を領地とする。外見は長い金髪が目立つ女性のような顔立ちの美丈夫。混ざり合う全ての法則を選り分けて干渉防止を行い、純粋なエネルギーを選別する大規模殲滅に特化した天使系究極能力「純潔之王（メタトロン）」を所有しており、最強の神聖魔法“霊子崩壊”をも自在に操り触れるモノ全てを崩壊させることも可能。その実力からギィから友として認められているが、ヴェルザードとは仲が悪い。
異世界に転移した直後に行方不明になった幼馴染みのクロエを捜すために、悪行と理解しながらこの世界に現れた異世界人の子供を集めており、シズの召喚もその一環である。西側諸国にも特定人物の召喚方法を広めるために、東の商人や中庸道化連とも取引をする。書籍6巻の魔王達の宴でリムルと出会い、シズの最期の願いを伝えられる。書籍11巻でティアからクロエの情報を得てルベリオス国を訪れ、リムルとの敵対を誘導するグランベルの罠を見抜いたリムルの意図を察し、リムルを信じて剣を交わす中でクロエと邂逅する。時間遡行した彼女の消失に一度は呆然とするものの、リムルとルミナスに協力してクロエとの再会を果たす。書籍12巻でクロエから何が起こったかの説明を受ける。
幼馴染のクロエを最愛の女性と認識しているが、肝心のクロエからは全く相手にされていない。勇者になる以前の子供時代を知るラミリスからよく揶揄されるので苦手とする。エルメシアからは無口すぎる上に融通が利かず、誰にも本心を打ち明けずに全ての業を自分で背負おうとすると評され、リムルからもマサユキとは逆で周囲から誤解を受けやすいタイプと評価されており、クロエに相手にされない不憫について同情されている。
クロード
黒騎士卿と呼ばれる黄金郷エルドラド最強とされるレオンの側近。同僚のアルロスと共にギィと面識がある。シズの剣の師匠でもある。
アルロス
銀騎士卿と呼ばれるレオンの配下筆頭。

### 白氷宮
ギィ・クリムゾン
声 - 石田彰
最古の魔王であり、暗黒皇帝（ロード・オブ・ダークネス）の二つ名を持つ悪魔族。元は原初の悪魔の一人であり、原初の赤（ルージュ）とも呼ばれ、外見は妖艶な赤髪を持つ艶のある美丈夫である。数万年前に召喚され、自身を召喚した国とその敵対する国を滅亡させ、その際に大量の魂を得て覚醒進化する。その後、創造主であるヴェルダナーヴァに挑むものの惨敗し、彼から依頼されて世界と人間を管理する調停者の役割を引き受け、魔王を名乗る。白氷宮に居を構え、北方の大陸を支配しており、小競り合いする国を滅ぼしたりするが、人間を可愛いと思っており、人間の敵でもなく味方でもない立場にある。
勇者として自らの討伐に訪れたルドラと出会い、彼を気に入って親友となった後、お互いに直接戦わずに手駒だけで相手に勝つというゲームを2000年以上続けるが、野望のために壊れてゆくルドラを見届けることしかできず、ゲームの決着を先延ばしにしていた。書籍6巻の魔王達の宴においてリムルと出会い、書籍11巻でかつて自身と引き分けたディアブロと邂逅し、原初の悪魔4名がリムルの配下に就いたと知り、リムルに興味と脅威を抱く。書籍12巻でリムルと直接対談し、リムルの理想に理解を示して西側諸国の管理をリムルに任せる。書籍14巻ではリムルに最後の希望を託して東の帝国と戦うように要請し、書籍16巻でルドラの死を感じ取って涙を流す。
魔王になると決意した心を具現化した大罪系ユニークスキル「傲慢者（プライド）」を獲得し、ヴェルザードとの戦いを経て悪魔系究極能力「傲慢之王（ルシファー）」に覚醒する。かつては暴れ回るヴェルドラを殺害したこともあり、大昔に暴走するミリムと7日間互角に渡り合った事もある。そして、未来のある時間軸では暴走したクロノアを始末しており、ミリムと並び作品世界における最強の人物の一人として描かれている。
ヴェルザード

ミザリー
声 - 広瀬ゆうき
元は原初の悪魔の一人である原初の緑（ヴェール）。太古の昔、レインと共にギィに挑んで敗北し、ギィが受肉した際に雑用を任せるために召喚され、名を与えられて悪魔公へ進化してギィに忠実なメイドとなる。外見は緑髪の美女で、暗紅色のメイド服を身に着けている。名前の由来は「苦痛に歪む人間の表情」。
勘が鋭く、仕事熱心でまめな性格。レインのいい加減さには呆れる事も多いが、同僚として信頼している。実は同僚であるレインに対して無自覚に甘やかす傾向があり、その点にて自らの副官のカーンよりもレインの副官であるミソラと気が合っている。レインを甘やかす部分についてギィに苦言を呈されるも、無自覚かつレインの行動が結果的にいい方向に転がる傾向も相まって完全にレインの太鼓持ちと化しており、ギィに呆れられる。書籍6巻では魔王達の宴に参加するリムルたちを出迎え、白氷宮に帰ってくるなり「クレイマンは死ぬ」という予想をレインに伝える。書籍11巻ではギィの命により王都で暴れるために、自身の配下である緑の使徒による召喚に応えて西方諸国評議会に乱入し、テスタロッサと邂逅する。彼女がリムルの配下となり名を授けられたことを知り、直ぐに撤退してその情報をギィに伝え、ディアブロを初めとする原初たちを配下にしたリムルに一目置くようになる。書籍14巻ではギィと共に魔国連邦を訪れ、シュナのケーキを気に入ったギィの命により彼女からレシピを提供されると共に、リムルから魂を授与されて悪魔王へ覚醒進化し、リムルに感謝の意を示す。
カーン 
ミザリー配下の悪魔族。ミザリーの配下筆頭であり、書籍6巻でのギィとレオンの会合時点では上位魔将だったが、書籍18巻時点で主のミザリーの覚醒に伴い侯爵級の悪魔公となっている。性格は普段は冷静なまとめ役であるが忍耐力に関しては同僚のミソラには及ばない。そのため、レインに振り回されているミソラに畏敬の念を抱いている。
天魔大戦においてエルドラドに侵攻してきた天使軍たちと交戦し、レオン配下のオキシアンと共に妖天となったアリオスと交戦。自分たちを力を試すための練習台として弄ぶアリオスに激しい怒りを覚えながら悪魔の特性を生かして「死」によってこの場を逃れようとするが、救援に駆け付けたソウエイによって事なきを得る。その後、ギィとリムルたちとの話し合いで戦闘中に宴会を開いていたミザリーたちが罰を受けてる際、処罰を覚悟でギィにミザリーの赦しを嘆願。ミザリー本人には叱責されるも、ギィからは自分に直言できるようになったことを讃えられる。
レイン
声 - 幸村恵理
元は原初の悪魔の一人である原初の青（ブルー）。太古の昔、ミザリーと共にギィに挑んで敗北し、ギィに召喚されて名を与えられ、悪魔公へ進化してギィに忠実なメイドとなる。外見は青髪の美女で、暗紅色のメイド服を身に着けている。名前の由来は「血の雨」。書籍17巻の第4話では語り部を務める。
書籍6巻の魔王達の宴では会議の進行役を担い、書籍11巻ではディアブロと戦うものの圧倒され、リムルが彼に加えてテスタロッサやウルティマ、カレラを配下にしたと知り、リムルを自身の警戒すべき者リストのトップに据える。元々のスライム好きもあり、有能そうなリムルに好感も抱いていたが、書籍14巻で魔国連邦を訪れて、リムルの丁寧な対応や気配りから彼への好感度がアップし、自身を悪魔王へ覚醒進化させてくれたリムルに驚き、協力を惜しまないと誓う。
ギィの前では取り繕っているが、本質は自己中心的な性格で末っ子気質。書籍17巻では、怠惰でいい加減な性格や、ギィが困るのを見て内心楽しんだり、常に勝ち組でいたいという思いや、特技の抽象画を描いてモデルのミザリーを怒らせて楽しんだり、極寒の白氷宮で「結界」の中だけ常夏モードにしてバカンス気分を味わう趣味が語られている。また、ギィと引き分けたディアブロに苦手意識を持ち、はた迷惑な吸血鬼の神祖やさぼり癖のあるディーノを内心で酷評する一方で、ルミナスやラミリスに敬意を払っている内心が語られている。
ミソラ 
レイン配下の悪魔族。レインの配下筆頭であり、書籍6巻でのギィとレオンの会合時点では上位魔将だったが、書籍18巻時点で主のレインの覚醒に伴い公爵級の悪魔公となっている。テスタロッサ配下のモスとはもともと同じ公爵級であったが、実力面ではモスに及ばず、そのためか主の覚醒により大公級となったモスと違い、階級は公爵のままである。主であるレインに振り回される苦労人であるが、本人は主であるレインを溺愛しており、それを見たリムルからはラミリスを甘やかすトレイニーと同類と評された。
天魔大戦ではエルドラドにてレオン配下のメーテルと同じ悪魔公の4柱と共にヴェガと交戦。圧倒的な力の前に何とか戦線を維持していた。救援に駆け付けたランガによって生き残るも、自分たちを一方的に蹂躙したヴェガを単身で容易く撤退させたランガの実力とその主であるリムルに畏敬の念を抱いた。
スコール、ウルリッヒ、アルバン、ゲオルグ
ミザリーとレイン配下の悪魔族。書籍6巻でのギィとレオンの会合時点では上位魔将だったが、書籍18巻時点でミザリーたちの覚醒に伴い悪魔公となっている。
天魔大戦においてはミソラと共にヴェガと交戦していた。
アイビー 
レイン配下の悪魔族。本編には未登場でスピンオフのクレイマンＲＥＶＥＮＧＥに登場。イングラシア王国にて侯爵の地位についている。悪魔としての階級は不明だが上位魔将であることは判明している。

### 聖虚ダマルガニア
ダグリュール
声 - 小山力也
種族：巨人族（ジャイアント）
大きな体を持つ巨人族で、第2世代の古き魔王の一人。“不毛の大地”と呼ばれる荒野を挟んでルベリオスと接する大陸最西部を支配領域としており、領土的野心を持っている。そのためルミナスとは勢力争いを行っており、ワルプルギスでも互いに牽制しあうなど仲は悪いが、険悪というほどでもなく、互いを認め合っている部分もある。
聖なる属性を身に纏うため魔王種は有していないが、“竜種”と互角の異常に膨大な魔素量を誇る。戦闘力も高く、ヴェルドラと何度も戦っているが未だに決着がついていない。戦闘力だけではなく冷静な判断力を持ち、物静かな人格者でもある。
暴走したミリムがギィと戦った際の被害を食い止める為に尽力したが、大地への影響を阻止できず支配地は不毛の大地へと変わり果ててしまう。現代まで大破壊の後始末に追われ、砂漠化の進行速度を遅らせているが、その作業が忙しく人類の管理までは手が回らない。
後に騒動を起こした3人の息子ダグラ、リューラ、デブラを修行のため首都リムルへと向かわせた。
書籍18巻ではギィの呼び出しで開催されたワルプルギスに参加した際に天魔大戦の始まりを予期し、天魔大戦がルドラの権能によって起こされていることを明かす。ギィの要請によってリムルの配下が各魔王勢力に派遣されることとなった際にリムルが原初の悪魔三人娘を配下にしたと聞き激しく驚愕し、原初の黄ことカレラが派遣されると聞くや、全力で拒否した。その意見はギィやレオンの賛同により受け入れられたが、代わりに原初の紫であるウルティマが派遣されることとなり、彼女の支配領域が自国と重なっていた経験から彼女のことも拒否しようとしたが、そちらは逆にギィがリムル側に賛同したため、不安を抱えながらも受け入れることとなった。

### 東の帝国
ルドラ・ナム・ウル・ナスカ
東の帝国・ナスカ・ナムリウム・ウルメリア東方連合統一帝国の皇帝であり、ミリムの叔父に当たる。かつてヴェルダナーヴァを師とし、始まりの勇者となった人物。人間が幸せに暮らせる統一国家を作るという理想を持ち、妹ルシアと恋人のヴェルグリンドを相棒として師に認めてられていたギィに2000年以上も戦いを挑み、互いに好敵手となる。妹ルシアと子を為したヴェルダナーヴァを安心させたいとの想いから、互いに直接手は出さず配下を競わせるゲームを行っていたが、敵国のテロでヴァルダナーヴァとルシアを殺害され人の醜さを突きつけられる。
ヴェルダナーヴァから譲られた指揮系統に特化した天使系最強の究極能力「正義之王（ミカエル）」により支配の能力を保有し、自我と記憶および竜種に匹敵する力を自らの子に継承させてきたが、転生を繰り返すたびに魂が磨耗してゆき、理想や聖なる力を消失して勇者の資格を失い、ゲームの勝利にのみ執着するようになる。軍を鍛え上げてから脅威に晒し、100万の犠牲が出ようと1人でも覚醒した手駒が集まれば釣り合うという考えのもと大規模な戦争を取り続けており、ついに書籍12巻で魔国連邦との開戦に踏み切る。計画に反して魔国連邦に軍勢が全滅させられたため、ヴェルグリンドと共にヴェルドラの確保を試みるが怒り心頭のリムルに反撃され、近衛騎士団のひとけた数字もリムルの配下に倒される中で相棒たるヴェルグリンドの並列存在から竜の因子と権能を強奪する。
魔国連邦との戦争中には、既にルドラはミカエルに取って代わられており、最期に残ったルドラの魂はフェルドウェイに攻撃されたヴェルグリンドの並行存在を守るように彼女と共に時空転送される。時空を渡ったヴェルグリンドにより魂の欠片が集められ、究極能力に覚醒したマサユキにルドラの散り散りになった魂が結実する。一方、ルドラの肉体は、フェルドウェイと共にヴェルダナーヴァが生まれた天星宮に転移し、天使たちと蟲魔族らの侵略勢力の総大将として行動を開始する。のちにマサユキが獲得した権能により、転生体であるマサユキに全盛期の力と人格が宿る形で一時的な復活を果たす。
ミカエル
本来はヴェルダナーヴァが所有していた究極能力だが、支配の力を嫌った彼がルドラの「誓約之王」と交換してルドラのものとなる。竜種を含む意志ある者を支配する能力、支配した対象の能力を自在に操る権能、天使系の究極能力に対し絶対支配を行う権能を持ち、臣民や配下の忠誠心を源に破壊不可能な常時発動型の防御結界を展開する能力もある。さらに、聖人へと至った人間に究極付与を与える能力「代行権利（オルタナティブ）」を持ち、限定的とはいえ究極能力の所有者を量産できる。また、制御が難しいものの、全てを滅ぼす天使軍団を召喚するという切り札「天使之軍勢（ハルマゲドン）」も存在する。
ヴェルグリンド

カリギュリオ
機甲軍団を率いる軍団長であり、階級は大将。下級貴族から男爵家へ婿入りしたが、当時の妻に裏切られ、薬を盛られて左目を失明して放逐される。その時の怒りと憎しみを原動力に出世を目指し、ミニッツやカンザスを味方に付けて30代半ば過ぎで軍団長となる。書籍17巻の第3話では主役を務め、敗戦後の東の帝国における「激動の日々」が描かれる。
策と必勝に拘る軍人らしい性格だが、損失を厭わない強欲さを持ち、書籍12巻では、迷宮の価値に目が眩んで魔国連邦の実力を過小評価し、戦争に反対するガドラを批判して開戦をルドラに強弁する。書籍13巻で70万の軍勢を指揮して魔国連邦へ侵攻するが、自身を残して全滅する。その絶望から聖人へと覚醒するものの、目覚めたばかりの力を使いこなすせずにディアブロに殺害される。その後、70万程の部下と共にリムルに蘇生されて捕虜となった後、リムルの実力を実感し、自身の失策を部下に謝罪すると共に、バーニィからこの戦争におけるルドラの真の目的を知らされる。リムルに感謝すら抱いて協力を申し入れ、魔国連邦への滞在を願い出る。書籍16巻では、魔国連邦の迷宮でルドラと瓜二つなマサユキに敬意を抱き、彼を襲撃したコルヌから身を挺してマサユキを守り抜く姿が描かれる。コルヌらを撃退した後、マサユキがルドラの転生者であると知り、新たな皇帝としてマサユキを仰ぎ、東の帝国の再興に尽力する。
戦後は、三大軍団長の唯一の生き残りであるため、軍の大将職と軍務大臣を兼任する。テスタロッサとモスの調査により元妻の裏切りが陰謀に基づく誤解であると知らされ、陰謀の首謀者を捕らえた後、元妻との復縁を果たす。
ミニッツ
機甲軍団の少将であり、カリギュリオの腹心の部下。侯爵家の出身でありながら、自分の才覚だけで勝負したいと軍に入った変わり者。書籍13巻で、精鋭部隊の指揮官として迷宮に突入し、アピトを相打ちに近い形で倒して生き残ったクリシュナたちと合流するが、ゼギオンに瞬殺される。リムルに蘇生された後、想像を絶する強者がいる事を身をもって知れて満足しており、特にリムルたちに恨みは抱いていない。マサユキを即位させるための会議で目立ってしまったため、リムルからマサユキの相談相手に任命される。
戦後は、貴族達への根回しを担当し、新体制では宰相職を任される。現侯爵である弟とは不仲だったが、モスの調査から、尊敬する兄に侯爵家を譲られて拗ねており、責任感に押し潰されないよう表面上反発していたことわかり、その事実が伝えられる。
カンザス
ミニッツ直属の叩き上げの軍人であり、カリギュリオの腹心の部下。20年前の妖魔郷殲滅作戦を成功させた英雄であり、クマラにとっては故郷を滅ぼし自分をクレイマンに売り飛ばした仇である。書籍13巻で精鋭部隊の一人として迷宮に突入してクマラと対峙し、先代の九頭獣を使役して戦闘経験の少ないクマラの尾獣を圧倒したが、尾獣を統合したクマラには敵わず切り刻まれて死亡する。恐怖で心核が壊れたため、蘇生に失敗する。
ガスター
機甲軍団の魔導戦車師団を率いる中将。書籍13巻で20万の軍勢と2000台の魔導戦車を指揮してドワルゴンを攻めてゴブタが率いる第一軍団と激突するが、ランガと同一化した彼の力により部隊は壊滅し、テスタロッサの相手を近衛騎士団のデイビスらに任せて撤退を図るが、本気を出した彼女に瞬殺される。
ファラガ
機甲軍団の空戦飛行師団を率いる少将。ガドラの弟子の一人で魔導師だが師を裏切ってカリギュリオに忠誠を誓う。書籍13巻で4万の兵士と100隻の飛行船を率いてドワルゴンに空から侵攻し、ガビルが率いる飛竜衆と交戦するが、その最中に艦橋に乗り込んできたウルティマに部下を全滅させられ、自身は彼女の核撃魔法を浴びて飛行船もろとも蒸発する。戦後、蘇生は叶わなかった。
ザムド
機甲軍団の少将。飛行船300隻を指揮して魔獣軍団3万名を大陸中央まで輸送する任務に就いたが、書籍15巻で突如作戦が変更され、ルドラが乗艦し、ヴェルグリンドによってドワルゴンへ転移させられる。戦いの中、テスタロッサの魔死光線を浴びて肉体ごと消滅するものの、戦後、カリギュリオからの助命嘆願により蘇生される。リムルが語った世界の空を支配する計画に感化され、自ら協力を申し出て迷宮内の飛行船改良場で働く。

グラディム
魔獣軍団を率いる軍団長であり、階級は大将。カリオンの腹違いの兄に当たる獣人族であり、かつて自分勝手が過ぎて前王に王位継承権を剥奪され、逆恨みで前王を弑逆するが、弟らの手でユーラザニア国を追放される。300年ほど前に東の帝国に身を寄せ、愚連隊の真似事をしていたが、300年前に討伐軍に敗れてルドラの配下となる。いつか元帥を倒し、皇帝を弑逆して国を乗っ取るという野望を抱いている。
3万名の魔獣軍団を率いており、その構成員は魔法と異界の知識を組み合わせた人為的な英雄と彼等が従える魔獣から成る。また、成功率は1%だが、特殊投与能力（メディカルスキル）により人魔一体となった人造合成獣（バトルキマイラ）となる「獣魔合身（ザ・ビースト）」を切り札とする。魔国連邦との戦争ではイングラシア王都を攻める役割を担い、飛行船により大陸中央に向かっていたが、書籍15巻でヴェルグリンドによってドワルゴンへ強制転移させられ、魔国連邦とドワルゴン国の幹部と対峙する。自身はガゼルの討伐を狙ったが、ガビルに邪魔されて援軍に駆け付けたカリオンと対峙する。相手の実力の高さから「獣魔合身」を配下に命じたが、図らずも副作用で死亡した配下たちから大量の魂を得たために魔王種への進化が始まってしまい、耐えがたい眠気に襲われた隙をつかれてカリオンに倒されて死亡する。
ナジム
朱雀の異名を持つ魔獣軍団の三将。フルブロシア国出身の有翼族の変異種であり、フレイの双子の姉妹に当たるが、国から追放されてグラディムに拾われて配下となる。実力は魔王種への進化が間近な程であり、書籍15巻ではソーカをいたぶっていたが、救援に現れたフレイと対峙し、女王として有翼族からの攻撃を無効化するフレイの特性に為す術もなく倒されて死亡する。
バラガ
青龍の異名を持つ魔獣軍団の三将であり、上位龍族の水撃竜（ウォータードラゴン）を従える。書籍15巻ではガビルに完敗するものの、「獣魔合身」化してグラディムと共に彼を追い詰める。グラディムとナジムが殺されたことで激昂し、仲間を吸収して人為的に覚醒魔王級の力を得たが、究極贈与を得たガビルに回復能力を奪われて死亡する。
ゴウザリン
玄武の異名を持つ魔獣軍団の三将。岩妖精（ローレライ）を従える異民族の巫女であり、魔術を得意とする。書籍15巻では「獣魔合身」によって聖人に準ずる力を得て、一度はガドラを自爆にまで追い詰めたが、金属性悪魔族に転生して究極贈与を得た彼に敗れて死亡する。

ユウキ・カグラザカ（神楽坂 優樹）
混成軍団を率いる軍団長であり、階級は大将。
三巨頭
ダムラダ
声 - 浪川大輔
東の帝国における犯罪組織である三巨頭の頭領であり、金のダムラダの異名を持つ。物語序盤で東の商人と呼ばれる人物。 ユウキをボスと仰いで中庸道化連と協力してファルムス王国に偽情報を流したり、リムルがシズを殺したという誤情報をヒナタに流したり、グランベルと組んで再びリムルとヒナタの対決を後押しするが、狡猾なユウキの指示によるこれらの謀略を悉く退けたリムルに対して警戒心を抱く。その正体は近衛騎士団の副団長。
ミーシャ
女のミーシャの異名を持つ三巨頭の一人。女性の魅力を駆使して男を籠絡するのが得意。ユウキからカリギュリオの籠絡を任され、機甲軍団に同行して戦況を監視していたが、部隊の敗北が確実となりバーニィとジウに護衛されて撤退する。撤退中にディアブロに捕縛されたが、ユウキの配下であるため見逃されて帰国する。書籍14巻でクーデターの準備中に近藤に暗殺され、仲間の情報を抜き出される。
ヴェガ
力のヴェガの異名を持つ三巨頭の一人。イングラシア国の王都出身であり、魔物を取り込み過ぎた父の影響で異端として誕生し、ユニークスキル「悪食者（イヤシイモノ）」により人間を含む様々なものを喰ったため討伐対象となりユウキに捕獲され、戦闘の実力を惜しんだユウキにより帝国へ送られ、ダムラダから教育を受ける。獣以上に本能に忠実であり、ユウキの強さを認めて従っているだけであり忠誠はない。ただし、利害関係や実力差などを全く計算できないため、仲間から頭が悪すぎると評される。
ユウキの命で魔獣軍団の監視のために部隊に同行し、グラディムと三将たちの死体を喰らい自身の強化を図る。さらに覚醒のための眠りに落ちたカリオンやフレイを狙うがラプラスに叩きのめされ、ラプラスに従ってカガリらの救出に向かいフェルドウェイと対峙する。ミカエルに支配されたユウキからラプラスの討伐を命じられて彼を攻撃するものの圧倒されるが、ディアブロの介入によりユウキやフェルドウェイと共に戦場から転移する。
一時はザラリオ配下の元座天使で上級下位“将官”級妖魔族グノムの受肉に利用されたが、細胞1つ1つにまで染み込んだ貪欲さに影響されてグノムの人格が変質してしまい、ザラリオによってその人格を消去された事でヴェガとしての意識が戻る。さらに「天使之軍勢」で召喚された熾天使まで喰らった事で「悪喰者」は究極能力「邪龍之王（アジ・ダハーカ）」に進化する。

ガドラ
親友アダルマンの仇である七曜の老師を討つために、帝国随一の大魔法使いとなり、魔法軍団の軍団長まで登り詰めたが、魔法戦闘の地位低下により機甲軍団の技術顧問という名誉職に就く。これまで、自身の目的のために西側への戦争を煽っており、東の帝国の覇権主義を後押ししていた。
ユウキを軍団長に推薦したために親交があり、彼のクーデター計画も知っている。かつての弟子ラーゼンからの情報と迷宮に派遣したシンジたちから得た情報から魔国連邦の脅威を実感する。また、七曜の老師が死亡したという情報から帝国に残る意味を失い、魔国連邦への亡命をリムルへ願い出て、アダルマンとの再会も果たす。国へ戻り、最後の奉公として戦争を止めるために皇帝への忠言を試みるものの、謁見の直前に近藤に操られたダムラダに暗殺される。しかし、死の間際に緊急用の脱出魔法を発動して、魔国連邦の迷宮にて復活を果たす。
シンジ・タニムラ（谷村 真治）

近衛騎士団（インペリアルガーディアン）
近藤 達也（タツヤ・コンドウ）
ひとけた数字の序列1位であり、近衛騎士団の団長を務める聖人。帝国情報局局長でもあり情報に巣食う怪人と呼ばれる。元は異世界の軍人であり、70年前に妖魔族に乗っ取られた敵艦隊に特攻し、死の間際にこの世界に転生する。この世界ではルドラに心から忠誠を誓い、彼と国に徒なす者を全て敵と見なす。ルドラから友と思われており、自身が理想を見失った時は殺して欲しいと頼まれていた。
冷徹な合理主義者であり非道な手段も厭わないが、剣技には私情を挟む場合もある。国内外で情報局として暗躍しており、書籍14巻では、ミーシャから情報を得てユウキのクーデターについて確信して、ダムラダを操りユウキの殲滅を画策し、自身はカガリらを制圧して精神支配する。書籍15巻では戦争の現場に参戦し、剣技の同門にあたるハクロウとガゼルを無力化する。ヴェルドラに神滅弾を打ち込み、ルドラによるヴェルドラの支配を支援するが、八門堅陣の戦いでカレラとアゲーラのコンビに敗北する。死に際にルドラとの約束を思い出し、自身がミカエルの支配下に置かれていたことを悟り、カレラに自身の技とルドラとの約束を託して死亡する。
荒木白夜の弟が伝えた朧心命流の達人であり、軍刀と自動拳銃を武器とする。対象の思念思考を読み取るユニークスキル「解読者（ヨミトクモノ）」を持ち、戦いを司る天使系の究極能力「断罪之王（サンダルフォン）」も保有し、ルドラの「代行権利」により撃った他者を操る支配の呪弾（ドミニオンブレット）を使用できる。「断罪之王（サンダルフォン）」はカレラに託され、彼女の「死滅之王」に統合される。
ダムラダ
ひとけた数字の序列2位であり、近衛騎士団の副団長を務める。拳聖の異名を持つ2000年以上生きる聖人であり、近藤の前には団長を務め、彼よりも長くルドラに仕えた。正気が残っていたころのルドラから、自身が自分を失ったら殺すように命令される。また「自分を殺せる者を探す」という勅命も受けており、その候補に成り得るユウキをボスと認め、彼の野望に協力する。物語序盤において西側諸国周辺で暗躍する東の商人の正体でもある。
配下の事を信じず石橋を叩いて渡るような慎重な性格。書籍14巻において生き延びたガドラからの情報によりルドラ側の人物であると露見するが、それでもユウキに忠誠を向けると語り、仲間として信任される。その後、ユウキとの繋がりが近藤に露見し、近藤から精神支配されてユウキと対峙する。ユウキにより精神支配は解除されるものの、戦いの場にルドラが現れルドラによるユウキの支配を受け入れる。状況が急変して考える余裕が無い中、書籍15巻の八門堅陣の戦いでウルティマと対峙し、格闘戦の末に致命傷を負い、自分の技と魂を代価にルドラを弑し、かつマサユキを守るようウルティマに頼み絶命する。のちに天魔大戦にて、マサユキに宿ったルドラによって召喚され、ルドラに砕けた口調で話したり、かつての同志だったグランベルと軽口を叩きあい、かつての仇敵だったモスとも共闘する。
対人、対個体相手に無手の技量を鍛え上げており、臨機応変に無駄なく対応する技を持つ。ルドラの「代行権利」によって、如何なる精神攻撃をも無効化する心理防壁とあらゆる防御を貫く物理破壊の力が与えられているが、近藤の精神支配が「代行権利」よりも上位である彼自身の究極能力に基づく能力のために有効に働く。
グラニート
ひとけた数字の序列3位であり、四騎士の長を務める。ルドラの「代行権利」により究極能力以外の相手の戦闘能力を見極める能力を保有し、帝国の礎を築いた立役者であり軍師の異名を持つ。書籍15巻の八門堅陣の戦いではベニマルと対峙し、彼を自軍に勧誘するが拒絶され、格下と侮って長話したのが仇となり、究極能力に覚醒したベニマルに倒されて死亡する。
ガードナー
ひとけた数字の序列4位であり、四騎士の一人。ルドラの「代行権利」により「並列存在」の能力を保有する。書籍15巻の八門堅陣の戦いではソウエイと対峙し、抵抗力を奪った敵を命乞いさせながらいたぶることを好む性格が仇となり、戦闘中に究極贈与に覚醒した彼に敗北して死亡する。
ガルシア
ひとけた数字の序列5位であり、四騎士の一人。ルドラの「代行権利」により敵を罵るだけで肉体が強化される能力を保有する。書籍15巻の八門堅陣の戦いではアゲーラ、エスプリ、ゾンダと対峙し、能力発動のためにリムルを嘲ったためリムルの配下全員の逆鱗に触れる。戦闘中に究極贈与を得たアゲーラとエスプリのコンビに木っ端微塵にされて死亡し、その魂もウルティマにより1000年の苦しみを与えられる。
ミナザ
ひとけた数字の序列6位であり、四騎士の一人。蟲型魔人の女性であり、ルドラ（ミカエル）が蟲魔族と同盟を成立させた際に蟲魔王ゼラヌスから派遣された。自身が生み出した蟲型魔獣の死骸を喰らうことで何度も再生できる能力を持ち、さらにルドラの「代行権利」によってその再誕時間を短縮している。書籍15巻の八門堅陣の戦いではシオンと対峙し、戦闘中に闘霊鬼へ進化した彼女に敗れて死亡し、死に際に蟲魔王の存在をシオンに伝える。
バーニィ
ひとけた数字の序列7位。アメリカ出身の異世界人であり、45歳、イングラシア学院の卒業生。ユウキの紹介で魔法使いと称してマサユキの仲間の一員となるが、もともとはルドラと瓜二つの容姿を持つマサユキを守るようにダムラダから密かに命じられていた一人。
ルドラの「代行権利」によりユニークスキルに対する絶対的な優位性と自己の権能の完全隠蔽を与えられており、マサユキやリムルの周囲からもその実力を隠し通す。帝国軍による迷宮侵攻が失敗した直後、近藤からの命令により、ジウと共にリムルの暗殺を試みるが、ベニマルに倒されて敗北する。隠し持っていた復活の腕輪で迷宮から脱出し、ミーシャの護衛として自国へ撤退するが、ディアブロに発見されて殺害される。
リムルにより力を失った状態で蘇生され、捕虜として迷宮で過ごす中、仲間に作戦失敗の責任を自身が取る覚悟を示す。書籍16巻でマサユキがフェルドウェイらに暗殺されそうになった際に身を呈して守り、これをきっかけに互いに和解を果たし、マサユキの即位後は彼自身の要望から直轄の護衛となる。
マルコ
ひとけた数字の序列8位。目にした人物に擬態できる潜入に特化したユニークスキルを持ち、ルドラの「代行権利」により究極能力の再現はできないが模倣の精度を高めている。書籍15巻で平凡な情報局員として一般兵に紛れてドワルゴン攻略戦に参戦し、近藤に化けてガビルを降して重傷を負わせるが、駆けつけたヴェイロンに妨害されて止めをさせずに終わる。八門堅陣の戦いでヴェイロンと再戦するが、戦闘中に究極贈与を得たヴェイロンに敗北する。ヴェイロンに命乞いをするものの、舌を引き抜かれてウルティマへの献上品として扱われる。
ジウ
ひとけた数字の序列9位。バーニィの後にマサユキの仲間となった精霊魔法の使い手の女性であり、書籍9巻でマサユキとその仲間と共に魔国連邦を訪れ、そのまま滞在する。バーニィと共にマサユキを守るようにダムラダから命じられていたが、互いに正体は知らなかった。
ルドラの「代行権利」により自己の権能を完全隠蔽する能力とリムルを殺害し得る攻撃力を持ち、書籍13巻で近藤の命によりリムルに不意打ちを仕掛けて暗殺を試みるが失敗し、クロエに倒される。バーニィと共に迷宮外で復活して帝国へ帰還を試みるがディアブロに殺害される。その後、力を失ったがリムルにより蘇生されており、ひとけた数字では自身とバーニィの2名だけが生き残る。書籍16巻ではマサユキがコルヌに襲われた際に魔法で彼の姿に化けてコルヌの注意を引き付ける。マサユキの即位後は彼自身の要望から直轄の護衛となる
フェルドウェイ
ひとけた数字の序列10位。その正体は始原の七天使の妖魔王。
デイビス
ひとけた数字の序列11位。かつて紅に染まる湖畔事変を解決した立役者。機甲軍団に所属しており、序列38位のバルト、序列64位のゴードンと組んで、かつて倒したはずのテスタロッサに再び挑むが、圧倒的な力量差があり、一矢報いることもできぬまま全滅する。
クリシュナ
ひとけた数字の序列17位。序列35位のバダン、序列94位のレイハと組んで機甲軍団に所属し、迷宮侵攻の精鋭軍団に選ばれて70階層に跳ばされる。バザンがウェンティを止めている間に、クリシュナがアルベルトを倒し、魔法使いのレイハと共にアダルマンを撃破する。その後、ミニッツと合流して挑んだゼギオンに瞬殺されるが、本物の復活の腕輪で迷宮から脱出してカリギュリオに作戦失敗を伝えたものの、ディアブロに殺害される。蘇生された後、リムルを神の如く崇めるようになり魔国連邦に滞在を希望するが、アダルマンに説得されて帝国が安定してから居を移す予定である。

### ラージャ小亜国
トワ
声 - 福本莉子
ラージャ小亜国の女王。王家に代々受け継がれているティアラを使い、自国の湖に染み込んだ鉱山の毒を中和し民を守っており、ティアラの行使の代償で体が呪毒に侵されている。
かつてラージャ小亜国を興した初代女王の祈りに対してヴィオレが契約を持ち掛け、ティアラを与えられ、その効果と代償、ティアラの呪毒に染まればヴィオレの依り代となることを説明され、女王がそれを受け入れたのがラージャ小亜国の始まりであり、ヴィオレの助言で発見された金鉱山によって一時は国を栄えることには成功したものの、次第に鉱山が枯渇し、さらにラージャの監視を命じられていたヴィオレ配下のラキュアとチクアンが独断でラージャの女王をヴィオレの依り代として完成させようと目論んだことで、彼らの工作により現在のラージャの窮状が作り出されてしまっていた。しかし、リムル達の協力により問題を解決し、ヴィオレの謝罪によって呪毒から解放されることとなった。
ヒイロ
声 - 内田雄馬
大鬼族の里の生き残りでベニマルたちの兄貴分だった男。ベニマルと同じ赤の長い髪をしており、額に二本の角があるが、幼少のころ幼いベニマルを守って魔物と戦った際に片方の角が折れてしまっている。戦闘では長巻を使用している。
豚頭族の事件の前に傭兵として10人の仲間と共にクレイマンの治めるジスターヴに雇われていたが、豚頭族の大鬼族の里襲撃の報を聞きつけ軍を脱走。ヤムザ率いるクレイマン軍との遭遇戦の中で致命傷を負い、そこをラージャ小亜国の使者に救い出され、命を繋ぎとめるためにトワによりティアラの魔力と自分、そしてまだ息のあったオーガの仲間たちの魂を代償に名づけ受け、鬼人に進化することで助かった。目を覚ましてすぐに里に駆け付けるもすでに里が蹂躙されてしまい、失意とオークへの怒りを抱きながらラージャへと帰還し、トワに仕えることとなった。
ラージャの窮状とそれを救うためにティアラを使用し呪毒に侵されているトワを救うため、ジュラの森の開墾の許可を得るためにテンペストに赴く。そこで働くゲルドたちを里の仇として怒りに任せて襲撃するも、そこで同じ里の生き残りであったベニマルたちと再会し互いの生存を喜び、同時にベニマルたちがゲルドたちを仲間と受けて入れているのを見て、すでにオークは仇ではないと怒りを収めた。里の仲間たちを交えた酒宴の席でリムルに助力を求め、ベニマルたちの支持も受けて快く受け入れられることとなり、テンペストとラージャの国交を結ぶこととなった。
モブジ
声 - 小形満
ラージャ小亜国の宰相。
大臣
声 - 魚建
チクアン
声 - 辻親八
トワに仕える侍医のエルフ。数代にわたってラージャの女王に仕えてきた。
実際はヴィオレ配下の悪魔であり、同じく行商人に扮した仲間のラキュアと共謀してトワの肉体をティアラの呪毒で侵し、ヴィオレの依り代に仕立て上げようと目論んでいた。

### 侵略種族（アグレッサー）
ミカエル
ヴェルダナーヴァが生み出した指揮系統に特化した天使系の中の上位である美徳系スキルの1つ「正義之王」に宿った意思。
目的を同じとするフェルドウェイから戯れに呼び名を与えられて神智核へ進化し、自分の本来の主人であるヴェルダナーヴァの完全復活を目的とした確固たる意思が芽生える。
ルドラとして魔国連邦との戦争で自身の手駒を全て制圧されたことで「ルドラ」として完全に敗北したことでルドラから解放され、満身創痍だったヴェルグリンドの並列存在から竜の因子と「救恤之王」を強奪。現れたフェルドウェイと共に魔国連邦の手勢をまとめて追放しようとしたが、リムルに妨害され、フェルドウェイと共に撤退。以降は天星宮を拠点に天使軍の主上として君臨。支配下に置いたヴェルザードや妖死族となりさらに「天使之軍勢」で召喚した熾天使を取り込み妖天となった元混成軍団、同盟を結んだ蟲魔族たちを従え基軸世界への侵攻を指揮し、天魔大戦を開始する。天通閣の戦いで支配したレオンを餌におびき出したリムルを自ら討ち取ろうと現れるも、リムルの護衛としてついてきたクロエに並列存在が敗北し権能ごと取り込まれ、本体もリムルによって奥の手である時間停止を含め、支配下に置いたものたちの権能や技を全て無効化され敗北。リムルの虚空之神に食われ、全てが満たされたような感覚への満足感と、同時に友であるフェルドウェイを残していくことへの心残りを抱いて消滅した。
自らの母体である正義之王の権能だけでなく、支配下に置いた権能を解析し、再現することができ、支配下に置いた天使系保有者の権能を回収し、別のものに与えたり、その力を自分のものにすることができる。ルドラの肉体を乗っ取ったことでルドラの剣技も再現することができる。しかし、王宮城塞のエネルギー源を妖魔族に設定したことで、自身に王宮城塞が行使できなくなったことに実際の戦闘になるまで気づかなかったことなど、自身の権能を完全に把握できているわけではない。ヴェルグリンドとヴェルザードの因子を取り込んだ結果、存在値はヴェルドラを超える9千万となっている。

#### 妖魔族 / 天使軍
異界にて侵略種族となった元天使の妖魔族とその頂点である妖魔王フェルドウェイが組織する軍勢

##### 始原の七天使
フェルドウェイ
妖魔族を統べる妖魔王と呼ばれる異界の存在。かつて”始原の七天使”と呼ばれた天使族の最上位個体である7人の熾天使の筆頭でもあった。
性格は真面目で融通が利かず、思い込んだら自分の意志を曲げず、他人の意見など参考にも聞かないため、仲間からの評価は二分していた。同僚であるディーノからも自分の頭がいいせいで、他人の意見など求めず自己完結してしまっていると評している。昔は違ったようだが、現在では他者からの評価など気にもとめず、合理主義を貫いているため人望は薄い。
ヴェルダナーヴァによって異界に封じられた滅界竜イヴァラージェと幻獣族の監視の任務を与えられ、ザラリオ、コルヌ、オベーラと共に異界に渡り、異界の管理を行う過程で妖天へ変質する。幻獣族から突然変異で生まれた蟲魔王ゼラヌスとは馬が合わなかったものの、幻獣族との戦いにおいては互いの有用性を認め合い、互いに不干渉を貫いていた。しかし、ヴェルダナーヴァが消滅し、数百年経っても復活しないことからヴェルダナーヴァに見捨てられたのではないかという考えに取り憑かれ、人類を憎悪し人類の敵対者たる魔族の王となった。それ以降ヴェルダナーヴァの復活のみに固執し、それ以外のことはどうなっても構わないという狂気に取り憑かれており、仲間であるオベーラの部下をミカエルが殲滅した際にも非常に冷淡な態度であり、主の愛娘であるミリムに対してさえもオベーラと違って何の情も抱いてないどころか、主の復活のだしに利用しようとした。ゼラヌスともヴェルダナーヴァに対する意見の違いで仲違いし、長きにわたり幻獣族と三つ巴の関係となっていたが、ミカエルの登場によって、同盟関係を結んだ。
1000年以上も前に「正義之王」から接触を受け、「正義之王」と対等の協力関係を結び、戯れに彼に「ミカエル」の名を与えたことで神智核へと至らせた。「並列存在」を使ったミカエルの器となり、ミカエルの権能の一部を使用できようになる。本体はまだ異界から出てこられないため、物質世界にはミカエルの権能である並列存在によって自分と配下の三妖帥たちの別身体を送り込んでいる。帝国の皇帝近衛騎士団序列10位として潜伏し、ミカエルの解放を目的としてミカエルの権能を使って裏で近藤らを支配する。
ザラリオ
妖魔族を統べる“三妖帥”の1人であり、フェルドウェイ配下筆頭。かつて“始原の七天使”と呼ばれた元熾天使であり、フェルドウェイと共に異界の管理を行う過程で妖天へ変質する。ゼギオン同様「空間歪曲防御領域（ディストーションフィールド）」を使う事が出来る。自らの配下に対しても非常に冷淡で、コルヌの失敗やヴェガの細胞を取り込んだグノムの変質を見て、駒としての価値がないと切り捨てている。フェルドウェイに対してはあくまでも同僚であり、自分の上司として認めてはいるが、主はあくまでヴェルダナーヴァであり、フェルドウェイへの忠誠心までは抱いていない。フェルドウェイの天使長の支配によって支配下に置かれた際には命令には忠実に従うものの、それ以外では無視を貫くなど根に持っている。
始原の中でフェルドウェイに次ぐ実力者で、挑発に乗りやすいフェルドウェイと違い冷徹な武人のため、単純な強さではフェルドウェイ以上とディアブロから評され、ギィからも強さを認められている。妖死族に受肉したことで、妖異宮にある本体の力を十全に発揮できるようになった。その存在値は2000万を超えており、竜種相手にも引けをとらない。
基軸世界への侵攻を前にカガリが用意した妖死族に受肉した事で力が増し、天使系究極能力「審判之王（イスラフィール）」を獲得する。
ダリス
ザラリオ配下の男性型の妖魔族。元智天使で智天使時代からの腹心。混成軍団の参謀を任されていた元奴隷戦士のトルオネットが元になった妖死族に受肉。
ニース
ザラリオ配下の女性型の妖魔族。ダリスと同格のザラリオの腹心。カガリが作り出した妖死族に受肉。
オルリア
元々はユウキの仲間で、ガドラの弟子でありながら自らに改造手術を施した、魔法使いであり重戦士という異色の人物であったアリアと、いくつもの特技を隠し持つ異能者の戦士だったオルカという別々の人間であったが、妖死族として復活したときにの両者の人格を宿した状態となり、ザラリオ配下の妖魔族サンを完全に取り込む。さらに「天使之軍勢」で召喚された熾天使を自らに受肉させ“妖天”となる。自問自答の末に意識を“オルリア”として統一し、様々な神話級の武器を創り出す究極付与「武創之王（マルチプルウエポン）」を獲得する。エルドラドへの侵攻作戦でレオンの配下を相手に圧倒するも、応援に駆け付けたクマラには戦闘経験の違いで歯が立たず、追い詰められていたところをヴェガに捕食され死亡。権能もヴェガに奪われた。
コルヌ
種族：天使族 / 熾天使 → 妖天
妖魔族を統べる“三妖帥”の1人。かつて“始原の七天使”と呼ばれた元熾天使であり、フェルドウェイと共に異界の管理を行う過程で妖天へ変質する。獰猛な肉食獣のような眼光と、精悍な肉体美を持つ。三妖帥の中では他次元への侵略を担当していた。始原としては同格であるが、尊大で他人を見下す性格と視野の狭さなどから、他の三妖帥に比べて実力面で劣ると評価されており、コルヌと古くから面識のあるギィからもザラリオやオベーラと比較する形で酷評しており、むしろ彼の部下の方を評価していた。
数十年前に行われた異世界侵略を担当するが、配下の自我の弱さから計画が綻び始め、未来の“基軸世界”から「時空間跳躍」していたヴェルグリンドの灼熱竜覇加速励起で“冥界門”越しに攻撃を受け、自らは大怪我を負った挙句、配下の者も焼き尽くされる。
オベーラ
種族：天使族 / 熾天使 → 妖天
妖魔族を統べる“三妖帥”の1人。かつて“始原の七天使”と呼ばれた元熾天使であり、フェルドウェイと共に異界の管理を行う過程で妖天へ変質した。ザラリオ、コルヌが迷宮へ侵攻するなか、異界の奥地にある"妖異宮"の守りに残る。三妖帥の中では幻獣族の対応とその頂点である"滅界竜イヴァラージェ"の監視を担当していた。実は蟲が苦手であり、わざわざザラリオに頼み込んでまでより危険度の高い幻獣族の担当を買って出ていた。
三妖帥の立場でありながら、ヴェルダナーヴァから与えられた任務を放棄し主の復活を目的に動き出したフェルドウェイを狂ったと考えており、主の娘であるミリムの幸福こそが主の意思であると考え、ミリムをヴェルダナーヴァの正統な後継者として忠誠を誓っている。フェルドウェイたちが魔国連邦への侵攻作戦を進める中で秘密裏にミリムに内通して情報を流し四天王の地位を与えられる。基軸世界への侵攻を前に妖死族に受肉した際、強力だが現状では無用の長物でしかない天使系究極能力「救済之王（アズラエル）」を習得してしまう。フェルドウェイたちがエルドラドへ侵攻する最中に救済之王を捨てて、軍団を率いてミカエル陣営から離反した。ミカエルとの戦闘では、ミカエルが王宮城塞を使えなかったという予想外の事態により一時優勢になるも、ヴェルグリンドやヴェルザードの力を行使できるようになったミカエルに軍勢を全滅させられ、自身も重症を負いながらミリムのもとへ逃げ延びた。回復してからは正式にミリム四天王の一人に加えられ、軍師としての役割を与えられる。
オーマ
幻獣族との戦いを生き残ったオベーラ唯一の腹心。元座天使。妖魔になった際に両目を失った代わりに全てを見通す単眼を備え、口も縫い付けられた跡を残すのみで「念話」で意思疎通を行う。ヴェルグリンドによって粛清された混成軍団の副団長ゼロが元になった妖死族に受肉。
ミカエルからの離脱でオベーラを逃がすために軍勢と共にミカエルを押しとどめた結果全滅した。遺体は滅界竜イヴァラージェによって食われることとなった。
ディーノ
声 - 小林裕介
6番目に就任した第2世代の古き魔王であり、眠る支配者（スリーピング・ルーラー）の称号を持つ堕天族（フォールン）。元は始原の七天使の熾天使（セラフィム）であり、ヴェルダナァーヴァの命で地上の安定のめに地上に残って監視者となり、その後、堕天族へ堕落した3柱の一人である。外見は濃い紫に銀のメッシュが入った髪で常に眠たそうな目をした高校生くらいにも見える青年。
書籍6巻の魔王達の宴でリムルと初めて顔を合わせ、書籍11巻でダグリュールの元を追い出され、ギィに推薦されてリムルの下に転がり込む。働かないことに美学を持つ怠け者で数百年前から自分で金を稼いだことも、自分の金で飲み食いしたこともないが、迷宮で働くようになる。迷宮での仕事を相応に楽しみ仲間意識も芽生えていたが、書籍16巻でリムルらを裏切ってラミリスの拉致を試みる。しかし、ベレッタとアピトに時間を稼がれ、覚醒が済んだゼギオンに敗北して彼に刻印を施されてしまうが、迷宮の外部で復活して逃走には成功する。裏切りの理由は天使系究極能力を保有している為に、「正義之王」の力を使えるフェルドウェイの命令にどうしても逆らえなかったからである。当初は消極的ながらもフェルドウェイが元同僚ということもあり、楽観的な態度だったが、フェルドウェイが封じられていたフェンを解放したことや、ヴェルダナーヴァの娘であるミリムに対してなんの情も持たないどころかヴェルダナーヴァ復活のだしに利用しようとするフェルドウェイの狂気を前に、オベーラの裏切りの真意と、フェルドウェイが取り返しのつかないところまで変貌してしまったことを悟り、フェルドウェイについたことを後悔する。
普段動いていないほどに力を増し、対象を強制的に眠りに誘う大罪系ユニークスキル「怠惰者（スロウス）」を保有し、これを応用して認識阻害を誘発する剣技を使用する。自分のスキルを望むように進化できる天使系究極能力「至天之王（アスタルテ）」を保有し、ゼギオンとの戦いで「怠惰者」を悪魔系究極能力「怠惰之王（ベルフェゴール）」へ進化させるが、仲間の支援にこそ力を発揮するこの能力の本質を理解しておらず、使いこなせなかった。
ガラシャ
種族：天使族 / 熾天使 → 堕天族
大柄で筋肉質な女戦士。“始原の七天使”の1柱にしてディーノの部下で、普段は人間の国に潜入して暮らしている。武装は片手剣と円形盾で、力に関してはディーノよりも上。天使系究極能力「栄光之王（ハニエル）」を所有している。ディーノの仲間だけあり、仲間のピコと同様自由気ままに過ごしている。
フェルドウェイに命じられてヴェルグリンドが迷宮に開けた穴の修復を妨害していたが、進化の眠りから目覚めたゲルドと戦いになり、ディーノが敗北しコルヌが死亡した事で撤退する。
エルドラドの侵攻作戦に同行したが、ピコと共に氷で作ったかまくらに入り、レインたちと女子会を行っていた。
ピコ
種族：天使族 / 熾天使 → 堕天族
小柄な美少女。“始原の七天使”の1柱にしてディーノの部下で、普段は人間の国に潜入して暮らしている。槍を武器とし、「黒雷天破（ブラックサンダー）」という雷撃を使う。天使系究極能力「厳格之王（ジブリール）」を所有している。

##### 三星帥
ザラリオ

フェン
八星魔王の一人、ダグリュールの三兄弟の一番下の弟。巨人族の狂王から生まれ、かつて兄弟と共に地上を荒らしまわり、ヴェルダナーヴァに封じられた狂拳の巨神。存在値は6000万と竜種に匹敵しており、滅界竜・イヴァラージェに次ぐ災厄、太古の悪神とまで言われている。上の兄二人は力を封じられたうえ、ヴェルダナーヴァに恭順したが、フェンだけが知性と理性をそのままに感情の制御だけを無くしたような暴君としての気性そのままだったため、ヴェルダナーヴァが創造した聖魔封じの鎖（グレイプニール）によって天星宮に封じられていた。ただしその境遇に同情したヴェルダナーヴァの命によりフェルドウェイが定期的に様子を見に来ており、互いに話をしていくうちに信頼しあう友人となった。その関係によりフェルドウェイによって封印を解かれ、フェルドウェイ配下の三星帥筆頭を任じられる。
ジャヒル
かつて存在した超魔導帝国の国家元首であり、魔導大帝と名乗っていた男。神祖であるトワイライト・バレンタインによって創造された真なる人類（ハイ・ヒューマン）であり、高弟の第一位だった。ハイ・ヒューマンの中でもとりわけ傲慢な性格で、自身を帝王として君臨すべき存在と疑わない。それにより他者を自身の欲求を満たす道具としか見ておらず、彼を知る者たちからは総じて下種と呼ばれている。歴史上では名前は残っていないが、ギィ・クリムゾンを召喚し、国ごと滅ぼされたことで、世界最悪の悪魔を世に解き放った愚者としてその行いは知られている。
経緯は不明だが、風精人だったカガリの父である超魔導大国の王の肉体を乗っ取っていたことがカガリとギィ、シルビアの会話で判明しており、そこで風精人だったカガリを殺害し、醜い男の妖死族とし、カガリの国の民を自らの実験のために踏みにじる。さらにミリムの支配を目論見、ミリムのペットだったガイアを殺害したことで彼女の怒りと覚醒を招いてしまい、国ごと消滅させられる。
フェルドウェイによって魂を保護されており、基軸世界への侵攻に際して支配下に置いていたフットマンの肉体に受肉しており、フェルドウェイの合図によりフットマンの肉体を乗っ取った。ミカエルから救恤之王を与えられており、それをもとに究極付与「火焔之王（アグニ）」を獲得する。存在値は1400万に達し、さらに神祖から授けられた「神祖の血槍（オリジン・ブラッド）」という槍の存在値も1000万以上を誇る。

##### 七凶天将
ヴェガ
七天の筆頭に任じられる。
アリオス
元々は帝国皇帝近衛騎士団の序列44位であり、ユウキの仲間だった“異世界人”の迷い人。少し小柄だが傲岸不遜な性格。「無音移動」と「存在隠蔽」という暗殺任務に適した特性のユニークスキル「殺人者（コロスモノ）」を有する。クーデターを目前にダムラダに殺害されたが、後にザラリオ配下の妖魔族を取り込んで妖死族として復活し、さらに『天使之軍勢』で召喚された熾天使を自らに受肉させ“妖天”となる。そして『殺人者』を代償に、近藤から回収した究極能力「断罪之王」を究極付与として与えられ、撃ち放題の拳銃として具現化する「刑罰之王（サンダルフォン）」として扱えるようになる。エルドラドへの侵攻作戦でミザリー配下のカーンやレオンの配下を圧倒し、高揚感に浸るも応援に駆け付けたソウエイに敗北し、撤退する。イングラシアでのマサユキ暗殺任務では権能による隠ぺいでフェルドウェイと共に隠れ、マサユキが姿を現したところを狙うもマサユキの幸運により不発に終わり、さらに格下であるはずのヴェノムやバーニィ、ジウ、ミニッツの帝国勢たちに追い詰められてしまい、さらにヴェガによって邪竜獣の材料にされてしまい死亡。フェルドウェイに助けを求めるも、先の失態により見捨てられてしまう。
古城 舞衣（マイ・フルキ）
元日本人の女子高生で、召喚者。自由組合総帥だったユウキに拾われて援助を受けてきたため、彼を信頼し慕っている。向こうの世界に残してきた病弱な弟の元へ帰る事を目的としている。
クーデターの際にヴェルグリンドに粛清されたが、ザラリオ配下の妖魔族を取り込んで復活し、さらに「天使之軍勢」で召喚された熾天使を自らに受肉させ“妖天”となる。そしてユニークスキル「旅行者（サマヨウモノ）」を元に、あらゆる場所を思い浮かべてそこで起きている事を把握し、この世界限定だが好きな場所に時間差もなく「瞬間移動」が出来るという究極付与「地形之王（ワールドマップ）」を獲得する。
ディーノ

ガラシャ

ピコ

レオン・クロムウェル
フェルドウェイの天使長の支配によって支配され、七天の一人として迎えられる。天通閣での戦闘でリムルによって正気を取り戻す。

#### 幻獣族
イヴァラージェ
種族：幻獣族（クリプテッド）
滅界竜（めっかいりゅう）と呼ばれる幻獣族の王。どこで発生したのかも、どこからやってきたのかも不明な存在で、“竜種”に匹敵する力を持ちながらも知性がないせいで意思疎通すらままならず、本能のままに破壊行動を繰り広げる。世界に破滅をもたらす危険性を案じたフェルドウェイと激闘を演じた後、知性が芽生える可能性があると考えたヴェルダナーヴァにより異界に封じられ、自身から漏れ出た魔素より幻獣族が自然発生するようになった。

#### 蟲魔族
ゼラヌス
種族：蟲魔族（インセクター）
蟲魔王（むしまおう）と呼ばれる蟲魔族の王。元は幻獣族から誕生した知性を持つ意思ある個体であり、ヴェルダナーヴァから名を与えられて、命じられるでもなく生まれながらの闘争本能から暴走した幻獣族の駆除を行うようになり、自らの手足となる蟲魔族を生み出し、いつしか派閥の一角を形成した。
かつては妖魔族を率いるフェルドウェイと対立していたが、現在は世界の半分を支配地とするという条件でミカエルと協力関係を結んでいる。
創造主であるヴェルダナーヴァを超えることを己の使命としており、そのためなら自ら産み出した眷属を喰らうことも厭わない冷酷な性格。臆病とされるほど慎重な性格でもあり、その用心深さや目的のために心を乱さず堅実に行動するなど、心身の強さはミリムやディアブロが認め、危険視するほど。
自らが産み出した眷属の蓄えた知恵、力、経験を自らの糧とする究極能力「生命之王（セフィロト）」を保有している。
ゼス
蟲魔王ゼラヌス直系の眷属であり、腹心たる十二蟲将の筆頭を務める。ザラリオの好敵手として死力を尽くして競い合ってきたほどの実力者。背格好や全身の外骨格はゼギオンと非常に似通っている。性格は親であるゼラヌスと似て臆病なほど慎重で、その上卑劣で狡猾な面を持つ。生まれたばかりの弟に自分を脅かす可能性を感じてその芽を摘み取ろうとしたり、次世代の女王として生み出した個体を喰ってその力を自分のものにしようと画策して失敗していた。存在値においてはゼギオンの三倍近くあるが、技量面ではゼギオンほどではなく、カレラからは脅威度ではゼギオンに劣ると見られている。
ミリム勢との戦いではカレラを相手に互角の戦いを演じ、カレラも強敵としてゼスとの戦いを愉しんでいたが、ピリオドが蟲の皇妃としての本性を顕し仲間たちが窮地に陥ったため、決着をつけるべくこれまで秘匿していた神滅弾（ジャッジメント）により魔核を破壊され死亡した。さらに遺体を親であるゼラヌスによって喰われ、力を奪われることとなった。
ピリオド
十二蟲将の一人である薄羽蜉蝣のように美しい蟲型魔人。当初は単なる蟲将の一人と見られていたが、実は蟲魔王ゼラヌスの妻であり、蟲将以下の蟲魔族の生みの親にして蟲を統べる皇妃であった。自らの張った結界内で死亡したものの力を吸収し、自分や自分の眷属たちへ力を与え強化する「生命再構築（リストライフ）」という能力を有し、空間支配能力でカレラの魔法を投げ返すほどの演算能力も併せ持つ。後に生命再構築はゼラヌスの生命之王の権能でピリオドに力を集約するようにされていたことが発覚する。
ビートホップ
蜂と飛蝗の特徴を持つ蟲将。
ムジカ
大百足を擬人化しような姿の蟲将。
ティスホーン
蟷螂の特徴を持つ蟲将。
トルン
蜻蛉の羽がある金蚉の蟲将。
アバルト
蜘蛛のような手足を背中に生やした蟲将。
サリル
毒蠍の蟲将。

### 竜種
竜種の種族に関する説明は
ヴェルダナーヴァ
世界最上位、最強種である“竜種”の長兄にして、魔王ミリムの父。この世界の創造主たる最初の“竜種”であり、“星王竜”の異名を持つ。
元々は完全無欠の“全なる一”であり、生まれた時には自身の意思しか存在しなかったが、そんな世界はつまらないと自ら“全知全能”を捨てる。数多の別次元世界（アナザーワールド）を生み出し、自身の作業を手伝う天使族、大地の化身たる巨人族の狂王、星の管理者として妖精族の女王、地上に文明を築き繁栄させる為の吸血鬼族の神祖、そして、申し分のない繁殖力と、環境適応能力、個性豊かな自我と好奇心を備えた人類、といった数多の種族と世界を支える意思ある存在を生み出した。また、自然発生した悪魔族の原初の赤たるギィに“調停者”の役目を任せる。
夢想主義者（ロマンチスト）だが完璧主義者でもあり、理想は理想として、実現不可能なものは割り切って考える冷静さを併せ持つ。
その後、弟子の妹であるルシアと結婚してミリムを儲けるが、これによって殆ど人間と変わらない状態まで弱体化して”寿命“に縛られる存在になり、残された力をミリムのペット兼護衛である精霊竜へと転生させ、ドラゴンなどの「竜族」の始祖となる。本人はルシアと一緒に逝けると喜んでいたが、娘が生まれてまもなく敵国がナスカ王国内で起こしたテロに巻き込まれて妻と共に命を落とした。竜種は完全には滅びない存在のため、ヴェルダナーヴァもいずれ復活すると考えられているが、今のところはその兆候は確認されていない。
世界を創り出す際に世界の法則と、その法則を管理するために天使系と呼ばれる権能を生み出し、世界が安定した際に、支配に特化した天使系究極能力「正義之王（ミカエル）」のみを残し、他の権能を妹たちや配下の始原たちに与え、残りを世に解き放った。弟子となったルドラが究極能力「誓約之王（ウリエル）」を獲得した際には支配の力を嫌ったこともあり、ルドラの権能と交換する形で「正義之王」を手放し、代わりに「誓約之王」を取り戻した。
ヴェルザード
声 - 井口裕香
ギィの居城に住む竜種で、“白氷竜”、“氷の女帝”などの異名を持つ。ヴェルドラ、ヴェルグリンドの姉。ギィ・クリムゾンの相棒。竜形態は深海色の瞳の美しい白い竜。人間態の顔立ちは姪のミリムに似て、艶のある白い髪と深い青の瞳を持つ。白氷宮にいた頃はオーラを故意に漏出させる目的で少女の姿を取っていたが、ミカエル陣営についたときには妖艶な美女の姿となった。弟や妹をちゃんづけで呼ぶなど、愛嬌あるお姉さんのようなふるまいが特徴だが、性格は厳しく、惰弱な精神を持つ存在を許さない。
兄に認められたギィに嫉妬して戦いを挑み、戦いの中で自力で究極能力を進化させた彼と引き分けた事で兄が気に入った理由を悟り、自らもまた彼を気に入って共に歩む事を決めた。
兄から状態の固定、不測の事態に対応する為の天使系究極能力「忍耐之王（ガブリエル）」を与えられており、“運動エネルギーの停止”に特化した力の性質を持つ。完璧なまでに魔力放出を抑えることができ、絶対的停止“凍れる世界（エターナルワールド）”の鉄壁の防御はヴェルドラの能力の一切が通じない。
ヴェルドラが暴れるたびにあきらかにやりすぎな規模で叩きのめしていたので、彼からは強い苦手意識を抱かれていたが、その暴力に悪意は一切なく、リムルに指摘されるまで避けられている事を認識していなかった。
ギィと一緒に居る中でも彼に対し何かしらの欲求を抱え込んでいた模様で、フェルドウェイが白氷宮に侵入してきた際には敢えて彼らの支配を受け入れることでギィへの欲求を解放する形でミカエル陣営についた。そのため、ミカエルの支配下には置かれているものの、精神支配は受けていない模様。
ヴェルグリンド
“灼熱竜”の異名を持つ。ヴェルドラの姉、ヴェルザードの妹。東の帝国にて代々総帥に指名されてきた皇帝ルドラの側近。巨大な深紅の竜形態と、蒼髪を特徴的なシニョンにした美女の姿を持つ。ルドラを愛し、帝国で“元帥”を務めると共に、“燃え盛る神山”に住まう守護竜として祀られるが、一般には両者が同一人物だとは知られていない。ルドラの為であればどんな事でもするが、政治等には無関心。実は金銭以外の賄賂に弱いという一面がある。
司る属性は火。力の性質は熱に由来する「加速」で、エネルギーを自在に操作し“支援”を本質とする天使系究極能力「救恤之王（ラグエル）」を持ち、直撃すれば相手を強制的に加速し情報すらエネルギーに換算して熱崩壊させる最強奥義「灼熱竜覇加速励起（カーディナルアクセラレーション）」、熱量を極大に増幅し数万度という灼熱の溶岩の牢獄に閉じ込める「灼熱の抱擁（バーニングエンブレイス）」などの技を持つ。
完全に意識を分割した「別身体」によって複数の作戦を同時進行し、ユウキによるクーデターを鎮圧、悪魔3人娘を打倒し、魔獣軍団を輸送、リムルたちの拘束を成功させる。ルドラ、近藤と協力しヴェルドラを精神支配したが、これによってリムルの怒りを買い、シエルの演算能力の前に敗北し「虚数空間」に捕らえられる。その際、ミカエルの支配下にあることが判明した為、シエルの「能力改変」により、「救恤之王」と譲渡された「誓約之王」を統合した究極能力「火神之王（クトゥグァ）」を獲得して支配から脱し、世界中に散ったルドラの“魂”を探知できるようになる。
リムルと出会いその考えに触れた事で、自分が去った時に残されるルドラが愛した民達と血脈が何も出来なくならないように配慮して、彼らの成長の余地を見極める為に自分では動かないなど、大きな視点で物事を見られるように考えが変化している。
ヴェルドラ＝テンペスト
声 - 前野智昭
“暴風竜”の異名を持つ“竜種”の末弟。リムルが最初にこの世界に出現したジュラの大森林の洞窟内で最初に言葉を交わした魔物であり、その際は300年前に戦った勇者クロノアによって「無限牢獄」に封印されていた。
封印前は世界中を飛び回って大暴れしており、社会的には「邪竜」と恐れられている。ギィやヴェルザードに殺害されては復活を繰り返しており、姉2人に対しては強い苦手意識を持ち、頭が上がらない。2000年ほど前にはルミナスの都・夜薔薇宮を破壊しており、ルミナスからは「クソトカゲ」と罵られることもしばしば。あと100年ほどで封印されたまま消滅するはずだったが、リムルに名付けを行ってリムルと苗字を交わしてこの世界で最初のリムルの友達となる。消滅を避ける為にリムルの「胃袋」に「無限牢獄」ごと収納され、約2年後に覚醒魔王になったリムルが「智慧之王」を獲た事で復活を遂げる。しばらくはリムルの家で半ばニート化していたが、後に迷宮の最奥でラスボスを任されると共に、本来の竜の姿で魔素を発散し続けても地上まで影響を及ぼさない居室を作ったことで気軽に過ごせるようになり、カリスを助手として迷宮内の研究所でそれなりに忙しく働いている。リムルの中で得た漫画の知識を参考にして魔素の抑制が可能となるが、ときどき魔素を発散開放しないと暴発してしまう危険性があり、実際迷宮で全力発散させた際には爆風で迷宮が歪みラミリスが身の危険を感じたほど。
竜形態では威厳のある巨大な漆黒のドラゴンの姿であり、リムルの「強化分身」を依代として復活した際は、金髪かつ褐色肌でがっしりとした体格の青年という姿になっている。性格は単純で調子に乗りやすく、思ったことをそのまま口にしてしまうためトラブルに発展することが多く、また非常に好奇心が旺盛で物知り。リムルからは人間好きで寂しがりな所があると認識されており、煽てに弱いので、内心では「チョロゴンさん」と呼ばれている。
風・水・空間の3属性を支配し、現存する“竜種”の中では最大の魔素量を誇る。暴風系魔法“死を呼ぶ風”・“黒き稲妻”・“破滅の嵐”、及び究極能力の効果を上乗せした“黒き破滅の嵐（ルインテンペスト）”を操る。復活後は、リムルの究極能力「暴風之王」の「暴風竜復元」により、彼が無事である限り完全な不死性も獲得し、「ヴェルドラ流闘殺法」なる漫画知識由来の戦闘術や、口から放った「雷嵐咆哮（サンダーストーム）」で空間に干渉する奥義「収束暴風攻撃（ストームブラスト）」を開発している。対象の情報を知るユニークスキル「究明者（シリタガリ）」を持ち、復活後にリムルの覚醒進化に伴い解析系の究極能力「究明之王（ファウスト）」を獲得。帝国との戦争の際、近藤の“神滅弾”に撃たれてルドラに強制支配されるが、駆けつけたリムルにより再度「捕食」されて支配から脱する。この時に、シエルが「能力改変」を行い、「究明之王」は究極能力「混沌之王（ナイアルラトホテップ）」へと進化して、滅ぼすのがほぼ不可能なほどに不死性が向上する。
漫画版の巻末おまけ小説「ヴェルドラのスライム観察日記」では、その巻におけるヴェルドラ視点の感想を知ることができる。リムルの異空間に身を置いているがその魔力を駆使して多少感覚にアクセスできるようになっており、見聞きした情報を共有している（リムルは知らない）。「究明者」を持つ彼でさえ知らなかった自律型スキル「大賢者」によるサポートをリムルが意識的に行っていると思い込んでおり、若干過大評価中。リムルの常識を超えた行いの数々を観察することで、感心したりかつての行いを反省したりしている。また、暇つぶし相手として取り込まれたイフリートを自身のいる亜空間に誘い込んでおり、一緒にリムルの言動を観察したり、記憶の中にある書物（漫画などのサブカルや参考書など）や将棋といったゲームを嗜んでいる。

### その他
豚頭帝ゲルド
声 - 乃村健次
書籍2巻において、大飢饉から生き残るために周囲の豚頭族を率いて武力蜂起し、養父と慕うゲルミュッドにより名付けられて豚頭帝（オークロード）となる。20万もの大軍を率いて大鬼族の里などを滅ぼし、蜥蜴人族の王国において、蜥蜴人族と援軍として駆け付けたリムルたちと対峙する。戦いの中、ゲルミュッドの願いを叶えるために彼自身を喰い、彼の狙い通り魔王種へ進化する。最期はリムルの「捕食者」に喰われて敗北し、リムルが自分の罪まで背負ってくれることに安堵しながら消滅する。
豚頭帝は数百年に一度、突発的に発生する特異個体であり、隔世遺伝する特殊な種族固有のユニークスキル「飢餓者（ウエルモノ）」により、尽きることのない飢餓感と、喰った物をエネルギーに変換する力、そして喰らった魔物の能力をも配下の豚頭族に授ける能力を持つ。このため、周囲の魔物や有機物を喰らい尽くす厄災を引き起こす。過去に出現した豚頭帝は、人間が捕食対象にならないため、全て人間に討伐されている。
暴風大妖渦（カリュブディス）
古に大空を支配した伝説の精神生命体で、数百年サイクルで再生と死を繰り返し、顕現すると外見は全長50メートルを超える一つ目の竜となる。魔王に匹敵する強さを持つが、純粋な破壊の願望のみから生まれたために自我が無く、本能のままに暴れ回る災厄級の魔物。勇者によってジュラの大森林に封印されていたが、書籍3巻において、中庸道化連の暗躍によりフォビオと融合してヴェルドラの魔素溜まりを利用して復活する。「魔国連邦の問題だから」とミリムの協力を断り戦ったが、魔国連邦とドワルゴン国の天翔騎士団による総力戦でも倒しきれなかった。しかし、カリュブディスの狙いがミリムであることがわかったため、ミリムの参戦が許可され、参戦したミリムの、手加減した竜星拡散爆により素体となったフォビオだけを残して消滅する。書籍6巻では、ヤムザと融合して再復活を遂げようとしたが、完全体になる前にベニマルの黒炎獄により焼滅する。
空泳巨大鮫(メガロドン)を召喚して群をなして高高度を飛行するため接近が困難であり、魔素を乱す能力により魔法攻撃も通用しないため、地上からの討伐は困難である。攻撃手段として目から放つ怪光線や、数万以上の楯鱗を砲弾として発射する広範囲殲滅攻撃を持つ。ミリムによる討伐後、多数の楯鱗は防具の素材として活用され、フォビオに融合していた魔核はリムルによって分離され、カリスの核として利用される。
ラキュア
声 - 木村昴
ラージャ小亜国に頻繁に出入りする行商人。実はヴィオレ配下の悪魔であり、ラージャ小亜国の歴代女王とヴィオレのゲームの監視役を任されていたが、自らの地位向上を目論んで、仲間のチクアンと共謀し、独断で女王にティアラを行使させる状況を作り出すために直接的な干渉を行ってきた。
リムルの介入で現女王のトワにティアラを行使させるための舞台が台無しにされたことに焦り、湖を再度、それも瘴気を発生させるほどの毒に侵すという所業を行い、さらにはラージャの隣国に対して嘘の情報でラージャに侵攻させるよう工作したり、挙句にはトワを慕うヒイロを騙してカース・オーブを飲み込ませ、彼を狂鬼へと貶め、ヒイロをトワに救わせることでティアラを使わせようとするなどの強硬手段を行った。しかしすんでのところでリムルたちの介入により失敗し、逃亡を試みるもリムルに追いつかれ、戦いの末に敗北。主であるヴィオレからもルール違反を理由に見限られ、自棄になり自らもカース・オーブを飲み込み暴走した状態で破滅の炎（ニュークリアフレイム）による自爆でリムルとラージャ小亜国のすべてを焼き尽くそうとしたが、リムルの暴食之王によって爆発をすべて吸収され死亡する。

### 転生前の世界の人物
田村
声 - 鈴木崚汰
悟の会社の後輩。相談と称して悟を呼び出したが、本当は彼女である美穂を自慢し結婚の報告をするのが目当てだった。しかしその行為が悟の死を呼び込んでしまう。悟から死ぬ間際、PCのハードディスクを処分するよう命じられる。
沢渡 美穂（さわたり みほ）
声 - 貫井柚佳
悟の後輩であり、会社の受付嬢として勤務しているマドンナ的な人物。悟のジョークを真に受け、涙目になっていた。田村と悟の最期を見届ける。
通り魔
声 - 手塚ヒロミチ
悟を死に追いやったすべての元凶。街中をナイフを持って猛進し、美穂や田村に対して襲い掛かろうとする。ただ、直前に悟が間に入ったことで、悟の背後を刺して逃走する。ナイフを持っていた目的も、街中を猛進していた理由も不明。さらに悟が死亡したため、逮捕されたかや人物像なども一切わかっていない。

## 魔王の一覧

### 八星魔王（オクタグラム）
|    | 名前                   | 二つ名            | 読み                          | 解説                                      |
| -- | ---------------------- | ----------------- | ----------------------------- | ----------------------------------------- |
| 1. | ギィ・クリムゾン       | 暗黒皇帝          | ロード・オブ・ダークネス      | #白氷宮参照                               |
| 2. | ミリム・ナーヴァ       | 破壊の暴君        | デストロイ                    | #忘れられた竜の都参照                     |
| 3. | ラミリス               | 迷宮妖精          | ラビリンス                    | #迷宮（ラビリンス）参照                   |
| 4. | ダグリュール           | 大地の怒り        | アースクエイク                | #聖虚ダマルガニア参照                     |
| 5. | ルミナス・バレンタイン | 夜魔の女王        | クイーン・オブ・ナイトメア    | #神聖法皇国ルベリオス参照                 |
| 6. | ディーノ               | 眠る支配者        | スリーピング・ルーラー        | #始原の七天使参照                         |
| 7. | レオン・クロムウェル   | 白金の剣王        | プラチナムセイバー            | #黄金郷エルドラド参照                     |
| 8. | リムル＝テンペスト     | 新星 ⇨ 聖魔混成皇 | ニュービー ⇨ カオスクリエイト | #ジュラ・テンペスト連邦国（魔国連邦）参照 |

物語開始時点では十大魔王の人数および呼称だったが、リムルが「魔王達の宴」でクレイマンを殺害して魔王の位に就いた際にカリオンとフレイが退位、ルミナスが影武者をしていたロイと交代した事情により魔王が8名となり、その際にリムルに命名権が委ねられ八星魔王（オクタグラム）となった。

### 元魔王
|    | 名前                 | 二つ名     | 読み                                   | 解説                      |
| -- | -------------------- | ---------- | -------------------------------------- | ------------------------- |
| 1. | カザリーム           | 呪術王     | カースロード                           | #中庸道化連参照           |
| 2. | クレイマン           | 人形傀儡師 | マリオネットマスター、パペットマスター | #傀儡国ジスターヴ参照     |
| 3. | フレイ               | 天空女王   | スカイ・クイーン                       | #天翼国フルブロジア参照   |
| 4. | カリオン             | 獅子王     | ビースト・マスター                     | #獣王国ユーラザニア参照   |
| 5. | ロイ・ヴァレンタイン | 鮮血の覇王 | ブラッディーロード                     | #神聖法皇国ルベリオス参照 |

## 設定・用語
本作品では、ヴェルダナーヴァが文明レベルや法則の異なる多種多様な別次元世界を生み出したという設定がなされている。
リムルが活躍する世界は”基軸世界”とも称される物質世界であり、魔素が満ち、魔物、魔法が存在する。”基軸世界”に加えて精霊、悪魔、天使といった精神生命体が住む”精神世界”に加えて、精神生命体が顕現出来る”混沌世界”、”半精神世界”や侵略種族(アグレッサー）が住む”冥界”という名の世界が設定されている。また、同一世界は1つであり、並列世界（パラレルワールド）は存在せず、同一時間軸において同じ存在の重複は不可能という設定がある。
”基軸世界”の文明・技術レベルの設定は、中世ヨーロッパレベルでオーバーテクノロジーとして「精霊工学」等が存在するとされる。経済社会の設定は、大都会では主に貨幣経済であるが、農村部では物々交換が主流とされ、貨幣経済において格差社会であるとされる。人間と魔物とは敵対的な関係であり、魔王も同様だが相互不干渉という関係とされる。金の使い道が制限されており、常に生命の危険があるため、娯楽や文化は発展していない。謎の存在である“世界の声”がスキルの獲得や種族の進化を告げる設定がなされている。

### 国家、地名
ジュラの大森林
主人公リムルが転生した地域。300年前に暴風竜ヴェルドラが封印され、人間、魔王、魔物の緩衝地帯であったため、ヴェルドラの封印が解けないように不可侵条約が結ばれていた。ジュラの大森林は作品世界の地理的な中心に位置しており、ジュラの大森林を挟んだ東西の諸国は東側諸国、西側諸国と呼称され、ジュラの大森林よりも北の大陸、南西の大陸にも魔王の支配地域がある。後に、リムルが仲間達と共にゴブリンの村を発展させ、後述のジュラ・テンペスト連邦国が設立する。
ジュラ・テンペスト連邦国
魔国連邦（テンペスト）とも称される、リムルを盟主としてジュラの森に住む魔物の集落が連携・同盟した大同盟国家。物語開始当初、支配領域は樹妖精（ドライアド）が管理する地盤である森の3割程度であったが、リムルの魔王就任によりジュラの大森林全域が支配下に置かれる。
人間と魔物の友好を志向しており、西方諸国評議会にも加盟し安全保障を結び、武装国家ドワルゴン、ブルムンド王国、ミリム支配領域（忘れられた竜の都・獣王国ユーラザニア・天翼国フルブロジア・傀儡国ジスターヴ）、ファルメナス王国、魔導王朝サリオン、神聖法皇国ルベリオス、ラージャ小亜国、コリウス王国といった国々が手を取り合い、人間と魔物が共存共栄するという人魔共栄圏構想における中心地となる。
統治体制は、連邦国家の名に反して国家大権をリムル個人が有する事実上の独裁国家であるが、将来を見据えて三権分立を進めている。建国最初期はヒポクテ草による完全回復薬（フルポーション）等の回復薬を主力商品としていたが、その後酒類など発酵食品の生産を開始し、シオンのユニークスキル「料理人(サバクモノ)」による結果改竄の力を利用した作物の品種改良を進め、食文化はリムルの前世の世界と同レベルまで発展する。また、衣服や工芸品等の水準も高く、これらの生産物や文化を国家間交流に活かしている。
常備軍は、約5万2000名の規模であり、統帥権は王であるリムルにあるが、指揮権はベニマルが持つ。3つの常備軍団と個人に属する小規模な軍団があり、規模は大きくはないが質がかなり高く強大な力を有する。ラージャ小亜国から輸入されたり山岳地帯から産出される鉄鉱石をヴェルドラが放出する魔素にさらして自然に“魔鋼”を大量生産できるために武装の質も非常に高い。書籍14巻では幹部12名がリムルから魂を与えられたことにより、覚醒魔王に相当するまでに進化しており、彼らには聖魔十二守護王の称号が与えられている。
中央都市リムル/魔都リムル
魔国連邦の首都。元々はリグルドたちゴブリン達が暮らしていた小規模な集落が発展した都市。門と中央広場を繋ぐ十字の道筋を基幹として、中央部に行政府としての執務館があるほか、居住区画、農地、中央広場、幹部用住居区画、迎賓館、工業区画、倉庫街、公共施設区画などに区分けされている。ラミリスの移住により、有事の際は街全体を迷宮101階に転移させることが可能となる。
迷宮（ラビリンス）
ラミリスが作り出した全100階層の地下迷宮。迷宮内部では不死となるため、この特徴を活かした冒険アトラクションの施設として運営されると共に、テンペストの技術開発や魔素を利用した資源の生産拠点となる。また、生命体情報の数値化及びデータベース構築という隠された役割もある。
迷宮内部は10の倍数階層を階層守護者が守り、50階層より下には迷宮の守護者である迷宮十傑が控える。91階層は鉄鉱石の保管倉庫、92階層は魔鋼の製造工場、93階層は花畑、94階層は蜂蜜加工場であり、これらは外部から隔離されている。95階層は迷宮都市（ラビリンス）と呼ばれる街があり、森から移住して来たエルフや樹人族などが移住し、ダンジョンの休憩所や研究施設、ヒポクテ草の栽培地などが存在する。

武装国家ドワルゴン
1000年の歴史を持つドワーフの王国。人口はドワーフだけで5000万人、他種族を含めると1億人。ジュラの大森林の北部に位置する自然の大洞窟内に築かれた国家。書籍3巻で魔国連邦をいち早く国家として認め、相互不可侵条約、街道の舗設、相互技術提供を図る。
中立国家であり、自由貿易や異種族間交易が盛ん。技術水準が高く、「精霊工学」の研究が盛ん。さらに、ドワルゴンで加工された貨幣が世界共通の貨幣として流通するが、金貨より価値が高い星金貨は年に数枚位しか製造が出来ないとされている。
忘れられた竜の都
魔王ミリムが支配する領地。総人口は10万人に満たない。ジュラの大森林の南側に位置し、西は獣王国ユーラザニア、東は傀儡国ジスターヴと国境を接する。
首都にミリムの住む神殿があるものの、政治機能が存在しない。正規な常備軍はないが、神殿守護のための神官騎士団が存在する。住民は人化したドラゴンが人として交わった者の末裔である龍人族(ドラゴニュート)であり、住民が生産した富は中央神殿に集約され、神官らが住民に富を再配分する体制で治められている。ミリムを崇拝するあまり、挑戦することを忌避する民族性があり、食事は素材のままで頂く事が最高のご馳走だという思想がある。後に、魔国連邦の開国祭に訪れた際、ミリム達に連れられたミッドレイをはじめとする神官達がテンペストの料理を体験したことにより、改善されつつある。
獣王国ユーラザニア
魔王カリオンが支配する獣人族（ライカンスロープ）中心の国家。総人口は3億人。ジュラの大森林の南側に位置し、西はフルブロジア、東は忘れられた竜の都と国境を接する。
弱者は立ち入る事のできない修羅の国で、農業が盛ん。一夫多妻が一般的である。書籍5巻でミリムにより首都が壊滅し、カリオンがミリムの配下となったので、ミリム領に併合される。魔国連邦とは書籍4巻で国交を樹立し、書籍6巻で戦禍復興支援をリムルが申し出たことから、永世友好国となる。
天翼国フルブロジア
魔王フレイが支配していた有翼族（ハーピィ）中心の国家。総人口は100万人未満。ジュラの大森林の南側に聳えるクシャ山脈を挟んだ場所に位置し、西は海に接し、東はユーラザニアと国境を接する。首都は山脈の中心部をくり抜いて造られた積層型都市。
翼ある者を上位とする社会であり、自力で空を飛べない者は強力な上位魔人でも厚遇されない。希少金属や宝石類が採掘される。有翼族はほぼ女性しかいないので一妻多夫が基本。フレイの側近として、希少な戦士型の有翼族で構成された“天翔衆”が存在する。書籍6巻でフレイが魔王の座を辞してミリムの臣下となったため、ミリム領に併合される。
傀儡国ジスターヴ
元々は魔王カザリームの支配地であったが、彼が魔王レオンに倒された後、魔王クレイマンが統治を引き継いだ黒妖耳長族（ダークエルフ）などの魔物種族が中心の国家。総人口は1億人。ジュラの大森林、忘れられた竜の都、東の帝国と国境を接する。
国民のほとんどが奴隷階級で、墓守を自認する。首都のアムリタは、ミリムが滅ぼした超魔導大国のソーマを模してカザリームが築いた古代遺跡でもあり、魔法技術を駆使した呪術や魔人形（ゴーレム）による防衛機構を備える。自由な行商を許可しており、貨幣経済が成立している。東の帝国との間に険しい山々が聳えるため東の帝国との緩衝地帯となっているが、帝国と往来は可能である。書籍6巻の魔王達の宴（ワルプルギス）にてクレイマンがリムルに倒され消滅した後は、ミリムとリムルの共同管理となる
ブルムンド王国
ジュラの大森林の西側で接する小国で、西方諸国評議会の加盟国。人口は100万人程で自由民が50万人。貴族は1%しかおらず、小さな村々の領主（地方監理者）でしかない。
街と言えるのは王都くらいであり、その町並みは中世ヨーロッパのように古風。辺境にある国らしく、街中でも武装している者が目立つ。テンペストに最も近い人間の国で、ドワルゴンに続いて魔国連邦との友好条約を締結する。情報を売り物にしている情報国家だったが、リムルの人魔共栄圏において、各国を繋ぐ魔導列車の中継地点の設置され、物流の集積地としての役割を担う予定となる。これを見越して国民は一丸となって世界情勢の調査や経済学を学び、国策として土地の国有化、貴族の名誉職化などが進められる。
ファルムス王国（ファルメナス王国）
西方諸国の大国で、人口は国民3000万に自由民1000万の計4000万人。ジュラの大森林、ブルムント、ドワルゴンと国境を接する。
専制君主制の封建国家で軍事強国でもあり、独自の召喚儀式を行い大量の異世界人を抱え込む。西方諸国とドワルゴンを結ぶ交易路の玄関口に位置し、観光と貿易が盛んであり、輸入品の税収で栄えているが、貿易以外の産業の水準は低く、民にはその富は再配分されない。 魔国連邦を経由したドワルゴンとの新たな交易路に危惧を抱き、書籍5巻で西方聖教会と組んで魔国連邦に侵略戦争を仕掛けるが、反撃され完全に敗北する。国王は退位して、庶民出身のヨウムが新王となり国名をファルメナス王国へと改め、農作物の生産国への転換を目指す。
ラージャ小亜国
魔国連邦（テンペスト）の西に位置する小国。金を採掘することによって生計を立てているが、大昔にかなり巨大な金脈を掘り尽くしてしまい、湖は鉱山毒に侵されており、かつての繁栄は見る影も無い程に衰退してしまった。数百年前、ある女神が当時の女王が発する感情に反応して現れた。女王が民を救いたいと願った事で、女神は膨大な魔力が貯蔵されており、使用すれば呪毒を全身に受けてしまうティアラを授けた。歴代の女王はそのティアラを使用することで鉱山毒を浄化し、民を守ってきたが、ティアラにかけられた呪毒を全身に受けてしまい、命を蝕まれていった。実際は、原初の紫(ヴィオレ)が自身の依代を得る為に配下に命じて仕組んでいた策略であり、配下の一人である悪魔ラキュアの暴走によって隣国から攻撃を受けるが、リムルら魔国連邦の協力によってこれを退け、黒幕であるラキュアはリムルによって倒される。女王トワにかけられた呪毒は、ヴィオレの契約破棄によって解除される。その後、支援を申し出た魔国連邦と国交を樹立し、ジュラの大森林を開墾を許可され、新たに見つかった鉄鉱石の取り引きを開始した。
イングラシア王国
大陸のほぼ中央に位置する西方諸国でも有数の大国。人口は国民と自由民が2000万ずつの計4000万人。ジュラの大森林に接していないので、魔物の被害を受け難い安定した国家。
西側諸国の交易路の要所であり、自由組合の本部、西方聖教会の実務拠点などがある。首都は大都市であり、中心部の大きな湖の中央には白亜の城が聳え、城を中心にして放射状に町並みが広がる。通常の軍や騎士の他に、王直属の秘密部隊に魔物の因子を取り込んだ魔法審問官が存在する。
神聖法皇国ルベリオス
2000年程前に建国された大陸西部に位置する宗教国家。およそ2000万人の国民が唯一神ルミナスを信奉するルミナス教徒である。
下等な吸血鬼族の生存に不可欠な生気を得るために、仕方なくルミナスが人間と吸血鬼の共存共栄を図るために建国した国家であり、国と西方聖教会の支配階級をルミナスと吸血鬼が支配して偽りの魔王の脅威を演出し、人間に幸福な生活を保証する代償に、人間から生気を得るために献血を求める体制が維持される。西方聖教会の主要施設の地下には吸血鬼族が住む真の皇都夜想宮庭（ナイトガーデン）が広がり、皇国貴族により自然界のルールを見出し物理法則を定める「物理工学」の研究が行われている。書籍7巻で「魔物の生存を認めない」というルミナス教の教義が撤廃され、魔国連邦を正式に国家として認め、100年の国交を結ぶ。
コリウス王国
イングラシア王国と神聖法皇国ルベリオスに挟まれた小さな王国。首都はハーバリア。西方諸国評議会の加盟国でもある。不毛の砂漠にも隣接している為、周囲には砂漠が広がっており、灼熱の太陽が降り注いでいてかなり暑いが、夜は比較的に涼しい為貴族達の間では避暑地として有名である。次期国王候補のサウザー王太子とアスラン王子の間で王位継承権争いが起こり、二人の王子の派閥は全面戦争寸前の勢いだった。そんな中、自由組合の支部が反乱を起こしてアスラン王子の派閥へと寝返り、自由組合本部からの独立を宣言した。この事態を収集するべく、情報収集のために本部から派遣されたリムルにより、黒幕が原初の紫(ヴィオレ)の配下の悪魔達が、ヴィオレの依代を得るべく暗躍していたことが判明し、リムル達と魔王ルミナスの活躍により悪魔達は討伐され、事件は解決した。後に、病に冒され余命僅かな国王が生き永らえるべく、王子達を争わせ、生き残った者の身体に乗り移るべく悪魔を召喚したことが判明したが、事件後にルミナスによって国王は密かに粛清され遺体は家臣達に発見された。リムルの魔王就任後は、魔国連邦との国交を樹立する。
シルトロッゾ王国
ファルムス王国とイングラシア王国に接し、北海に面する人口200万人の小国。
グランベル・ロッゾを頂点とするロッゾ一族が支配し、グランベルが創始した西方諸国評議会を通じて、五大老と共に西側諸国に強い影響力を有する。経済面からの人間社会の支配を目標としていたが、グランベルとマリアベルの死により計画が潰え、ロッゾ一族の生き残りはドラン将王国へ落ち延びる。
魔導王朝サリオン
2000年程前に建国されたエルフ十三王家を従える古いエルフ王朝を主軸に置く王朝国家。人口は1億、自由民が2000万ほど。西方諸国と国境を接し、ジュラの大森林との間にはクシャ山脈が聳える。
神の末裔を自称する皇帝エルメシアが支配する列強国家として知られ、ドワルゴンと同様に西方諸国評議会に加盟していない。皇帝は軍部の最高指導者を務め、皇家は十三王家が支配する各国の調停を司り、十三王家から納められる税収で賄われる。国民は耳長族の血を引いており、魔法研究が盛んで元素魔法を極めた者による「魔導科学」が発展している。信仰の自由があり、独特の宗教感が根付いており、西方聖教会の影響下にはない。
ウルグレイシア共和国
サリオンと接し、大陸中央の南端に位置する人口1000万人未満、自由民100万ほどの小国。
サリオンとの交易で成り立つ民主的な平和な国であり、西方聖教会の影響下になく、西方諸国評議会にも加盟していないため、西方諸国との直接的な繋がりが希薄。国内には大量の精霊が存在しており、国の最北部にラミリスが暮らす“精霊の棲家”への入り口が存在していた。
ナスカ・ナムリウム・ウルメリア東方連合統一帝国
ジュラの大森林の東方に位置する大陸北東の一帯を支配する帝政国家。臣民の人口が8億人、自由民も推定数千万人という巨大国家。
正式名称が長いため東の帝国と呼ばれている。政治の主権も軍事統帥権も統一皇帝ルドラ・ナム・ウル・ナスカが所有する最も古き国家の一つで、2000年をかけて大国となる。実力主義の特殊な形態を持つ巨大な軍を所有しており、その軍勢は100万程である。真の戦力として皇帝を守護する帝国皇帝近衛騎士団（インペリアルガーディアン）という100名からなる仙人級の実力者が存在し、伝説級（レジェンド）を装備する。特に序列上位のひとけた数字（ダブルオーナンバー）は全員が“聖人”であり、皇帝より究極付与「代行権限」を与えられ、限定的に究極能力を扱え、”元帥”と3人の“大将”には皇帝から最強の神話級（ゴッズ）武具が与えられている。保護した転移者が持つ科学の知識を応用した兵器開発が盛ん。
魔国連邦との戦争により全戦力の3分の2を失い、皇帝ルドラがミカエルに乗っ取られて消息不明になる。「ヴェルグリンドが認めた者が皇帝（ルドラ）になる」という皇室典範に鑑み、ルドラの“魂”を持つマサユキが新皇帝に即位する。
氷土の大陸
イングラシア王国の更に北方にある極寒の大陸で、ギィの支配領域。数万年前までは超魔導帝国が存在していたが、敵国との戦争に利用しようと召喚したギィによって滅亡する。ギィとヴェルザードの3日3晩の戦いにより人の住めぬ凍土に変貌し、その影響でギィの居城である白氷宮は氷に覆われている。
黄金郷エルドラド
魔国連邦とは海を隔てた別大陸にある魔王レオン・クロムウェルが支配する国家。オーストラリアより少し大きいくらいの規模の大陸にあり、大魔法で強制的に整え最適化した平地に、区画整理された人工的な街並みが広がっている。形状は六芒星で、街並みは螺旋を描くように入り口から徐々に高さを増し、中央部に白亜の王城が聳え立つ。都市そのものが強大な積層型魔法陣を描いており、強力な“進入監視（サーチエネミー）”と“迎撃防御（カウンターマジック）”の効果で、都市攻撃に特化した軍団魔法すら楽勝で撥ね返せる。原初の黄（後のカレラ）が支配していた地獄門に近く、頻繁に攻撃を受けていた。
ダマルガニア
ダグリュールの支配地であり、大昔、ギィとミリムの決戦によって廃墟と化した都。“聖虚”の通称の通り朽ちた聖域という雰囲気で、別次元に無理矢理放逐された2人の力が次元の綻びから漏れ続けているので、辛うじて安全地帯となっている巨大な塔“天通閣”の周辺以外は、触れるモノを腐食させる砂の嵐が吹き荒れ、強い魔物でも長時間は外で活動できない。
不毛の砂漠
西側諸国の更に西に広がる砂漠地帯。魔王ダグリュールの支配領域に面している為、支配者がいない空白地帯となっている。かつて長耳族の古代魔導王国があった場所で、当時の首都にして現在では世界最大級の遺跡となっている“ソーマ”が存在している。砂漠化の原因はミリムとギィの戦いであり、ダグリュールが砂漠化の進行を止めようとしている。
天星宮（てんせいきゅう）
あらゆる世界を生み出す前にあったヴェルダナーヴァ生誕の地で、あらゆる世界に隣接しつつも隔離された始まりの場所。100平方キロメートルにも満たないとても小さな平面世界で、1つの球体の内面に存在し、下半分が大地、上半分が天空で、四季のない温暖な気候と美しい白亜の城があるのみの、変化が感じられない完全な世界。出入りには門を通る為の“鍵”が必要。

### 組織
西方諸国評議会（カウンシル・オブ・ウェスト）
ジュラの大森林より西方に存在する複数の国家群が寄り集まって形成された評議会。創始者はグランベル・ロッゾ。西側諸国内でさまざまな紛糾を調停する緩やかな国際機関であると同時に、東の帝国に西側諸国が対抗するための連合国家の側面も持つ。テンペスト建国以前に西側諸国の中心として機能していたイングラシア王国に設置されている。評議会に参加していない小国、帝国もある。
中立公平を謳っているが、国力の大きいファルムス王国やイングラシア王国の発言力が優遇され、グランベルを頂点とする“五大老”の息がかかった者が多くの議席を有して利権に関わる問題に干渉していた。ロッゾ一族と五大老の失脚後は、テスタロッサ達の活躍により魔国連邦が一番発言力のある国家となった。
自由組合
元々存在していた冒険者互助組合が、神楽坂優樹の手により改変され各国首脳との交渉権や相互互助規定を確立した民間国際組織。本部はイングラシア王国に存在する。、評議会は出資する見返りとして様々な仕事を依頼する関係。
自由組合員は所属国家を自由に変更出来るほか、組合と提携した国家においては身分が証明されるので行き来も自由である。主な活動形態は所属冒険者（組合員）によって行われるアイテム類の採取、現地の調査、魔物の討伐の3つに大別される。また、組合員養成施設としての側面を持つ学校「自由学園」も存在し、引退した冒険者などが教師をしている。国家協定に基づき動員令を受けると所属組合員の一定人数が国家の指揮下に入る傭兵集団の側面も持っている。
書籍11巻以降、総帥と副総帥が東の帝国へ出奔したため混乱している。また、東の帝国にも類似の組織として、専門職を派遣する「請負連合会（コントラクター）」がある。
中庸道化連
何でも屋を自称する道化の格好をした魔人の集団。仲間と依頼主を裏切らない事を絶対のルールに掲げている。元々は魔王カザリームと、その配下である妖死族で構成された集団であったが、200年前に魔王レオンによりカザリームが殺害され、さらに10年程前にカザリームの復活を条件に神楽坂優樹の傘下に入る。世界征服を最終目標に、不可解な戦力として世界で暗躍している。
西方聖教会
ルミナス教を布教する目的で組織された宗教団体。形式上ルベリオス国とは独立した組織であり、実務はイングラシア王国が拠点であるが、本部はルベリオス国内に存在する。元々は武力を持たず神の教えを広めるだけだったが、布教する者達の安全を守るため、法皇庁が各国に要請し、中央の聖教会神殿から各国に派遣される騎士団が結成され、その数は数万を超える。この中の特に優れた者が聖騎士団（クルセイダーズ) に所属を許され、聖騎士（ホーリーナイト）と称される。聖騎士団長ヒナタの手で、西側諸国に点在している教会に騎士を派遣し、“弱者を守る正義の味方”として効率的な組織活動を行う精強な組織に変わっている。書籍7巻で、七曜の老師達の暗躍で魔国連邦と戦争になるが、リムル達の反撃によって完敗し、七曜はディアブロ、ルミナス、ニコラウスによってそれぞれ粛清された。後に魔国連邦との協議によって、「魔物の生存を認めない」というルミナス教の教義が撤廃されたことで、魔物達への敵意を軟化させていった。
三巨頭（ケルベロス）
東の裏社会を支配する巨大な秘密結社。東の帝国の裏社会を支配していた「闇の母（エキドナ）」をユウキが潰して出来た組織。ユウキを総帥とし、男の欲望を象徴する“金”、“女”、“力”を冠する3人の頭領が三巨頭と呼ばれる。

### 種族
人間以外の種族は全て、人間側の視点から便宜上の区別がされており、人間と友好的で人類の一員と見なされているドワーフや耳長族（エルフ）などの人間と交配している人間に近しい種族を亜人（デミヒューマン）、それ以外の人類に敵対する動物以外の種族の総称が魔物（モンスター）とされる。また、魔物のうち、知性が高く生殖能力のある種族を魔族と呼び、その中でも強大な力を持つ魔物を魔人と呼ぶ。
魔物は人間に対する危険度の大きさで自由組合によりランク付けされる。ランク内での強弱をプラス、マイナス記号を付記しB-、C+のように表記される。動物と魔物の区分けは難しいが、明確な違いとして魔物は動物より遥かに強く、動物が魔素を浴びて変質した魔獣は動物と同じく肉や木の実を食事にし、一方で食事が魔素メインなのは妖獣と区分される。
魔族（魔人）は成長の果てに魔王種へと進化し、3人以上の魔王に承認されれば称号として魔王を名乗ることができる。そして、一定の条件を満たし、1万の魂を得たものは真なる魔王（覚醒魔王）へ進化して最上位の強さを得る。また、魔王への覚醒進化に成功すると、魂の系譜にある配下の魔物に収穫祭（ハーヴェストフェスティバル）の祝福が分配され、配下の者も進化したり新たな能力を得る。
人間は過酷な修練の果てに半精神生命体の仙人（せんじん）へと進化し、さらに進化を果たすと覚醒魔王に匹敵するとされる聖人へと至り、さらに存在値が上昇すると神人となる。人間は魔物と違って進化しても身体がすぐには適応できず、長い年月をかけて馴染ませる必要があるが、完全な聖人に至れば肉体に囚われない精神生命体と等しくなり、睡眠や呼吸も不要となる。また、人間から変異して魔人化した者たちもおり、彼らは人魔族（デモンノイド）と総称される。
竜種は世界に4体しか確認されていない世界最上位、最強種で不老不滅の存在。不死ではないが、一度死ぬとどこかで別の人格を持った竜となり、蘇る。破壊されれば悪魔でも消滅を避けられない“心核”を壊されたとしても復活可能という理不尽なまでの不死性から、自然現象にも例えられる。最強の意思の力で単なる攻撃でも究極能力を打破出来る。竜の姿の肉体も仮の姿であり、実態は精神生命体であり、精霊の上位種で聖属性と魔属性の両方を併せ持つ聖魔霊の最上位に位置する存在。人の姿と竜形態（ドラゴンモード）を持ち、どちらも攻撃力自体はまったく同じだが、エネルギー効率と継戦能力なら人の姿、攻撃範囲と防御力なら巨体の竜形態が圧倒的に優れており、どちらかと言えば竜形態の方が強い。自由組合の評価では、4体とも特S級の天災級（カタストロフ）と分類される。
因みに竜族（ドラゴン）は“星王竜”ヴェルダナーヴァの劣化した因子を持って生まれた魔物で、“竜種”に姿は似ているが肉体を持つ物質生命体であり、本質は恐竜に近い。精霊竜が死んで竜の因子がばら撒かれたことで、下位龍族が魔素溜まりから生まれるようになった。地、水、火、風の竜王（ドラゴンロード）を頂点とし、火炎竜、氷雪竜、烈風竜、地砕竜の属性竜へと樹形図が描かれる。属性竜の強さに相性は関係なく、戦闘経験が重要になる。巣作りする習性があり、縄張りを自分好みの環境へ作り変えることができる。

### 能力、技術
能力（スキル）
何らかの成長を世界が認めた時に獲得することがある能力。獲得の契機は進化や、強い意志によるものなど様々。その他に種族特性として先天的に獲得している能力もある。また、複数のスキルを獲得した場合に統合されて新たなスキルに成長する場合もある。元々はヴェルダナーヴァが定めた世界の法則に影響を及ぼせるように、ある程度のシステム化が為された代物で、意思ある者の“魂”に宿り、その純粋なエネルギーを糧にして発動する。
スキルの種類としては大まかに、共通能力（コモンスキル）、特別能力（エクストラスキル）、特殊能力（ユニークスキル）、究極能力（アルティメットスキル）の4つに分類される。エクストラスキルは、コモンスキルより威力も性能も段違い。ユニークスキルは、これらよりさらに強力で、自らの感情や願望が形となり望むまま固有の権能を与える。魂に根付く場合が多いので、保有者はスキルによって魂が保護されており、魂に影響を与える権能の効果を緩和できる。究極能力は真なる魔王、聖人、勇者といった特別な域に至った極僅かな者だけが得る、天使や悪魔、神の名を冠したスキル。中でも人の根源的な欲求に由来する大罪系のスキルは特に強力とされる。ユニークスキルの限界を超えた先にあるのが究極能力なので、基本的に似通った究極能力はない。究極能力には究極能力で対抗するしかなく、下位の能力は通用しないのが絶対的な法則となっている。
世界が安定した後、ヴェルダナーヴァは自身には『正義之王』だけを残し、所有していた天使系究極能力の幾つかを竜種の妹達や始原の七天使の一部に譲渡して、その残りを世に解き放った結果、権能は輪廻の輪に取り込まれ、資格ある“魂に宿ってユニークレベルまで制限がかけられた状態で世に現れるようになり、これらが美徳系ユニークスキルである。それらの純粋な権能に対応するように、それらを模倣して所有者自身が生み出したのが悪魔系究極能力をはじめとしたスキルで、自身の意思、願望が形になって生み出されたものならば本家と同等の権能を有している。
技術（アーツ）
個体が自らの努力と修練で獲得する後天的な技術で、武術や魔術などがこれに該当する。魔素を持たず、魔力に乏しい人間が力を得る際に習得する事が多いが、知性の高い上位の魔物も習得している場合がある。闘気を魔法力に変換して武器に纏わせるエクストラスキル「魔法闘気」などのように、アーツとスキルを複合させて使用することもできる。
魔法
設定資料集では、魔法は「何らかの効果を生じさせるイメージ」を、特定の法則によって具現化するもの、と解説されている。能力でありながら技術でもあるので、魂のエネルギーの代わりに大気中の魔素を利用する事で法則を操作できる。魔素の薄い別次元世界では呪術や魔術が主流で使われる。
魔法は、元素魔法、精霊魔法、神聖魔法、召喚魔法の4つに大別でき、これを四大魔法という。この大別により、魔法を使う職業の名前も元素魔法系の使い手は法術師（ソーサラ）、精霊魔法系は呪術師（シャーマン）、召喚魔法系は召喚術師（サモナー）と区別され、2系統以上の魔法を習得した者は魔術師（マジシャン）、3系統以上の魔法を習得した者は魔導師（ウィザード）と呼ばれる。四大魔法の他にも、幻覚魔法、刻印魔法、死霊魔法、核撃魔法、精神魔法、暗黒魔法、竜種魔法などが存在している。魔法属性は地・水・火・風の自然属性と空間属性の空を合わせた五大属性と、光、闇、時の上位の三要素から成る。五大属性は「地＞空＞風＞水＞火＞地…」という相克関係になっていて、光と闇は背反し、時は何者にも囚われず全ての属性の上に君臨する。
元素魔法
魔素によって物理法則を書き換える魔法であり、現象の発動ではなくイメージの具現化によって発動される。自然現象や化学現象とは異なる法則によって成り立ち、術者の込めた魔力と魔素が尽きない限りイメージ通りの効果を継続的に発揮するが、法則性を見出すのは難しく、他の目的に流用しようとすると上手くいかない。威力では〈精霊魔法〉を上回るが、詠唱を必要とするので発動が遅く、近接戦闘は難しい。
核撃魔法
元素魔法の究極であり、奥義。究極能力にも通用するほど強力。精神体で魔素量が膨大な上位の悪魔族や竜種なら連発可能だが、人間が扱う場合は高レベルな術者達が儀式魔法や集団魔法として実現する。

精霊魔法
精霊と契約を結び、対価として魔素を渡し、その力を借りて発動する魔法。精霊という自然現象に準じた存在の力を行使するので、結果は物理法則に従ったものになる。極めれば元素魔法と対になる攻撃系魔法となり、更なる修練で精霊召喚を習得すれば契約精霊そのもの力を自由自在に行使できる。精霊の属性に応じて8属性が存在する。呪文の詠唱を必要としないので近接戦闘に組み合わせやすい。
死霊魔法
精霊魔法の亜種。悪霊や亡霊といった負の怨念を利用する魔法で、亡者などを召喚できる。

神聖魔法
通常では干渉できない霊子を効率的に運用する魔法。奇跡を信じる信仰の力が習得の条件で、善悪は関係なく想いの強さが力に変わる。その原理は“信仰と恩寵の秘奥”と呼ばれ、信仰対象となる神の名を媒体に力の一端を借り受ける事で術者が魔法を使用可能になる。この場合の神とは霊子に干渉可能な存在を指し、神との契約が成立してさえいれば、大気中の魔素を集める必要もなく、自身の魔素量にも左右されず、十分な知識と詠唱時間だけで大魔法を行使可能。祈りの言葉はイメージを伝えるのが目的で、演算処理は個々人に任されている。
信者が増えれば魔力が増大して“神”としての格が上がり、信者との繋がりで自分の演算領域を代用させるという裏技も可能になるので、膨大な信者がいれば大規模な魔法でも一瞬で行使出来るようになる。神聖系最強の“霊子崩壊（ディスインテグレーション）”は、究極能力保有者にも通用する魔法のひとつである。
召喚魔法
上位存在としての精神生命体や、使役する魔物を召喚し、行使する魔法。他の魔法を修めたうえで初めて習得可能な魔法であり、魔物の召喚なら元素魔法を習得し空間系の理を理解する必要が、精霊召喚の場合は精霊魔法の習得が必要。術者の技量で大体の魔物の強さが決まり、自分の実力以上に強い魔物を召喚するには様々な条件が必要。
幻覚魔法
妖術などを含み、元素魔法に基づくものと、精霊魔法に基づくものがある。
刻印魔法
魔法効果を付与する魔法。自分だけでなく他者の魔法も刻印可能。札や宝珠のようなアイテムに魔法を込めておくのが一般的で、一時的に武具に魔法効果を付与することも可能。
創造魔法（クリエイト）
刻印魔法の上位互換。悪魔を憑依させた魔人形（ゴーレム）の作製が可能。

### 用語
転生者、召喚者、異世界人
「転生者」は転生前の記憶を引き継いで転生した者全てを指す。作中ではリムル、マリアベル、アゲーラ、ヴェノム、ガドラなどがこれに当たる。異種族への転生者の例はあるが、「前世の記憶を持ったまま元の世界から次元を渡り別種族に転生する例（別種族への転生者かつ異世界人）は非常に稀」とされており、リムルはこれに該当するが、世界の年齢とほとんど同年月を生きているヴェルドラですら聞いたことがない珍しい事例であることが説明されている。ガドラは神秘奥義：輪廻転生で転生を繰り返しているものの失敗のリスクがあり、死霊として復活したアダルマンの実例が存在する。
「異世界人」については、現実世界と異世界の間に開いた裂け目やゲートなどに落ちたことで次元移動してしまった来訪者と、この世界から故意による召喚儀式で元の生活を強制的に奪い無理やり呼び出された召喚者をまとめて指す。どちらの場合でも自力で元世界へ帰還することは不可能となっている。界を渡る際に浴びる魔素の影響でユニークスキルなどの強力な能力を得る場合が多い。そのスキルの影響は当人の性格、人格などにも後天的に及ぶ。
「召喚者」は転生者とは別に、元の世界で自身が持っていた肉体を失うことなく召喚術によりこの世界へやって来た者を指す。主に魔物へ対抗するための兵器として喚ばれる場合が多く、召喚主に逆らえぬよう呪いを刻まれる場合も多い。世界を渡る際に肉体が一度滅び、大量のエネルギーを取り込んで半物質化する。必ず個々特有の“ユニークスキル”を持っているが、強い“魂”がなければ召喚に耐えられずエネルギーに飲み込まれて滅んでしまう。様々な条件を提示する場合は、30人以上の召喚術師で7日かけて儀式を行う上、成功例は1%未満と極端に少なく、33年から66年のインターバルが必要になる。条件を示さない不完全な召喚ならインターバルは短くなるが、成功率は低いままな上、成功しても子供が呼ばれてしまう事が多く、身の丈に合わない大量の魔素の為に5年ももたずに死亡する。西側諸国では異世界人の召喚は禁忌とされているが、ファルムス王国やシルトロッゾ王国など秘密裏に召喚を行っている国家も存在する。
「来訪者」は召喚術によるものではなく、偶発的な要因により元の世界からこちらの世界へ迷い込んで来た者を指す。召喚者との区別は困難で、非合法な召喚者を保護した来訪者だと主張された場合、真偽を確かめる術はない。

勇者
人類の切り札となる存在。異世界において人類は圧倒的に強い魔物の勢力の脅威に常に晒されている為、対魔物への戦力として希望となる勇者が求められる。“勇者”はそう簡単には生まれないが、飛び抜けて強い“異世界人”を召喚する方が効率が良いと考えた各国では禁忌を犯して極秘裏に勇者召喚が行われており、これで呼ばれた者が“召喚者”である。
勇者になりうる可能性を持つ者には“勇者の卵”が宿り、試練を超え卵が孵る事で真なる勇者として覚醒する。本来の“勇者”の資質とは光か闇の上位精霊を従える事であり、全ての罪や咎を背負う覚悟を持たなければ精霊の試練に打ち克てない。ミリムによれば、「特別な存在で、勝手に名乗っていいものではない」との事だが、何も考えず、精霊の怒りを買う事を恐れない馬鹿が名乗る事もあるという。
勇者を名乗る者には因果が巡り、対となる魔王との縁が必ず生じる。例として、勇者グランベルは、魔王ルミナスの配下になった後、再び離反するという複雑な縁をもつこととなった。また、本人が勇者であり魔王でもあるレオンは因果が自己完結している。

魔素
この世界の魔法の根源となる物質で、主に高い魔力を持つ魔物の個体から放射されるほか、空気中に存在する魔素を用いて魔法として行使出来るような性質を持つ。魔素濃度の高い場所ではヒポクテ草（回復薬の原料）などが発生・栽培できるほか、「魔素溜まり」と呼ばれるポイントからは魔物が発生することもある。
魔物に限らず人間でも、種族または個人能力により耐えられる分量に限界点があり、限界を超えると死に至ると説明されている。一方で魔法行使の際のエネルギー源となることから、魔素が染み込んだ食品は魔力回復剤としての性格も持つ。
魔国連邦でガビルとベスターが行った実験により、「意思」に反応するものである事が判明した。

霊子
魔素を構成する特殊な粒子。時間と空間を無視した特殊な動きをする為にあらゆる障壁を素通りする性質を持ち、自然転移する法則性である乱数位相を看破しなければ、「絶対防御」でも貫通する。

情報子
霊子より小さな世界の最小単位。質量は限りなくゼロに近い。あらゆる物質に含まれており、これを管理する事である程度生と死を司る事が可能となる。
不定形な波長である自我を、“情報子”の集合体である「心核（ココロ）」が包んでおり、これに全ての情報が刻まれる。そして、心核を覆うエネルギー結晶が“魂”であり、魂に刻まれた情報が力、つまり能力（スキル）を行使する源になる。

思念伝達
物語の根幹を成す固有能力で、魔物であれば全員が苦もなく使いこなすとされている。名無し魔物同士の個別認識のほか、意志を乗せて話せば言語が違っても相互理解可能、肉声が届かないほど距離が離れても通話可能、などの特徴がある。

名付け
主に名無し魔物に名前を付ける儀式を指す。上位の魔物が下位の魔物に“名付け”した場合のみ効力が発揮され、“名付け”られた魔物は名付けた魔物から所有魔素を奪うことにより進化する。魔素は生命力と同義であることから、子を成す行為によって生命力を子に奪われた親が死亡することもあるのと同様、簡単に行われる行為ではない。
上位存在に“名付け”られると性質が変化してしまうため、自力で獲得した“魂”を使っても“真なる魔王”に覚醒する事はできない。他者に“魂”を与える場合のエネルギー効率は1割程度に低下するので、“魂”のエネルギーを変化させる能力があっても10万の魂が必要になる。

影空間
スキル「影移動」によって利用できる空間。主な使用者はランガ、ソウエイで、影の中に潜むことで移動距離を無視して常に側に居られる別空間待機所（ランガ）、影から影へ繋がる異空間を通過することにより移動距離をゼロにしてしまう空間能力（ソウエイ）として活用されている。ただし空気が存在しないので、人鬼族などは息を止めていられる間しか利用できない。
影空間の内部では熱の移動が起こらないので、遠隔の温泉地より鉱泉を引き常時入浴出来る露天風呂の源泉輸送経路として活用されている。
後にリムルの発案として影空間と魔鋼を利用した世界規模での通信伝達網構築構想が語られた。

回復薬
ヒポクテ草から不純物を取り除いた抽出液を魔素と融合させて作製される薬品。抽出率99%の完全抽出液を“完全回復薬（フルポーション）”、これを20倍希釈したのが“上位回復薬（ハイポーション）”で、更に5倍に薄めると“下位回復薬（ローポーション）”になる。抽出液は非常に反応しやすい性質がある為、不純物が何もない完全な真空状態でなければ抽出率99%は達成できず、98%以下の抽出率では上位回復薬と同等の効果にしかならない。回復薬は遺伝子情報をもとに効果を発揮するので、完全回復薬なら部位欠損すら治療可能で、所有者が長く愛用して意思が宿った“魔鋼”製の武具まで回復させるが、魂の蘇生まではできない。
完全回復薬の量産に成功している魔国連邦では、下位回復薬を銀貨4枚、上位回復薬を銀貨35枚で販売している。
ヒポクテ草
回復薬の原材料として有名な、魔素濃度の高い場所に生育する稀少な薬草。劇的な効果はないものの、抽出液の搾りかすを魔素と融合させれば傷を塞ぐ軟膏になる。
ガビルとベスターの研究から、実は高濃度の魔素によって突然変異した植物の総称であり、厳密にはヒポクテ草という植物の種は存在しないという事が判明した。なお、抽出後の魔素が全て採取されたヒポクテ草は、元の雑草へ姿が戻ることも分かっている。

魔鋼
鉄鋼より硬度が高く、柔軟で、魔法との相性もいい金属。沸点が1万度近くと超高温にも耐性があり、自己再生能力もある。魔素の誘導と非常に相性が良く、使用者のイメージに添って徐々に理想の形態へと姿を変える“成長する武器”となる。
原石である“魔鉱石”は、魔素濃度の濃い場所にあった鉄鉱石が、長い年月をかけて魔素を大量に取り込んで突然変異した物質であり、最低でもBランク相当の魔物の生息地にしか存在しない。“魔鉱石”から取れる“魔鋼”は3〜5%であり、“魔鋼塊”は同等の金の20倍以上の価値を持つ。その価値の高さから純魔鋼の武器はほとんど製造されず、魔鋼を芯に刀身を鋼鉄で整えるのが普通。その為、長い年月を経て魔素の侵食が進んだ武器の方が強く、古くなっても周囲の魔素を取り込んで自動再生するので、錆びや欠けも起こらない。また、命が宿るとも言われており、折れたり完全な歪みが出来た時、魔素が一気に抜けて風化するという。

神輝金鋼（オリハルコン）
金という希少金属の「不変」性に着目し、“魔鋼”に“金”を加えて通常よりも濃密な魔素を注入する事により精製した特殊合金。全ての面で“魔鋼”を超えるが、金そのものが希少なので量産は出来ない。

生体魔鋼（アダマンタイト）
金剛石を超える硬度と生物らしい柔軟性を備えた伝説級（レジェンド）相当の金属。

竜気魔鋼（ドラゴタイト）
魔鋼がヴェルドラの波動にて変質した、黒銀色の特異な生体魔鋼の一種。神輝金鋼に匹敵する強度を持つ。

究極の金属（ヒヒイロカネ）
永久不変の属性を持つ神話級（ゴッズ）の金属。あらゆる性質の波長に反発し、「解析鑑定」も欺く。普段は光さえも打ち消すので闇夜のような漆黒をしているが、魔力を流して戦闘状態に変化させると虹色に光り輝く。

抗魔の仮面
仮面型の魔法道具（マジックアイテム）。付与された効果は「魔力抵抗、毒中和、呼吸補助、五感増強」の4つ。「魔力抵抗」は敵の魔法への対抗と自身の魔力の隠蔽、「呼吸補助」で無酸素の環境下でも呼吸が可能になり、残る「毒中和」「五感増強」も冒険者には必須と言える。
元々は“勇者”の所持品であったが、50年前近く昔にイフリートを抑制する目的でシズに譲渡される。時を経てイフリートが暴走した際に破損、シズの死後は形見として最期を看取ったリムルが継承、「捕食者」で取り込んで再生され、その後はリムルとの別れを悲しんだクロエにプレゼントされた。
“勇者”=クロエである事から、彼女と共に“時の輪廻”を繰り返している装備であった。その為、無限の時間厚を内包しており、仮面の創造に関った者でなければ傷付ける事が出来ないという性質を秘め、上位魔将時代の「原初の黒」（=後のディアブロ）でも破壊出来ず逆に腕を吹き飛ばされている。

魔導列車
魔国連邦にて開発された列車・鉄道網。車体は魔鋼製で、動力の蒸気機関に必要な燃焼力として“精霊魔導核”を搭載し、魔導科学で構築された制御魔術術式で運用され、魔素を熱量に変換させてタービンを回すだけでなく、タービンで生み出された電気を“精霊魔導核”に戻して溜め、蓄電池としても利用できる。
試験運用中は動力車1両に貨物車2両と客室車3両の6両編成で、平均時速50キロメートルを維持して運行する。客室車は80座席で、最大150人まで収容可能。理論上は4倍の速度まで出す事が出来、積載量は1000トンを超えるので、将来的には時速100キロ以上、10両編成での運用を計画している。
ブルムンド王国を中継地点として、北側はファルメナス王国経由でドワルゴンの西口まで、南側はクシャ山脈を貫くトンネルを経てサリオンまで線路を伸ばす予定。
精霊魔導核
精霊を利用した動力炉。魔素を各種属性の精霊に与える事で、使い勝手の良いエネルギーへと変換する機能を有しており、エネルギーを循環させる事も可能。大気中に含まれる魔素が燃料で、足りない場合は魔石を用意するだけで済み、メンテナンスが必須とはいえ常に魔素が存在する場所なら永久に活動可能。

孔空き装備
クロベエとカイジンが共同開発した新式の魔法武具（マジックウェポン）。カイジンとベスターによる“精霊魔導核”の研究を元に属性を付与した魔石「精霊属性核（エレメント・コア、通称「魔玉〈コア〉」）」を、クロベエが製造したベースとなる特質級（ユニーク）武具に空いたビー玉サイズの孔へ嵌め込む事で、魔法を固定する事のない属性変更が可能な魔法武具が完成した。孔の数は最大で3個が限界であり、クロベエでも成功率は1%未満。なお、カイジンは2個孔、クロベエの高弟4人は1個孔が最高で、他の弟子達では成功していない。
また、帝国との戦争では、魔玉にカリスの炎の魔力を込めた「炎爆玉（フレアボム）」という形で爆弾として利用された。

魔導戦車
帝国が実用化した新兵器の1つ。5人で操縦され、古代遺跡から発掘した魔導制御動力炉を現代風に改良して、石油の代わりに魔素を利用した内燃機関を有し、大気を循環させる事でエネルギーをチャージ、放熱と魔素供給を同時に行う。
主砲の“魔導砲”は初速2000メートル/秒、装弾数50発、1分間あたり5発連射可能で、最大射程30キロメートルの有効射程3キロメートル、破壊力は超高等爆炎術式に匹敵し、魔法原理で発射されただけの質量兵器なので対魔法結界は効果がない 。さらに、数万度の熱と爆風で範囲数十メートルを吹き飛ばす特殊弾も試作されている。

飛空船
帝国の魔法技術の結晶といえる秘密兵器。最大400名が搭乗可能で、操作を行う運用部門、対物理、対魔法、対属性の「防御結界」を担当する防御部門、計5門の魔法増強砲関係に携わる攻撃部門に各100名ずつ割り振られ、残る100名は予備、連絡や医療関係に従事する。最高速度は音速を凌駕し、最大の特徴として魔素撹乱放射（マジックキャンセラー）発生装置が搭載されている。

擬似魂（ギジコン）
リムルが開発したデバイスで、魂の器の代用として働く。
これを核とし魔精核で形作った魔物に埋め込むことで、本来の身体とは別の「仮魔体（アバター）」を持つことが可能となる。作中ではリムルやラミリス、そして強すぎて活躍の場が限定されるヴェルドラやミリムが、仮魔体を利用して迷宮内の魔物側「遊撃パーティ」として活動するのに使用しているほか、混沌竜の魂を擬似魂に吸わせることで別の魔物へ復活させることにも使われた。
東の帝国との戦争では、奪い取った魂から抜き取った“情報子”を含ませた擬似魂を遺体に埋め込むことで殺した帝国将兵を蘇生させている。擬似魂で蘇生された者は普通に生きていく分には問題なく、鍛えた身体能力や魔法の知識、習得した技術は損なわれないが、スキルは魂と強く結びついたものなので、魂のエネルギーを奪われた擬似魂では使用できない。

魔王達の宴（ワルプルギス）
魔王3人以上の合意により開催される魔王集会。元々はギィ、ミリム、ラミリスの3名で行われていたお茶会だったのだが、現在では魔王視点で世界に関わる様々な合意が必要な事項が話し合われるほか、新しい魔王の就任も認定されるなどの側面を持つ。
なお、「魔王の総称」を決定するための会合でもあり、十大魔王となる以前は「名称を決定するたびに（魔王の数が）増減した」という理由で何度も開催された上、結局は人間側の呼称によりなし崩しに決定となり魔王たちの命名に関する数年以上に及ぶ努力は全て無駄になったとされている。

天魔大戦
500年周期で発生する大戦。地上の発展した都市を目標に、究極能力「正義之王」の権能である「天使之軍勢（ハルマゲドン）」によって召喚される天使族（エンジェル）の軍勢が侵攻し、呼応するように魔人も活性化することで、天、魔、人が入り混じって大戦が行われる。ドワーフ王国が地底に、サリオンが神樹の洞に都市を築くのは、天使から都市を守るためである。召喚された天使は受肉していないので通常は1週間ほどで消滅し、大戦も終息するが、基軸世界の生命体へ受肉し種として定着する事もある（例：長鼻族〈テング〉など）。

## 各版の相違点
ここでは全版の大筋プロット版として無償公開されているWEB版と、その他の媒体でのそれぞれの描写相違点を列挙する。ただし、物語の進行にほとんど影響しない細かい相違点についてはあらかじめ省いた。
巻数が進むにつれWEB版との相違点が増えていくため、最終的には全てを列挙する事が困難になることも考え得る。
また、書籍版以下の出版物媒体は書籍版を下敷きにしているため、特別に個別変更点がなければ書籍版のみ記載し以下は記述を省略した。
シズの口調が変わっている
書籍版では中性的な喋り方をするが、漫画、アニメでは女性らしい喋り方となっている。

シズとカバル、エレン、ギドの交流について
書籍版：カバルたちはシズが暴走してイフリートと分離するまで仮面の中の素顔を見ておらず、シズを老婆だと思っていた。シズの最期についても途中でリムルに後を託してブルムンドに戻っている。
漫画、アニメ版：カバルたちがシズの素顔を知っており、シズの最期のときも彼女の無事を案じて村に残り続け、シズの死を聞かされた際には事実を受け止め、シズの姿に擬態したリムルにシズへの感謝を告げた。

シオンらが殺害される主原因が違う
WEB版：西方聖教会の信徒に殺害される
書籍版：ファルムス王国所属の異世界人3人に殺害される

田口省吾、橘恭弥、水谷希星
WEB版には登場しておらず、書籍版で初出（外部リンクWEB版参照）。

魔王レオンの二つ名が違う
WEB版：金髪の悪魔（プラチナデビル）
書籍版：白金の剣王（プラチナムセイバー）、白金の悪魔（プラチナデビル）

漫画版にのみシズの故郷回想がある
講談社コミックプラスのインタビューにて作者伏瀬が漫画版2巻の追加点として語っている。

ユウキの性格や行動理念が違う
WEB版：「世界の破滅」を目論み、自分以外の存在すべてを利用し嘲笑うなど「純粋な悪」、「倒すべき敵」としての面が強調されている。小さな蟲を使い思考誘導で相手を洗脳する手段を用いる。
書籍版：「世界征服」を目論み、自分がこの世界を導くという理念を持つ。目的のためなら如何なる犠牲も厭わない冷酷な合理主義者ではあるものの、信頼する仲間を大事にしたり、強敵を前にしても折れずに自分と仲間の力で目的を達成するなど、リムルと対をなす「もう一人の主人公」のような位置づけである。リムルとは敵対することもあれば共闘したりすることもある。

ユウキの裏の顔が明かされるタイミングが違う
書籍版：開国祭でリムルがユウキがクレイマンの黒幕だと見抜くまで中庸道化連のボスの正体は「少年」という記述で伏せられていた。
漫画、アニメ版：ラプラスが最初に西方聖教会の潜入から帰還してカガリとして復活したカザリームと再会した際に中庸道化連のボスがユウキであることが明かされている。

5人の子供を引き取る経緯が違う
WEB版：シズの幻影からシズとヒナタがユウキから思考操作を受けていたと聞かされたリムルはイングラシア中がユウキの影響下にある可能性を考え、フューズに自由組合内部の思考操作の進行具合を確かめるように内偵を依頼する。しかしその間にヒナタが子供達の救出に向かってユウキと一戦交える。
書籍版：リムルはユウキと子供達を開国祭に誘い、そのまま子供達を返さずに転校手続きをした。

悪魔の設定にて色（原初）が追加され、「七柱」存在する
黒（ノワール）ディアブロ
赤（ルージュ）ギィ・クリムゾン
青（ブルー）レイン
緑（ヴェール）ミザリー
白（ブラン）テスタロッサ
黄（ジョーヌ）カレラ
紫（ヴィオレ）ウルティマ

七曜の老師の設定の変更とロッゾ一族の登場
WEB版：七曜の老師たちは最後までルミナスの忠臣として働いている。アダルマンとアルベルトを謀殺した点は同じだが、彼らが勇者とならずに仙人となったことと、自分たちを脅かす才能を持ち、ルミナスの正体に疑念を抱いていたことから危険視して排除したという理由になっている。
書籍版：ロッゾ一族の登場と、その長であり元勇者であるグランベルが七曜の老師の長、日曜師であるという設定がなされた。グランベルの野望のため、ルミナスの寵愛を受ける者が増えることでルミナスから愛の接吻（ラブエナジー）を受けられなくなることを恐れる他の七曜たちの嫉妬心を操ることで、自分の保身のために他人を蹴落とし踏みにじる腐敗した存在となってしまった。アダルマンとアルベルトを謀殺し、ヒナタもリムルとの対立を演出し抹殺しようとしたが、リムルとルミナスによって阻まれ、ルミナスに裁かれることで七曜は滅びた。

ルドラの設定が違う
WEB版：転生のたびに魂が摩耗し、かつての理想を失いただ「ギィに勝利する」という目的にのみ囚われ非道な行為にも手を染めるようになった。リムルを甘く見た結果ヴェルドラを奪い返され、自身の勢力を殲滅され最期は生き残っていたユウキに「天使之軍勢」を発動させられたうえで「正義之王」を奪われ死亡した。
書籍版：転生のたびに魂が摩耗し、「正義之王」が神智核として進化したミカエルに自我を乗っ取られていった。僅かに残るルドラの残滓の影響でギィとのゲームを続行していたが、ほぼミカエルの性質に置き換わっており、自分一人を正義とし、民を愚民と見下し、覚醒者を生み出すため平然と多くの犠牲者を許容するなど人間としての情がほぼ残っていなかった。リムルとの戦いで自身の戦力が壊滅したことでギィとのゲームに「敗北」という形で決着がついたことで完全にミカエルに乗っ取られ、ヴェルグリンドの力を奪い取り、フェルドウェイと共に帝国でないどこかへと去っていった。

異界の住人の登場と、天使の設定に始原の七天使の設定が追加された
妖魔族、蟲魔族、幻獣族の設定とフェルドウェイ、ザラリオ、コルヌ、オベーラの登場。ディーノとガラシャ、ピコも始原のメンバーとなっている。

マサユキがルドラの転生体であると明言されている
WEB版：最終決戦までマサユキがルドラの転生体であることは触れられず、判明後もあくまで明言はせずに抽象的な表現にとどめている。最終決戦後にヴェルグリンドと剣と融合した疑似魂に宿ったルドラに見つかり、彼らや友人となったヴェノムと共に旅に出たことがほのめかされた。
書籍版：ヴェルグリンドがフェルドウェイによって異次元に追放された際に、リムルの虚数空間にいた別身体がスキルの改変を受け、次元跳躍を得たことで散らばったルドラの魂の欠片を回収する旅に出ることになり、その旅の最後にマサユキのいた世界でマサユキと出会い、彼が基軸世界に転移したことで自らも基軸世界に跳躍し、自分が飛ばされた直後の時間軸にてマサユキの前に現れ、彼の窮地を救う。そこでマサユキがルドラの転生体であることを明言する。それによってミカエルに乗っ取られ、姿を消したルドラの代わりに東の帝国の皇帝として抜擢されることとなった。

## 既刊一覧

### 小説『転生したらスライムだった件』
マイクロマガジン社（GCノベルズ）より続刊中。また、英語版、中国語版、韓国語版も他出版社より続刊している。オーディオブックサービスのAudibleも岡咲美保の朗読で2019年5月24日からシリーズが順次配信されている。
1. 2014年6月6日初版発行（6月9日発売[MM 1]）、ISBN 978-4-89637-459-9
2. 2014年9月6日初版発行（8月29日発売[MM 2]）、ISBN 978-4-89637-473-5
3. 2014年12月31日初版発行（12月24日発売[MM 3]）、ISBN 978-4-89637-488-9
4. 2015年5月7日初版発行（4月30日発売[MM 4]）、ISBN 978-4-89637-502-2
5. 2015年6月6日初版発行（5月30日発売[MM 5]）、ISBN 978-4-89637-507-7
6. 2015年11月6日初版発行（10月30日発売[MM 6]）、ISBN 978-4-89637-538-1
7. 2016年5月5日初版発行（4月28日発売[MM 7]）、ISBN 978-4-89637-561-9
8. 2016年9月6日初版発行（8月30日発売[MM 8]）、ISBN 978-4-89637-577-0
9. 2016年12月5日初版発行（11月30日発売[MM 9]）、ISBN 978-4-89637-600-5
10. 2017年4月12日初版発行（4月7日発売[MM 10]）、ISBN 978-4-89637-630-2
11. 2017年12月13日初版発行（12月8日発売[MM 11]）、ISBN 978-4-89637-678-4
12. 2018年3月14日初版発行（3月9日発売[MM 12]）、ISBN 978-4-89637-698-2
13. 2018年10月3日初版発行（9月28日発売[MM 13]）、ISBN 978-4-89637-816-0
14. 2019年4月3日初版発行（3月29日発売[MM 14]）、ISBN 978-4-89637-862-7
15. 2019年10月3日初版発行（9月30日発売[MM 15]）、ISBN 978-4-89637-923-5
16. 2020年4月1日初版発行（3月27日発売[MM 16]）、ISBN 978-4-89637-989-1
17. 2020年10月8日初版発行（9月30日発売[MM 17]）、ISBN 978-4-86716-056-5
18. 2021年4月8日初版発行（3月31日発売[MM 18]）、ISBN 978-4-86716-122-7
19. 2021年12月6日初版発行（11月30日発売[MM 19]）、ISBN 978-4-86716-203-3
20. 2022年10月8日初版発行（9月30日発売[MM 20]）、ISBN 978-4-86716-339-9
21. 2023年10月30日発売[1136]、ISBN 978-4-86716-488-4
22. 2025年1月30日発売[1137]、ISBN 978-4-86716-707-6

#### 児童書版
マイクロマガジン社（かなで文庫）より続刊中。イラストは、もりょが担当（原作のイラスト担当のみっつばーはキャラクター原案として表記）。
1. 「最強のスライム誕生!?（上）」2021年9月15日発売[MM 21]、ISBN 978-4-86716-183-8
2. 「最強のスライム誕生!?（中）」2021年9月15日発売[MM 22]、ISBN 978-4-86716-184-5
3. 「最強のスライム誕生!?（下）」2021年9月15日発売[MM 23]、ISBN 978-4-86716-185-2
4. 「ジュラの森の大異変（上）」2021年10月15日発売[MM 24]、ISBN 978-4-86716-194-4
5. 「ジュラの森の大異変（中）」2021年11月15日発売[MM 25]、ISBN 978-4-86716-206-4
6. 「ジュラの森の大異変（下）」2021年12月15日発売[MM 26]、ISBN 978-4-86716-217-0
7. 「桜金色の魔王現る（上）」2022年1月15日発売[MM 27]、ISBN 978-4-86716-232-3
8. 「桜金色の魔王現る（中）」2022年2月15日発売[MM 28]、ISBN 978-4-86716-247-7
9. 「桜金色の魔王現る（下）」2022年3月15日発売[MM 29]、ISBN 978-4-86716-263-7
10. 「異世界から来た者たち（上）」2022年4月15日発売[MM 30]、ISBN 978-4-86716-274-3
11. 「異世界から来た者たち（中）」2022年5月16日発売[MM 31]、ISBN 978-4-86716-286-6
12. 「異世界から来た者たち（下）」2022年6月15日発売[MM 32]、ISBN 978-4-86716-305-4
13. 「スライムの魔王誕生（上）」2022年7月15日発売[MM 33]、ISBN 978-4-86716-315-3
14. 「スライムの魔王誕生（中）」2022年8月16日発売[MM 34]、ISBN 978-4-86716-326-9
15. 「スライムの魔王誕生（下）」2022年9月15日発売[MM 35]、ISBN 978-4-86716-333-7
16. 「真なる魔王たちのうたげ（上）」2022年10月15日発売[MM 36]、ISBN 978-4-86716-345-0
17. 「真なる魔王たちのうたげ（中）」2022年11月15日発売[MM 37]、ISBN 978-4-86716-361-0
18. 「真なる魔王たちのうたげ（下）」2022年12月15日発売[MM 38]、ISBN 978-4-86716-372-6
19. 「教会からの使者（上）」2023年1月14日発売[MM 39]、ISBN 978-4-86716-381-8
20. 「教会からの使者（中）」2023年2月15日発売[MM 40]、ISBN 978-4-86716-392-4
21. 「教会からの使者（下）」2023年3月15日発売[MM 41]、ISBN 978-4-86716-400-6
22. 「祝祭への道のり（上）」2023年4月15日発売[MM 42]、ISBN 978-4-86716-412-9
23. 「祝祭への道のり（中）」2023年5月15日発売[MM 43]、ISBN 978-4-86716-422-8
24. 「祝祭への道のり（下）」2023年6月15日発売[MM 44]、ISBN 978-4-86716-431-0
25. 「魔国連邦の幕開け（上）」2023年7月17日発売[MM 45]、ISBN 978-4-86716-445-7
26. 「魔国連邦の幕開け（中）」2023年8月17日発売[MM 46]、ISBN 978-4-86716-456-3
27. 「魔国連邦の幕開け（下）」2023年9月15日発売[MM 47]、ISBN 978-4-86716-467-9
28. 「もう一人の転生者（上）」2023年11月15日発売[MM 48]、ISBN 978-4-86716-490-7
29. 「もう一人の転生者（中）」2024年1月15日発売[MM 49]、ISBN 978-4-86716-516-4
30. 「もう一人の転生者（下）」2024年3月15日発売[MM 50]、ISBN 978-4-86716-543-0
31. 「時空の少女（上）」2024年5月15日発売[MM 51]、ISBN 978-4-86716-573-7
32. 「時空の少女（中）」2024年7月16日発売[MM 52]、ISBN 978-4-86716-604-8
33. 「時空の少女（下）」2024年9月17日発売[MM 53]、ISBN 978-4-86716-627-7
34. 「帝国の脅威（上）」2024年11月15日発売[MM 54]、ISBN 978-4-86716-659-8
35. 「帝国の脅威（中）」2025年1月15日発売[MM 55]、ISBN 978-4-86716-697-0

### 漫画『転生したらスライムだった件』
講談社（シリウスKC）より続刊中。また、英語版、中国語版、韓国語版も他出版社よりそれぞれ続刊している。
1. 2015年10月30日第1刷発行（同日発売[講 1]）、ISBN 978-4-06-376578-6
2. 2016年4月28日第1刷発行（同日発売[講 2]）、ISBN 978-4-06-390623-3
3. 2016年11月30日第1刷発行（同日発売[講 3][講 4]）、ISBN 978-4-06-390666-0 / ISBN 978-4-06-523838-7（特装版）
4. 2017年4月7日第1刷発行（同日発売[講 5]）、ISBN 978-4-06-390693-6
5. 2017年9月8日第1刷発行（同日発売[講 6]）、ISBN 978-4-06-390728-5 / 2017年9月7日発売[講 7]、ISBN 978-4-06-397050-0（特装版）
6. 2017年12月8日第1刷発行（同日発売[講 8]）、ISBN 978-4-06-510505-4
7. 2018年3月9日第1刷発行（同日発売[講 9]）、ISBN 978-4-06-511098-0
8. 2018年6月8日第1刷発行（同日発売[講 10][講 11]）、ISBN 978-4-06-511672-2 / ISBN 978-4-06-512501-4（特装版）
9. 2018年9月28日第1刷発行（同日発売[講 12][講 13]）、ISBN 978-4-06-512742-1 / ISBN 978-4-06-513500-6（特装版）
10. 2018年12月7日第1刷発行（同日発売[講 14][講 15]）、ISBN 978-4-06-513916-5 / ISBN 978-4-06-514674-3（特装版）
11. 2019年3月29日第1刷発行（同日発売[講 16]）、ISBN 978-4-06-514780-1
12. 2019年7月9日第1刷発行（同日発売[講 17][講 18]）、ISBN 978-4-06-516205-7 / ISBN 978-4-06-513935-6（限定版）
13. 2019年12月2日第1刷発行（12月4日発売[講 19][講 20]）、ISBN 978-4-06-517764-8 / ISBN 978-4-06-514032-1（限定版）
14. 2020年3月27日第1刷発行（同日発売[講 21][講 22]）、ISBN 978-4-06-518759-3 / ISBN 978-4-06-514033-8（限定版）
15. 2020年7月9日第1刷発行（同日発売[講 23][講 24]）、ISBN 978-4-06-520127-5 / ISBN 978-4-06-514034-5（限定版）
16. 2020年11月27日第1刷発行（同日発売[講 25][講 26]）、ISBN 978-4-06-521244-8 / ISBN 978-4-06-518334-2（限定版）
17. 2021年3月31日第1刷発行（同日発売[講 27][講 28]）、ISBN 978-4-06-522558-5 / ISBN 978-4-06-523052-7（限定版）
18. 2021年7月8日第1刷発行（同日発売[講 29][講 30]）、ISBN 978-4-06-523837-0 / ISBN 978-4-06-523838-7（限定版）
19. 2021年12月9日第1刷発行（同日発売[講 31][講 32]）、ISBN 978-4-06-526034-0 / ISBN 978-4-06-526033-3（限定版）
20. 2022年3月9日第1刷発行（同日発売[講 33][講 34]）、ISBN 978-4-06-527091-2 / ISBN 978-4-06-527100-1（限定版）
21. 2022年7月7日第1刷発行（同日発売[講 35][講 36]）、ISBN 978-4-06-528494-0 / ISBN 978-4-06-528492-6（限定版）
22. 2022年12月8日第1刷発行（同日発売[講 37][講 38]）、ISBN 978-4-06-529915-9 / ISBN 978-4-06-529931-9（限定版）
23. 2023年5月9日第1刷発行（同日発売[講 39][講 40]）、ISBN 978-4-06-531626-9 / ISBN 978-4-06-531625-2（限定版）
24. 2023年9月8日第1刷発行（同日発売[講 41][講 42]）、ISBN 978-4-06-532861-3 / ISBN 978-4-06-533092-0（特装版）
25. 2024年1月9日第1刷発行（同日発売[講 43][講 44]）、ISBN 978-4-06-534117-9 / ISBN 978-4-06-534118-6（特装版）
26. 2024年6月7日第1刷発行（同日発売[講 45][講 46]）、ISBN 978-4-06-535745-3 / ISBN 978-4-06-535686-9（特装版）
27. 2024年9月9日第1刷発行（同日発売[講 47][講 48]）、ISBN 978-4-06-536687-5 / ISBN 978-4-06-537170-1（特装版）
28. 2025年1月30日第1刷発行（同日発売[講 49][講 50]）、ISBN 978-4-06-538016-1 / ISBN 978-4-06-538390-2（特装版）
29. 2025年6月9日第1刷発行（同日発売[講 51][講 52]）、ISBN 978-4-06-539688-9 / ISBN 978-4-06-539769-5（特装版）

### 公式設定資料集
- 原作：伏瀬、編集：GCノベルズ編集部 『転生したらスライムだった件 8.5 公式設定資料集』2016年9月6日初版発行（8月30日発売[MM 56]）、ISBN 978-4-89637-580-0
本誌には以下の外伝小説が掲載されている。リンクは同内容のWEB無償公開版。
  - 蓑虫ゴブタ（書籍1巻 ゲーマーズ特典）
  - 夜の蝶（書籍1巻 とらのあな特典）
  - とある冒険者達の日常（書籍1巻 アンケート回答特典）
  - 着せ替え（書籍2巻 ゲーマーズ特典）
  - 温泉（書籍2巻 とらのあな特典）
  - 釣り（書籍3巻 ゲーマーズ特典）
  - 桃色の景色（書籍3巻 とらのあな特典）
  - ゴブタの修行（書籍4巻 ゲーマーズ特典）
  - ミリムと蜂蜜（書籍4巻 とらのあな特典）
  - ゲルドと仕事（書籍5巻 ゲーマーズ特典）
  - 好敵手（書籍5巻 とらのあな特典）
  - リムルの手記（書籍6巻 限定小冊子）
  - 美食の道（書籍7巻 限定小冊子）
  - 聖騎士たちの敗北（書き下ろし）
- 原作：伏瀬、編集：GCノベルズ編集部 『転生したらスライムだった件 13.5 公式設定資料集』2019年2月4日初版発行（1月30日発売[MM 57]）、ISBN 978-4-89637-845-0
本誌には以下の外伝小説が掲載されている。
  - 魔物の国の給与事情（書籍11巻 限定小冊子）
  - 常世の国の女神様（書籍12巻 限定小冊子）
  - 紅に染まる湖畔事変（書き下ろし）

### 豪華記念本
- 小説：伏瀬、イラスト：みっつばー 『転生したらスライムだった件 10th ANNIVERSARY BOOK 転スラX』2023年11月30日発売[MM 58]、ISBN 978-4-86716-501-0

### 公式キャラクターブック
- 『転生したらスライムだった件 公式キャラクターブック』2022年12月8日発売[1138]、ISBN 978-4-06-530437-2

### その他
- 編：講談社『転生したらスライムだった件 転生 漢字ドリル』2022年12月26日発売[1139]、ISBN 978-4-06-530687-1。
- 文・構成：堀川よしあき、解説：エスカンド・ジェシ『転生したらスライムだった件 異世界サバイバルマニュアル』2024年6月7日発行 (同日発売) [1140] [1141]、ISBN 978-4-06-533567-3。
- 編：講談社、監修：転スラ製作委員会、医療監修：山本健人（医師・医学博士）『転生したらスライムだった件で学べるBOOK 人体』2024年7月23日発売[1142]、ISBN 978-4-06-536397-3。
- 編：講談社、監修：転スラ製作委員会、学術監修：石川忠（東京農業大学教授）『転生したらスライムだった件で学べるBOOK 昆虫』2024年10月28日発売[1143]、ISBN 978-4-06-537229-6。

## スピンオフ漫画
本作品は、本編設定を元にした外伝的作品（スピンオフ漫画）が複数存在する。

### 転生したらスライムだった件 魔物の国の歩き方
作画岡霧硝による、webコミック誌『コミックライド』で連載されたスピンオフ漫画。時系列はヴェルドラ復活やディアブロ加入、ヒナタやルミナスとの和解後（本編8巻以降）となっている。岡霧硝の体調不良により長らく休載となっていたが、その後連載終了が決まった。

#### あらすじ
好奇心が旺盛な兎人族フラメアは、一緒にやってきた父親とは別行動で魔国連邦を探索していたところ、審美眼と解析に特化したユニークスキル「好事家（モノズキ）」を持つことをリムルに着目され、リムルより「魔国連邦のガイドブック作成」を頼まれる。

#### 登場人物
声はPV時の声優。 
フラメア
声 - 小原好美
種族：兎人族（ラビットマン）
本作の主人公でウサギの耳を持つ兎人族の美少女。
ジュラの大森林の弱諸部族の出身。かつてリムルの魔王就任後に忠誠を誓った兎人族族長の実娘でもある。好奇心旺盛な性格で、謁見式に参加する父に無理を言って同行し、首都リムルに到着して直ぐに親の目を盗んで行方をくらまして町を散策していた。感動した時の口癖は「星3つ」。
兎人族の中では唯一の“名付き”で、名付けをしたのは魔王ルミナスである。森を出て正体を隠し他国を旅した経験があり、ルミナスとはその時に偶然出会っている。里では次期族長候補とされているが、自身にその気は全くない。
自分の経験を点数制で記録紙にまとめている事を知ったリムルから、外国人にもわかりやすいガイドブックの制作を依頼され、衣食住の保証と行動の自由、新商品や新施設の優先的な利用を条件に仕事を引き受ける。広報担当という事で、所属上はミョルマイルの部下。後にリムルからカメラを与えられ、写真集の出版なども手がけるようになる。
頭の硬い里の同朋を嫌い、開国祭以降長らく帰省していなかったが、父親や周囲の説得で一度故郷に帰る事となる。その際に長老派と諍いが起きるが、勝手に里まで着いてきたヴェルドラに威圧されて、結果的に和解に成功した。
審美眼、材料解析、年代測定を併せ持つユニークスキル「好事家（モノズキ）」を所有する。兎人族は強さは普通の人間と変わらず「変身」もできない劣化獣人の一種だが、大森林で生き抜く為に「危険察知」に特化した能力を持ち、俊敏性も高く逃げ足には自信がある。攻撃は苦手だが、戦闘ではカイジンが製作した「リーフブーメラン」を使用する。森育ちなので空気の止まった場所や暗いところ、狭いところが苦手。

兎人族の族長
種族：兎人族
フラメアの実父。娘が兎人族唯一の“名有り”であり、死亡した兎人族の里の長老の子の代理で族長をしている。その為、一族での立場はあまり強くはなく、開国祭以降、里を出たきり帰ってこない娘を連れ戻すよう圧力をかけられ、再度首都リムルを訪問した。娘が魔国連邦の首脳陣と仲良くなっていた事や、帰省にリムルが着いて来る事が決定して頭を痛めながらも、発展し続ける首都を目にした事で、族長として里に変化を受け入れようと考える。

#### 書籍情報
マイクロマガジン社（ライドコミックス）より続刊中。
1. 2017年4月12日初版発行（4月7日発売[MM 59]）、ISBN 978-4-89637-628-9
2. 2017年12月13日初版発行（12月8日発売[MM 60]）、ISBN 978-4-89637-684-5
3. 2018年3月14日初版発行（3月9日発売[MM 61]）、ISBN 978-4-89637-701-9
4. 2018年10月3日初版発行（9月28日発売[MM 62]）、ISBN 978-4-89637-820-7
5. 2019年4月3日初版発行（3月29日発売[MM 63]）、ISBN 978-4-89637-865-8
6. 2019年11月4日初版発行（10月30日発売[MM 64]）、ISBN 978-4-89637-935-8
7. 2020年7月3日初版発行（6月30日発売[MM 65]）、ISBN 978-4-86716-025-1
8. 2021年1月30日発売[MM 66]、ISBN 978-4-86716-104-3

### 転スラ日記 転生したらスライムだった件
作画 柴による、『月刊少年シリウス』で連載中の、4コマ形式のスピンオフ漫画。webコミックサイト『水曜日のシリウス』でも不定期再掲載している。
時系列は本編漫画の連載を超えない範囲で描かれており、魔国連邦テンペストでの日常がコミカルに、時々シリアスに描かれている。
また本編ではあまり触れられないサブキャラも深く掘り下げられているのが特徴である。
講談社（シリウスKC）より続刊中。2021年3月時点で累計発行部数は50万部を突破している。また2021年7月現在、スピンオフ漫画では唯一テレビアニメ化された作品でもある。
1. 2018年9月28日第1刷発行（同日発売[講 53]）、ISBN 978-4-06-512744-5
2. 2019年3月29日第1刷発行（同日発売[講 54]）、ISBN 978-4-06-514857-0
3. 2019年11月8日第1刷発行（同日発売[講 55]）、ISBN 978-4-06-517464-7
4. 2020年7月9日第1刷発行（同日発売[講 56]）、ISBN 978-4-06-519725-7
5. 2021年3月31日第1刷発行（同日発売[講 57]）、ISBN 978-4-06-522559-2
6. 2022年7月7日第1刷発行（同日発売[講 58]）、ISBN 978-4-06-528314-1
7. 2024年1月9日第1刷発行（同日発売[講 59]）、ISBN 978-4-06-534119-3

### 転生しても社畜だった件
作画 明地雫による、webコミックサイト『水曜日のシリウス』で連載された、4コマ形式のスピンオフ漫画。『月刊少年シリウス』でも再掲載していた。
異世界に転生したはずが現代で、なのにスライム姿のまま、あちらで見た顔ぶれの揃ったテンペスト商事という会社で、サラリーマンをすることになったリムルを中心としたパラレルストーリー。
講談社（シリウスKC）より刊行。完結済み。
1. 2019年7月9日第1刷発行（同日発売[講 60]）、ISBN 978-4-06-516294-1
2. 2020年3月27日第1刷発行（同日発売[講 61]）、ISBN 978-4-06-518831-6

### 転ちゅら! 転生したらスライムだった件
作画 茶々による、『月刊少年シリウス』で2019年4月号（2019年2月26日発売）から2023年7月号（2023年5月25日発売）連載されたスピンオフ漫画。webコミックサイト『水曜日のシリウス』でも不定期再掲載している。
人間に擬態する術を身につけたはずのリムルが、擬態するもなぜか身体・精神ともに幼い3歳児化してしまうパラレルストーリー。
講談社（シリウスKC）より刊行。完結済み。
1. 2020年3月27日発売[講 62]、ISBN 978-4-06-518897-2
2. 2020年11月27日発売[講 63]、ISBN 978-4-06-521251-6
3. 2021年3月31日発売[講 64]、ISBN 978-4-06-522629-2
4. 2021年3月31日発売[講 65]、ISBN 978-4-06-524322-0
5. 2022年7月7日発売[講 66]、ISBN 978-4-06-528510-7
6. 2022年12月8日発売[講 67]、ISBN 978-4-06-529914-2
7. 2023年7月7日発売[講 68]、ISBN 978-4-06-531711-2

### 転生したらスライムだった件 異聞 魔国暮らしのトリニティ
作画 戸野タエによる、webコミックサイト『水曜日のシリウス』で連載中のスピンオフ漫画。『月刊少年シリウス』でも再掲載している。第1話の時系列は、ユーラザニアからの使節が帰国しリムルがドワルゴンに出立するまで（4巻の第1章と第2章の間）となっている。2021年7月時点で電子版を含めた累計発行部数は50万部を突破している。

#### あらすじ
獣人国ユーラザニアと魔国連邦テンペストが友好を深めた直後、魔王カリオンの密命を受けて狐獣人族の少女フォスがテンペストの実態調査に乗り出すが、成り行きでテンペストの警備隊に加入することになる。そして他の国からも密命で来た二人の少女と出会い、巻き起こる様々な物語。

#### 登場人物
フォス
種族：獣人族（ライカンスロープ）
獣人国ユーラザニア出身の、狐の獣人族の少女。獣王戦士団の候補で、カリオンの勅命で使節団ではなくいち獣人として魔国連邦に来訪し、密かに相手国を探る事になる。
テンペスト入国後は所持金が不足して街道整備のアルバイトに名乗り出たが、そこで警備隊に遭遇してゴブタにスカウトされ、以後は警備隊の一員として行動することになる。当時警備隊で働いていたグルーシスとも面識があるが、任務については秘密にしている。
語尾に「〜です」を付ける独特の口調で話す（行くです、任せるです、等）。獣人族の中では成り上がりなので差別意識は低く、上司になった弱い種族から命令される事にも抵抗が薄い。
人間との友好を願うリムルの意思に従い、ファムルス王国が魔国連邦を襲撃した際にも不殺を心がけていたが、無抵抗の魔物達が王国兵の手で虐殺されるのを見て激昂し、禁を破って周囲にいた人間達を全滅させてしまう。
獣人族なので察知能力、行動力、戦闘能力が高く、固有能力「獣身化」によりさらに力が強化される。嗅覚が鋭いので探し物も得意。一方で魔法については生活魔法ぐらいしか使えない。猪突猛進すぎるところが欠点で、たびたび警備隊の仕事を放り出してはゴブエモンから拳骨をもらっている。単純作業は苦手。また、ハクロウの修行に参加して〈気闘法〉を学び、技術を磨いている。

ステラ
種族：龍人族（ドラゴニュート）
忘れられた竜の都の出身で、竜皇女ミリムを崇拝する竜を祀る民の少女。ミリムが気に入ったという魔国連邦を調査する為、神官長ミッドレイの命を受けてテンペストにやってくる。
行動力に溢れ、悪い人間ではないが、やや尊大な性格。かなりの方向音痴で、魔国連邦へはミッドレイに言われた方角にとにかく直進して来たらしい。
当初は竜を祀る民の固定観念から“料理”を否定していたが、初めて食べたカレーの美味しさに感動してミリムの為の料理人を志し、リムルの口添えでゴブイチに弟子入りする。少々せっかちだが、集中力があり、ひたむきで仕事は丁寧。料理の腕前の上達はゴブイチも認めるところである。
外見は普通の人間の少女だが、龍人族なので力は強く、投げや蹴りを使った格闘術ではフォスと互角という武闘派で、“竜を祀る民”の中でも数少ない「竜戦士化（ドラゴンボディ）」の使い手。神聖魔法の使い手でもあり、応急処置程度の簡単な回復魔法も使う事が出来る。ただ、スピードで補ってはいるものの、力に頼りすぎて攻撃が少々素直すぎるのが欠点で、攻撃魔法を小手先の卑怯な技術と考えているせいで魔法使いの実力を見抜けないのも弱点である。

ネム
種族：有翼族（ハーピィ）
天翼国フルブロシア出身。寝るのが大好きな怠け者で、寝る事以外は全て労働だと思っている。フレイから偵察指令を受けた諜報員であるが、本来の仕事を忘れかけている事がある。
究極の寝床を作るという夢があり、色々な場所・物で寝ている。フレイの膝枕で寝た事もあるらしく、フォスのもふもふな尻尾もお気に入り。面倒臭がり屋だが手先が器用で単純作業にも強く、布作りの適性がある。服の肌触り目当てにシュナの織物工房へ不法侵入し、商品を駄目にした罰として工房の雑用をする事になり、その才能を見込まれてスカウトを受け工房の従業員になった。野生のスライムで寝ようとして溶かされかけた事があり、意思あるスライムであるリムルで寝るチャンスをうかがっている。
本能的に危険を察知する能力に長け、ハクロウに「魔力感知」の才能があると評されている。飛行能力を駆使し、掴んだ相手を上空から落下させる、高所から剣を投げつけるなどの戦法を使う他、魔法も得意。

#### 書籍情報
講談社（シリウスコミックス）より続刊中。
1. 2019年12月4日第1刷発行（同日発売[講 69]）、ISBN 978-4-06-516906-3
2. 2020年3月27日第1刷発行（同日発売[講 70]）、ISBN 978-4-06-518757-9
3. 2020年7月9日第1刷発行（同日発売[講 71]）、ISBN 978-4-06-520044-5
4. 2021年3月31日第1刷発行（同日発売[講 72]）、ISBN 978-4-06-522504-2
5. 2021年7月8日第1刷発行（同日発売[講 73]）、ISBN 978-4-06-523796-0
6. 2022年3月9日第1刷発行（同日発売[講 74]）、ISBN 978-4-06-527029-5
7. 2022年12月8日第1刷発行（同日発売[講 75]）、ISBN 978-4-06-529930-2
8. 2023年9月8日第1刷発行（同日発売[講 76]）、ISBN 978-4-06-532855-2
9. 2024年1月9日第1刷発行（同日発売[講 77]）、ISBN 978-4-06-534107-0
10. 2024年6月7日第1刷発行（同日発売[講 78]）、ISBN 978-4-06-535707-1
11. 2025年1月30日第1刷発行（同日発売[講 79]）、ISBN 978-4-06-538002-4
12. 2025年6月9日第1刷発行（同日発売[講 80]）、ISBN 978-4-06-539657-5

### 転生したら島耕作だった件
講談社（イブニングKC）より刊行。
1. 2019年7月9日第1刷発行（同日発売[講 81]）、ISBN 978-4-06-516834-9

### 転生したらスライムだった件 クレイマンREVENGE
カジカ航が漫画を担当。クレイマンを主役にしたスピンオフ漫画。『月刊少年シリウス』2022年6月号から連載。
1. 2022年11月9日第1刷発行（同日発売[講 82]）、ISBN 978-4-06-530095-4
2. 2023年5月9日第1刷発行（同日発売[講 83]）、ISBN 978-4-06-531662-7
3. 2023年10月6日発売[講 84]、ISBN 978-4-06-533288-7
4. 2024年3月8日発売[講 85]、ISBN 978-4-06-534892-5
5. 2024年9月9日発売[講 86]、ISBN 978-4-06-536809-1
6. 2025年1月30日発売[講 87]、ISBN 978-4-06-538035-2
7. 2025年8月7日発売[講 88]、ISBN 978-4-06-539691-9

### 転生したらスライムだった件 美食伝 〜ペコとリムルの料理手帖〜
中谷チカが漫画を担当。リムルが「ペコ」と命名したゴブリンを描いたグルメ漫画。『月刊少年シリウス』2023年6月号から連載。
1. 2024年1月9日第1刷発行（同日発売[講 89]）、ISBN 978-4-06-534155-1
2. 2024年6月7日第1刷発行（同日発売[講 90]）、ISBN 978-4-06-535685-2
3. 2024年9月9日第1刷発行（同日発売[講 91]）、ISBN 978-4-06-536656-1
4. 2025年6月9日第1刷発行（同日発売[講 92]）、ISBN 978-4-06-539686-5

### 転生したらスライムだった件 番外編 とある休暇の過ごし方
高田裕三が漫画を担当。本作の10周年を記念して伏瀬により書きおろされた小説のコミカライズ。『月刊少年シリウス』2023年9月号から2025年7月号まで連載。
1. 2024年1月9日第1刷発行（同日発売[講 93]）、ISBN 978-4-06-534106-3
2. 2024年9月9日第1刷発行（同日発売[講 94]）、ISBN 978-4-06-536003-3
3. 2025年6月9日第1刷発行（同日発売[講 95]）、ISBN 978-4-06-539689-6

## アニメ
テレビアニメ第1期は、2018年10月から2019年3月までTOKYO MXほかにて放送された。テレビアニメ第2期は分割2クールで、第1部は2021年1月から3月まで、第2部は同年7月から9月までTOKYO MXほかにて放送された。第3期は2024年4月から9月まで日本テレビ系列ほかにて放送された 。第4期の制作が決定している。
スピンオフアニメ『転生したらスライムだった件 転スラ日記』がTOKYO MXほかにて2021年4月から6月まで放送された。
劇場アニメ『劇場版 転生したらスライムだった件 紅蓮の絆編』が2022年11月25日にバンダイナムコフィルムワークス（発表当時はバンダイナムコアーツ）の配給で公開された。劇場アニメ第2作の制作が決定している。

## ゲーム
- 転生したらスライムだった件〜魔国連邦創世記（ロードオブテンペスト）〜（2018年10月30日）スマートフォン向けゲームアプリ。キック・アスとゲームゲートから配信開始された。基本無料の一部アイテム課金あり。2024年5月21日にサービス終了。
- 転生したらスライムだった件〜魔王と竜の建国譚〜（2021年10月28日）[W 36]スマートフォン用ゲームアプリ。開発・運営はWFS、配信はバンダイナムコエンターテインメント。略称は「まおりゅう」。
- 転生したらスライムだった件×謎解きゲーム『転生したらナゾトキ中だった件〜古代遺跡編〜』（2021年9月3日予約販売開始、10月上旬順次発送）[W 37]LINEアプリを用いる持ち帰り型リアル謎解きゲーム。「宅ナゾ」としてトキオ・ゲッツとハレガケが共同で販売。
- リアル脱出ゲーム×転生したらスライムだった件『謀略のテンペストサーカス（魔国曲芸団）からの脱出』（東京：2024年3月7日 - 開催中、大阪：2024年3月14日 - 開催中、名古屋：2024年3月19日 - 開催中）[W 38]LINEアプリを用いる周遊型のリアル謎解きゲーム。SCRAPの主催・企画制作による、よだかのレコードが制作協力によるリアル脱出ゲーム。
- 転生したらスライムだった件 テンペストストーリーズ（2024年8月8日）[W 39]家庭用ゲーム（Nintendo Switch™／PlayStation®5／PlayStation®4／Xbox Series X/S／Xbox One／Steam®）。バンダイナムコエンターテインメントから発売された。

## パチスロ・パチンコ
- パチスロ：スマスロ転生したらスライムだった件（2023年10月、山佐ネクスト）[W 40]
- パチンコ：P転生したらスライムだった件（2024年11月、Sansei R&D）[W 41]

## 舞台

### 舞台『転生したらスライムだった件』
舞台『転生したらスライムだった件』というタイトルで、2023年8月3日から5日にメルパルク大阪 ホールにて、同年8月11日から14日に日本青年館ホールにて上演。

#### キャスト
- リムル＝テンペスト - 尾木波菜（≠ME）[1191]
- ベニマル - 仲田博喜[1191]
- シオン - 吉川友[1191]
- シュナ - 篠崎彩奈（AKB48）[1191]
- ゲルド - 宮下雄也[1191]
- ガビル - 松田岳[1191]
- ランガ - 小南光司[1191]
- シズ - 七木奏音[1191]
- ゴブタ - 杉咲真広[1191]
- ソウエイ - 北村諒[1191]
- ハクロウ - 萩野崇[1191]
- 大賢者 - 豊口めぐみ（声の出演）[1191]
- アンサンブル - 赤江耕之助、石川鈴菜、石澤友規、小川隆将、佐久間貴生、末髙伊織、杉山湧哉、高野雄貴、新張将洋、山﨑紫生、山田隼人

#### スタッフ
- 原作 - 川上泰樹・伏瀬・みっつばー『転生したらスライムだった件』（講談社「月刊少年シリウス」連載）[1192]
- 脚本・演出・作詞 - 伊勢直弘[1192]
- 舞台音楽 - こおろぎ[1192]
- 殺陣指導 - 奥住英明[1192]
- スライムギミック - 風船太郎（映像出演）[1192]
- 技術監督 - 寅川英司[1192]
- 舞台監督 - 佐光望[1192]
- 美術 - 竹邊奈津子[1192]
- 照明 - 田中徹[1192]
- 音響 - 高橋秀雄[1192]、石井雄太[1192]
- 映像 - 荒川ヒロキ、森すみれ[1192]
- 衣裳 - 加藤佑里恵[1192]
- ヘアメイク - 松前詠美子[1192]
- 小道具 - 羽鳥健一[1192]
- 演出助手 - 入江浩平[1192]
- デザイナー - TRMN[1192]
- カメラマン - 草場雄介[1192]
- 制作進行 - 杉田智彦[1192]
- 制作 - DMM STAGE[1192]
- 主催 - 舞台『転生したらスライムだった件』製作委員会[1192]

### 舞台『転生したらスライムだった件』-魔王来襲編&人魔交流編-
舞台の第2弾、魔王来襲編&人魔交流編が2024年7月25日から28日まで天王洲 銀河劇場、同年8月2日・3日にサンケイホールブリーゼで上演。

#### キャスト（2024年舞台）
- リムル=テンペスト - 尾木波菜（≠ME）[1193]
- ベニマル - 仲田博喜[1193]
- シオン - 吉川友[1193]
- シュナ - 石田千穂（STU48）[1193]
- リグルド - 髙木俊[1193]
- ゴブタ - 杉咲真広[1193]
- ガゼル・ドワルゴ - 森山栄治[1193]
- ユウキ - 横田龍儀[1193]
- フォビオ - 岸本勇太[1193]
- ヨウム - 林光哲[1193]
- クレイマン - 中村太郎[1193]
- ミリム・ナーヴァ - 宇咲（#ババババンビ）[1193]
- ソウエイ - 北村諒[1193]
- ハクロウ - 萩野崇[1193]
- 大賢者 - 豊口めぐみ（声の出演）[1193]

#### スタッフ（2024年舞台）
- 原作 - 川上泰樹・伏瀬・みっつばー『転生したらスライムだった件』（講談社『月刊少年シリウス』連載）[1193]
- 脚本・演出 - 伊勢直弘[1193]
- 制作 - DMM STAGE[1193]
- 主催 - 舞台『転生したらスライムだった件』製作委員会[1193]

## イベント
異世界遊園地『テンペストパーク』の謎
2023年10月28日から2024年2月5日の期間にひらかたパークとのコラボレーションで開催。謎解きイベント。
#各種コラボ企画を参照。
転生したらスライムだった件 転スラ 10thライブ
2023年12月16日に千葉・森のホール21で開催。キャストによる朗読劇とトークショー、アーティストによるライブなどが行われる。キービジュアルには、ライブ衣裳に身を包んだリムルがマイクを持って歌う姿が描写された。

## 各種コラボ企画

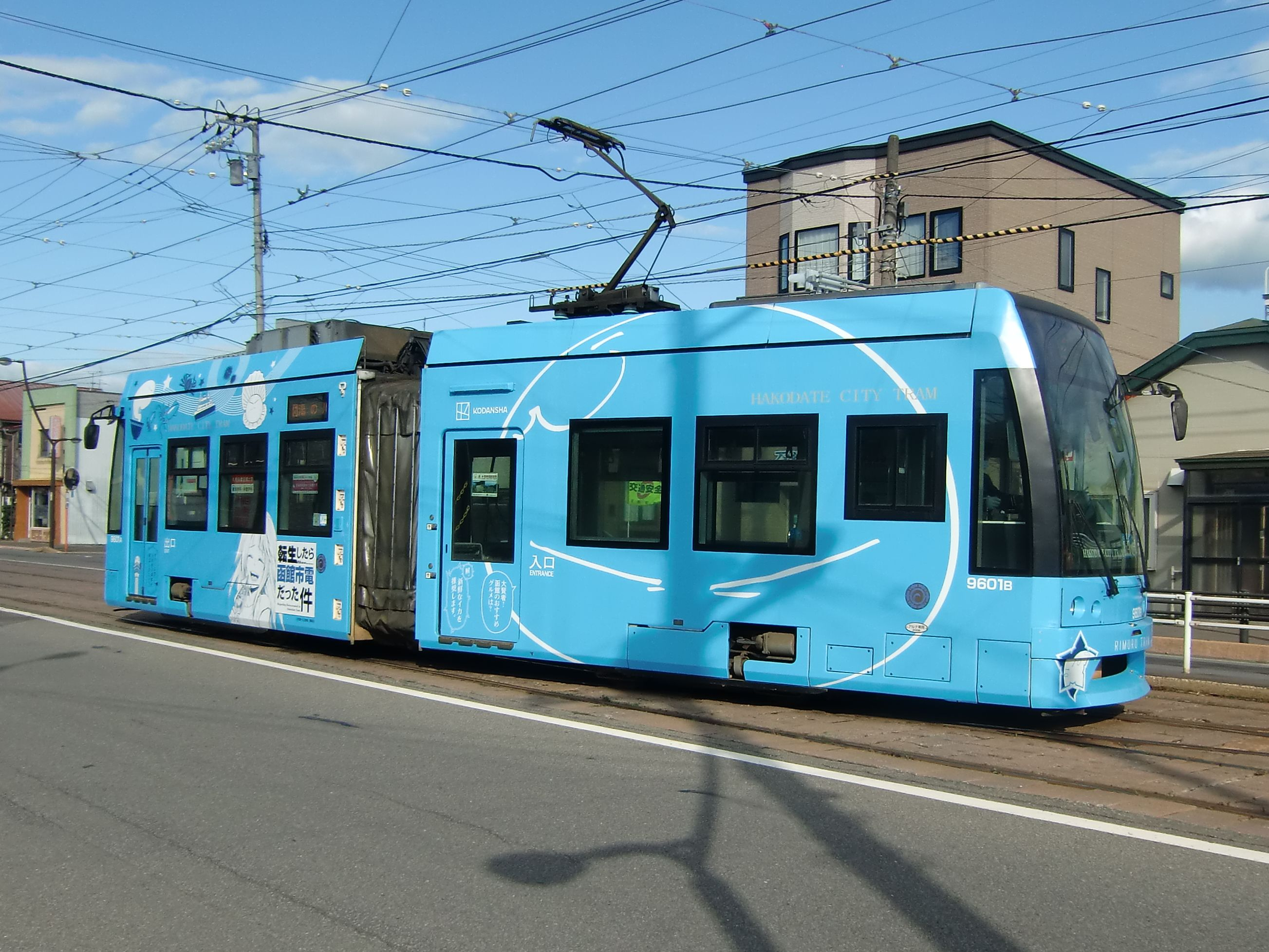
リムルが擬態した（という設定のラッピング広告を施された）函館市電の函館市交通局9600形電車（らっくる号・9601号、2021年11月）

2020年11月27日にコミックス16巻の販売が開始されたことを記念して、翌11月28日に新聞朝刊の一面広告として登場する企画が行われた。広告はリムルが新聞発行地域の名物・名産品に擬態するというコンセプトで作られている。
掲載紙と擬態の内容は次の通り。
- 朝日新聞
  - 関東 - 日の丸弁当（梅干し）
  - 近畿 - たこ焼き
  - 東海 - ういろう
- 北海道新聞 - じゃがいも
- 上毛新聞 - 焼きまんじゅう
- 下野新聞 - 焼き餃子
- 西日本新聞 - 辛子明太子

2020年12月11日にTVアニメ「神達に拾われた男」の公式Twitterで公開のミニアニメ「スライムたちの井戸端会議」と、TVアニメ「転生したらスライムだった件」のコラボ動画が披露された。
2021年7月27日に、リムルが全国各地の路面電車に1年以上をかけて擬態する（ラッピング車両となる）というコンセプトの企画が発表され、最初に富山地方鉄道で行われたことが発表されたのを皮切りに、全国各地の路面電車車両にラッピングが展開されている。
2022年2月12日開催のJリーグ公式戦「FUJIFILM SUPER CUP 2022」においてコラボレーション企画が行われ、当日の会場にコラボグッズ付きの特別席が販売された他、スペシャルムービーの製作、試合当日のキャスト陣によるサッカー観戦動画生配信などが行われた。
2023年10月28日から2024年2月5日にかけて、ひらかたパークのコラボイベント「異世界遊園地『テンペストパーク』の謎」が開催。園内を周遊しながら、市販のキットを使って謎解きを楽しむ内容となっている。
2024年3月7日から東京、大阪、名古屋の3都市で順次、リアル脱出ゲームとのコラボレーションで「謀略のテンペストサーカス（魔国曲芸団）からの脱出」が開催。#ゲームを参照。